# 麥理浩
伯克的麥理浩男爵，KT，GBE，KCMG，KCVO，DL[?]（1917年10月16日—2000年5月27日），英國資深外交官及殖民地官員，1971年至1982年出任第25任香港總督，他的任期前後長達10年半，先後獲四度續任，是香港歷史上在任時間最長的港督。
外交官出身的麥理浩雖然缺少殖民地的行政管理經驗，但沒有殖民地包袱的他，反而被普遍認為是歷史上最傑出和最受市民愛戴的港督之一，輿論更以「麥理浩時代」（MacLehose Years）形容他在任港督的日子。麥理浩任內推動大刀闊斧的改革，使香港的社會面貌出現深刻的改變。他的改革涉及房屋、廉政、教育、醫療、福利、基礎建設、交通、經濟和社會各個範疇，十年建屋計劃、開發新市鎮、創立廉政公署、九年免費教育、設立郊野公園、興建地下鐵路和地方行政改革等重要的政策和建設，紛紛在他任內推出。這些政策不單直接改善市民的生活水平，還進一步為殖民地政府在市民心目中建立起正面形象，同時也增強了香港人對香港的歸屬感。
麥理浩見證了香港的經濟起飛，任內經濟增長之強勁為開埠以來所未有。在他的協助下，香港由原本以輕工業為主導，逐步轉型以電子工業、金融業和商業為重心，一躍而成「亞洲四小龍」之一，為香港的繁榮穩定和日後成為亞洲國際金融中心及國際大都會，奠定重要基石。此外，財政司夏鼎基爵士在麥理浩任內提出的「積極不干預主義」，也成為港府的理財哲學、以及麥理浩在施政上的依歸。
不過，外界也有意見批評麥理浩始終未能完全解決房屋不足、大學學位不足、教育素質參差、貧富不均和交通擠塞等核心問題，不少輿論也認為他未能快速應對任內接二連三的社會運動；至於在處理中國大陸非法入境者及越南難民來港的問題上，也引起不少爭論。
在中港關係方面，麥理浩改善了雙方自六七暴動以來的關係，他在1979年應邀訪問北京等地，成為二戰後首位官式訪問中國的港督。訪華期間，他會見了中共領導人鄧小平，席間得悉鄧小平堅決要在1997年或之前收回香港，結果這次會面為後來的香港前途談判揭開序幕。麥理浩返港後擔心引起恐慌，隻字不提鄧小平堅持收回香港的言論，只引述鄧小平「叫香港投資者放心」，但為免觸動中方神經，他放棄原擬推動民主政制改革的計劃。
麥理浩未及香港前途談判召開，便先行卸任港督，但他卸任返英後，繼續透過上議院議員的身份參與香港事務。他在晚年参与制定「居英權計劃」，又多次批評末任港督彭定康為立法局引入的民主改革。在1997年，年近80歲的麥理浩特意返回香港，在6月30日晚出席香港主權交接儀式；縱使英政府杯葛在7月1日舉行的香港特別行政區成立暨特別行政區政府宣誓就職儀式，但他仍堅持出席。
麥理浩對香港的貢獻深受各方肯定，他除了多次獲英廷授勳外，更在1982年獲封為終身貴族，而香港的麥理浩徑和麥理浩夫人度假村，也是為了紀念他的貢獻而以他命名。

## 生平

### 早年生活
麥理浩在1917年10月16日生於英國蘇格蘭格拉斯哥市內的巴特里（Partick），是家中次子。他的父母都是蘇格蘭人，父親名哈米什·亞歷山大·麥克萊豪斯（Hamish Alexander MacLehose，1886年－1962年），母親名瑪嘉烈·布魯斯·布拉克（Margaret Bruce Black）。麥理浩的家鄉位於蘇格蘭艾爾郡（Ayrshire），父親本在斯特凌郡（Stirlingshire）墾思峽（Campsie Glen）附近的格蘭米爾（Glenmilne）開設印刷所，但麥理浩出生時時值第一次世界大戰，當時父親正在蘇格蘭來福槍團第八營擔任少校。麥理浩也有一位兄長，名叫諾曼·唐納·麥克萊豪斯（Norman Donald MacLehose，1915年－1974年），他後來繼承父親的印刷業務，與麥美倫出版社有往來，也嘗任麥美倫家族信託人。

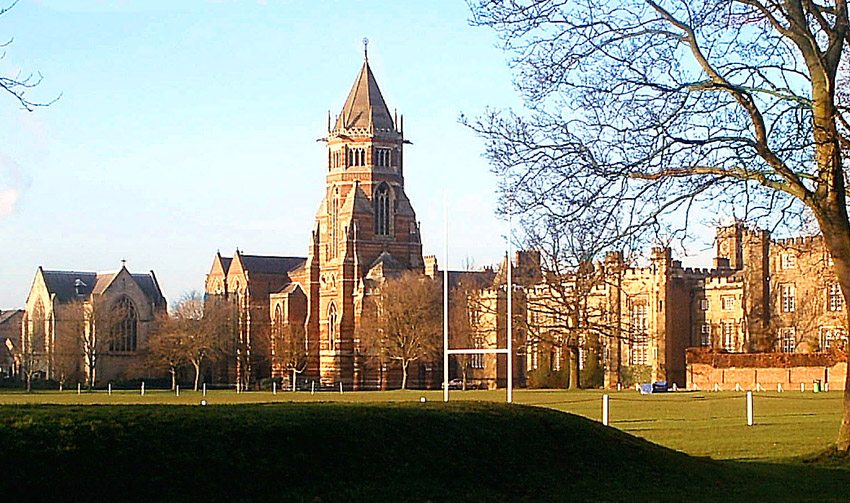
麥理浩與他的父親都曾入讀拉格比公學

麥理浩在1931年入讀父親的母校拉格比公學，他在校內表現出眾，不單是校內壁手球隊隊長，也曾經憑一篇關於19世紀著名法國外交官塔列蘭的文章，贏得一面英皇獎章。在1936年，他成功考入牛津大學貝利奧爾學院，主修現代歷史，在校內與日後成為英揆的希思（後為爵士）結交成為同學和好友，嗣後於1939年獲文學士學位畢業。
畢業後，麥理浩旋於1939年獲殖民地部取錄，投身馬來亞的殖民地政府。不過，他在1940年前往中國，暫時轉調到英國駐廈門領事館供職，以便學習在馬來亞北部同樣流行的福建話。當時正值第二次中日戰爭，廈門也已在1938年5月淪陷，但由於英日兩國尚未宣戰，故麥理浩初期仍可在華活動。可是，日軍於1941年12月策動太平洋戰爭和英日宣戰後，他隨即在同月遭日軍拘禁，一直到1942年10月才獲准遣送回國。
麥理浩早自1939年第二次世界大戰爆發以來已加入皇家志願後備海軍。休養一段日子後，他在1943年2月以海軍上尉的身份重返中國，主要活躍於汕頭一帶，負責在日軍大後方與中方游擊隊合作，秘密從事情報蒐集的工作，多番深入敵陣。其中有一次，麥理浩更大膽地走進受日軍控制的汕頭會所，在眾目睽睽下點了一杯氈湯力，他不慌不忙，最後在無人阻撓、絲毫無損的情況下離開會所。憑藉戰時的傑出表現，他於1946年獲英廷頒授MBE軍事勳銜。

### 外交生涯
在二戰後期，麥理浩曾經在1944年至1946年間擔任英國駐福州署理領事，並在二戰結束後從皇家志願後備海軍退役。在華的經歷使麥理浩對中國產生濃厚興趣，也學會說國語，他不單止放棄殖民地部的工作，並在1947年5月決定正式轉投外交部，出任英國駐漢口署理領事，復於1948年出任署理總領事。麥理浩在1949年進一步升任為一等秘書，但同年中國大陸主權易幟，國民政府因第二次國共內戰失利而敗走台灣，共產黨在中國大陸建立政權，麥理浩被迫在1950年1月調返倫敦的外交本部，轉為協助馬歇爾計劃的實行。
在1951年，麥理浩獲派到位於布拉格的英國駐捷克大使館，出任一等秘書（商務）兼領事，嗣後於1954年借調到英聯邦關係部，於威靈頓任職英國駐紐西蘭高級專員公署辦事處主管。麥理浩在1956年返回外交部，到巴黎的英國駐法國大使館擔任商務參贊，1959年升任參贊。同年，他又借調到殖民地部，到香港出任港府政治顧問，負責就政治事務向港督柏立基爵士提供意見。
麥理浩在1963年升任外交部遠東司司長，主管遠東地區的外交事務，任內在1964年獲CMG勳銜。工黨韋爾遜政府在1964年10月上台後，麥理浩在1965年獲指派擔任外交大臣首席私人秘書，先後在1965年至1966年、以及在1966年至1967年間，為邁克爾·史都華德（Michael Stewart）和喬治·布朗（George Brown）兩任工黨外相工作。其中，布朗一向以作風急進著稱，加上他有酗酒的習慣，使得麥理浩擔任他的首席私人秘書期間，經常要徹夜工作，而且要承受巨大的工作壓力，從而進一步培養其堅忍的意志。
不過，麥理浩任內也險些仕途止步；根據2007年解密的一批政府機密檔案透露，麥理浩曾在1967年大意地將一份重要的機密文件遺留在倫敦攝政街的蘇格蘭皇家銀行分行，該機密文件內有首相韋爾遜致美國總統林登·詹森關於越戰的電報。有關事故在當時一度被視作「嚴重的保安疏忽」，再加上較早前也有一名國防部官員犯下同類過失而接受軍法審判，使得麥理浩也有被紀律處分的可能。雖然如此，布朗對麥理浩有深刻的印象，除了稱呼他作「我那位憂鬱的蘇格蘭人」（my gloomy Scot），也相當欣賞他的才幹。所以在事件發生後，布朗即向韋爾遜辯解，指出麥理浩非常能幹，解釋事故是因為缺少休息時間所致。在布朗的幫助下，再加上那份機密文件沒多久被另一位外交部官員撿到，政府最終信納事件的嚴重程度較輕，免卻向他採取紀律處分。
麥理浩在1967年到西貢出任英國駐南越大使，當時正值越戰，實行資本主義的南越和實行共產主義的北越正陷於持久的戰爭狀態。麥理浩任內不單見證美軍對北越的軍事行動，且與美方建立起良好友誼，而美方則認為他理解當地局勢，是當地最可信賴的外交使節之一。在1969年，麥理浩在不太情願的情況下告別南越，轉任英國駐丹麥大使，不過他在丹麥哥本哈根的任期並不長久，在1970年10月，英政府宣佈將任命麥理浩接替戴麟趾爵士為香港總督兼三軍總司令。為做好準備，麥理浩在1971年6月的英女皇壽辰授勳名單中，獲英廷賜予KCMG勳銜，成為爵士，而英政府還特別補送他往曼徹斯特進修短期的城市公共行政管理課程。
在1971年11月19日，身穿傳統殖民地官服的麥理浩與夫人乘坐國泰航空CX501號班機抵達香港啟德機場，獲輔政司羅樂民爵士等官員迎迓，隨後，麥理浩一行轉乘港督專用遊船慕蓮夫人號橫渡維多利亞港，並於皇后碼頭登岸檢閱儀仗，之後再於大會堂內，由首席按察司李比爵士（Sir Ivo Rigby）、政府主要官員和行政及立法兩局議員見證下，正式宣誓就任為第25任香港總督兼三軍總司令，由此展開其長達10年又6個月的港督生涯。

### 香港總督

#### 就任背景
在1960年代，香港受貿易和紡織業的帶動，經濟蓬勃發展，但受惠的只是社會上一小部分人士，以勞工階層為主的普羅大眾而言，生活仍然十分艱難。在六七暴動過後，港府察覺到在施政上的不足，於是在戴麟趾的帶領下推行多項新政，當中包括修改勞工法例，進一步保障勞工權益、另外還加強官民溝通、改善教育和房屋等各方面的民生政策。然而，戴麟趾作為殖民地出身的官僚，往往施政上偏向保守，始終以維持殖民地的財政穩健為依歸，大大限制了改革的力度。
麥理浩是少有外交官出身的港督，也是殖民地部於1966年併入英聯邦事務部、以及英聯邦事務部在1968年與外交部重組為外交及聯邦事務部（同樣簡稱外交部）以來，首位獲任命的港督。他之前的24任港督，幾乎盡皆殖民地官僚出身。與殖民地官僚不同，雖然麥理浩不是公共行政專才，但外交部的背景使他沒有殖民地的包袱，同時對政局具備敏銳的分析力。為了重拾香港市民自六七暴動以來的信心，麥理浩甫上任便強調香港已儲備足夠的經濟能力，現在是改善生活的時候。透過大幅增加公共開支，他在任內大刀闊斧地推動前所未有的新政，幅度和深度比前任均有過之而無不及。他的政策不單令香港出現既深且廣的發展，也令政府在市民心目中重新塑造良好而正面的形象。

#### 廣建房屋

##### 建屋計劃與開拓新市鎮
自中共建國以來，中國大陸局勢不穩，不時有大量難民南逃香港，加上戰後嬰兒潮等因素，二戰後的香港一直面對沉重的房屋壓力。不少難民為建立安身之所，索性就地在市區邊陲任意興建寮屋。這些簡陋的房屋一般只用鐵皮或木板搭建，面積極小，但往往住上好幾人；寮屋區缺乏乾淨水源，而且衛生情況欠佳，火災等意外更時有發生。在1953年聖誕節發生的石硤尾大火，導致逾50,000名寮屋居民在一夜間無家可歸，大火促使當時的港督葛量洪爵士決定興建徙置大廈安置災民，自此政府逐漸負起興建公營房屋的責任。繼葛量洪的徙置大廈後，繼任港督柏立基爵士和戴麟趾爵士也著手興建徙置屋邨、並推出廉租屋邨和政府廉租屋，連同香港房屋協會自戰後配合政府興建的公共房屋，皆進一步為有需要的貧苦大眾提供居所。不過，這類公營房屋的數量有限，再加上中國難民持續湧入，至麥理浩接任港督的時候，全港寮屋居民仍有達35萬人。
麥理浩意識到房屋問題的迫切性，因此在1972年10月宣讀的首份《施政報告》當中，即提出規模宏大的十年建屋計劃，目標希望在10年時間內，從賣地等收益投放80億港元，為180萬名香港市民提供居所。為了有效推行計劃，麥理浩在1973年將原有的屋宇建設委員會改組成房屋委員會（簡稱房委會），另外又將徙置事務處和市政事務署的房屋科改組為房屋署，兩者專門負責規劃和推行公營房屋計劃，以及著手興建簡稱「公屋」的公共屋邨，而原有的廉租屋邨和政府廉租屋則歸類為「甲類屋邨」、徙置屋邨歸類為「乙類屋邨」，一律也統稱公共屋邨，歸由房委會和房屋署管理。為配合公營房屋的興建，他還在同年成立新界拓展署，負責在新界興建新市鎮以容納更多人口。
十年建屋計劃是香港開埠以來最大規模的建屋計劃，在麥理浩任內興建的公共屋邨遍及港島、九龍和新界，當中包括在1974年落成的愛民邨和美東新邨、1975年落成的麗景邨（後改名荔景邨）和瀝源邨、以及在1976年後相繼落成的麗瑤邨和葵盛新邨等等。至於新市鎮方面，港府雖然早在1950年代把觀塘和荃灣規劃為衛星城市，即九龍市區的延伸，但新界的新市鎮則屬麥理浩任內首創。在新界拓展署的主導下，港府在1973年起相繼設立荃灣、沙田和屯門三個新市鎮，其中沙田和屯門本屬人煙稀少的鄉郊地方，但在新市鎮工程下，兩地移山填海，廣建大型屋邨，加上私人發展商也紛紛興建大型屋苑，使這些地方的面貌出現極大的變化。繼這三個新市鎮後，麥理浩在1970年代後期又決定興建大埔、粉嶺／上水和元朗三個新市鎮，和開發馬鞍山作為沙田新市鎮的延伸，令新市鎮的規模繼續急速擴展。另一方面，麥理浩認為，港府興建的不只是公營房屋，而是真正的社區，因此，透過興建新市鎮，港府亦同時興建相應的公共設施、休憩用地和醫院、學校及交通網路等配套設施，讓建構社區的理念得以實踐。
為協助中下入息家庭及公屋家庭置業，麥理浩還在1976年12月宣佈推出簡稱「居屋」的居者有其屋計劃，由港府興建一些價廉實用、且具一定水準的住宅屋苑，供有意置業但無力購買私人物業的人士選擇。麥理浩任內推出的居屋也是遍及香港各地，較早期的包括有何文田俊民苑、葵涌悅麗苑、觀塘順緻苑、柴灣山翠苑、香港仔漁暉苑和沙田穗禾苑等等。

##### 建屋成效
終麥理浩一任，港府合共發展六個新市鎮（包括荃灣在內）、33個公共屋邨、16個居屋屋苑、以及重建11個舊式屋邨，受惠人口高達96萬人。同時間，新界地區出現極大轉變，人口由1970年只有大約50萬，大幅增加至1982年的大約150萬人，1991年更增至大約300萬人，佔全香港約一半的人口。麥理浩在任後期，建屋的計劃仍然持續，當中包括在1981年9月決定計劃耗資1,000億港元，發展可供30萬人居住的將軍澳新市鎮，以及在1982年3月投放2,500萬港元，落實「海港填海及市區發展研究」，研究維多利亞港填海增地的可行性。有關研究隨後於1983年10月發表，認為有需要在中環及灣仔填海發展。
雖然十年建屋計劃一共向96萬名市民提供居所，但始終未能達到當初訂下180萬的目標，港府後來決定延長計劃五年，到麥理浩卸任後的1987年才告完成，但最終的累積安置人口也只有150萬，比原訂的180萬少30萬。麥理浩的建屋計劃未有完全達標，主因是因為香港在1970年代經歷過兩次石油危機和短暫性的經濟過熱，使建屋進度受到拖慢。麥理浩任內還經歷過多場寮屋區大火，較嚴重的包括在1976年2月的筲箕灣愛秩序灣五級大火、同年10月的獅子山山腳馬仔坑四村五級大火、1981年8月的秀茂坪安樂村五級大火、以及在1981年12月先後發生的油塘長龍田村四級大火和馬仔坑仁愛村四級大火等。這些寮屋區大火每次均造成數千人無家可歸，大大加重政府在房屋方面的壓力；此外，由於偷渡問題持續，加上非法寮屋仍然不斷滋長，使房屋問題未能完全解決。到麥理浩卸任時，全香港的寮屋居民更由1972年的35萬人增加至75萬人，而全港居住環境被界定為擠迫的家庭也有25萬個。
但無可否認的是，十年建屋計劃是香港開埠以來最大規模的公營房屋興建計劃，新型公共屋邨如雨後春荀在香港各地興建，對受惠的大批市民而言，他們的生活狀況得以直接地大幅改善。十年建屋計劃立下的宏大目標，令當時的市民對政府建立信心和予以肯定，從而增強了政府的認受性。居屋計劃的推出，也成功協助不少市民置業，後來特區政府在2002年宣佈無限期停建居屋後，即引起社會上要求復建居屋的討論。

#### 肅貪倡廉

##### 創立廉政公署
麥理浩任內另一項極為棘手的任務，是解決香港的貪污問題。香港歷來貪污問題根深柢固，其中尤以政府的貪污風氣為甚，不少公務人員明目張膽地貪污斂財，較具體的例子包括消防員先收錢才開水喉救火、救護員先索取「茶錢」才接送病人到醫院、病人在醫院內要給俗稱「阿嬸」的女工「打賞」，才可獲得合理服侍，此外，一般公共服務如輪候公營房屋和申請入讀官立學校，也得要賄賂負責的公職人員。當時，在一眾政府部門當中，以皇家香港警察隊的貪污情況最為嚴重，這個被形容為「世上用錢所能買到的最佳部隊」雖然在六七暴動中立功，獲英女皇伊利沙伯二世在1969年授予「皇家」稱號，但不少受賄的警務人員事實上濫用自身權力，貪斂大筆財富，而且包庇各種非法罪行，嚴重威脅社會治安，令不少市民苦不堪言。
其實警隊早自1952年設立反貪部，負責處理貪污投訴。六七暴動後，港督戴麟趾意識到貪污問題的嚴重性，以及原有《防止貪污條例》的不足，於是在1971年5月制定《防止賄賂條例》，加重貪污罰則、擴大懲治範圍、以及賦予警方反貪部更大的權力偵查貪污案件。然而，儘管英國朝野日益關注香港的貪污情況，戴麟趾任內肅貪的力度始終有限，他接受英國電視台訪問談及貪污問題時，更被批評為「像一根圖騰柱僵硬地坐在攝影機前，言語唐突，態度曖昧」。至於由警方反貪部自行調查警隊內部的貪污問題，更是廣為人所詬病，其辦案表現也被外界譏諷為「只打蒼蠅、不打老虎」。
麥理浩上任後，即著手研究香港的貪污問題，而他在肅貪倡廉方面最大的貢獻，是一手創立專門撲滅貪污罪行的廉政公署（英文簡稱「ICAC」）。廉政公署的設立與葛柏案不無關係。葛柏本為警隊高層，職級是總警司，他在六七暴動期間表現出色，曾獲英女皇嘉獎，1971年12月更出任九龍區副指揮官一職；但另一方面，自《防止賄賂條例》生效後，警隊反貪部在1971年開始注意到葛柏擁有大批來歷不明的財富，遂對他暗中展開調查。可是，由於證據不足，反貪部最初的調查工作停滯不前，而這時的葛柏也意識到警方已對其財產展開調查，於是申請在1973年7月提早退休，以期及早脫身離開香港。
1973年4月，時任警務處處長薛畿輔再接獲情報，指葛柏匯出大筆可疑款項到海外的銀行戶口；同時間，葛柏再提出申請，要求提早多一個月在1973年6月退休，企圖在警方搜得足夠證據前離開香港。雖然警方始終未能獲得充分證據，證明葛柏來歷不明的款項是由貪污所得，但薛畿輔決定先發制人，在同年5月勒令葛柏停職接受進一步內部調查；另一邊廂，時任律政司何伯勵（John Hobley）在薛畿輔要求下，也首次引用《防止賄賂條例》，於6月4日要求葛柏在七日內交代其財產來源，這時警方經點算後，發現葛柏來歷不明的財產逾430萬港元，相當於他在警隊任職21年來所得收入的六倍。6月8日，正接受停職調查的葛柏，運用自己的職權從啟德機場乘坐飛機，經新加坡潛逃英國，一時間引起社會譁然。
葛柏潛逃返英後，麥理浩為穩定民情，立即於6月13日會同行政局，宣佈委任最高法院高級副按察司百里渠爵士就葛柏潛逃一事展開調查，以及就香港的貪污問題和相關法例進行研究。百里渠爵士在7月4日向麥理浩提交關於葛柏潛逃的報告書，是為《百里渠爵士調查委員會第一次報告書》；在10月11日，他再發表《百里渠爵士調查委員會第二次報告書》，該報告批評政府部門貪污問題普遍，導致市民對港府失去信心，但報告未有明確建議港府設立一個獨立的反貪部門。在百里渠撰寫報告期間，坊間輿論要求港府盡早緝拿葛柏歸案之聲不絕，可是由於英國沒有香港《防止賄賂條例》內有關收入與官職不相稱的罪名，以致港府無法引渡葛柏返港受審，激起公眾反響。在1973年8月26日，大批學生和市民在維多利亞公園舉行「反貪污，捉葛柏」集會，但警方事後卻票控部份參與集會的人士，繼而引發不少市民在9月16日再舉行「貪污有罪，集會無罪」的示威，聲援被檢控的集會人士，種種事件反映出公眾對港府打擊貪污不力的不滿。
雖然百里渠爵士發表的第二次報告書未有明確建議港府設立獨立的反貪部門，但麥理浩了解到警隊反貪部的不足，所以早在葛柏潛逃英國後不久，便著手招攬人手籌備成立一個獨立的反貪機構。在1973年10月17日，麥理浩向立法局宣讀任內第二份《施政報告》，正式提出要設立一個直接向港督本人負責、且獨立於政府的「撲滅貪污專員公署」，以便專門調查貪污案件。公署不久更名為總督特派廉政專員公署（即廉政公署），且邀得前民政司姬達（後為爵士）出任首任總督特派廉政專員、以及邀得已經退休，但曾任職軍情五處和香港警隊政治部主管的彭定國（John Prendergast，後為爵士）出任首任執行處處長。

##### 警廉衝突及影響
廉政公署在1974年2月正式成立後，立即以強硬手段處理貪污個案，在英國警方協助下，葛柏於同年4月29日在當地被捕，並且在1975年1月7日由廉署人員押解引渡返港受審。有關行動贏得輿論普遍稱譽，葛柏最終被法庭裁定一項串謀賄賂和一項受賄罪罪名成立，判監四年及充公其中25,000港元賄款。在雷厲風行的行動下，廉署成立首10個月內，接獲涉及貪污的投訴多達5,958宗，而且又針對油麻地果欄案等多宗涉及警隊的貪污個案展開調查，大量警員受牽連或被邀請協助調查。廉署的調查行動對警隊構成沉重壓力，不少警員索性提早退休，設法移民到一些像台灣等與香港沒有引渡協議的國家或地区，以逃避日後廉署的追查，個別警員甚至因為畏罪或擔心被廉署查問而自殺，引起警隊內對廉署調查手法和作風的不滿。
在1977年10月28日，數千名警務人員及家屬到香港警察總部操場集會，宣洩對廉政公署的不滿，以及要求警務處處長施禮榮主持公道，向港督加以反映。集會過後，數十名警務人員走到廉署位於金鐘夏愨道和記大廈的執行處總部，除了大肆搗亂外，還毆傷約五名廉署職員。警務人員到廉署搗亂一事，被輿論形容為警廉衝突，英文輿論更指事件是「警察叛亂」（Police Mutiny），一度引起公眾擔心香港治安會否出現動盪。警廉衝突發生後，廉署內部主張繼續原有的調查工作，外間也有意見認為，若果港督本人是殖民地出身的官僚，大有可能拒不退讓，甚至召喚駐港英軍維持局勢。

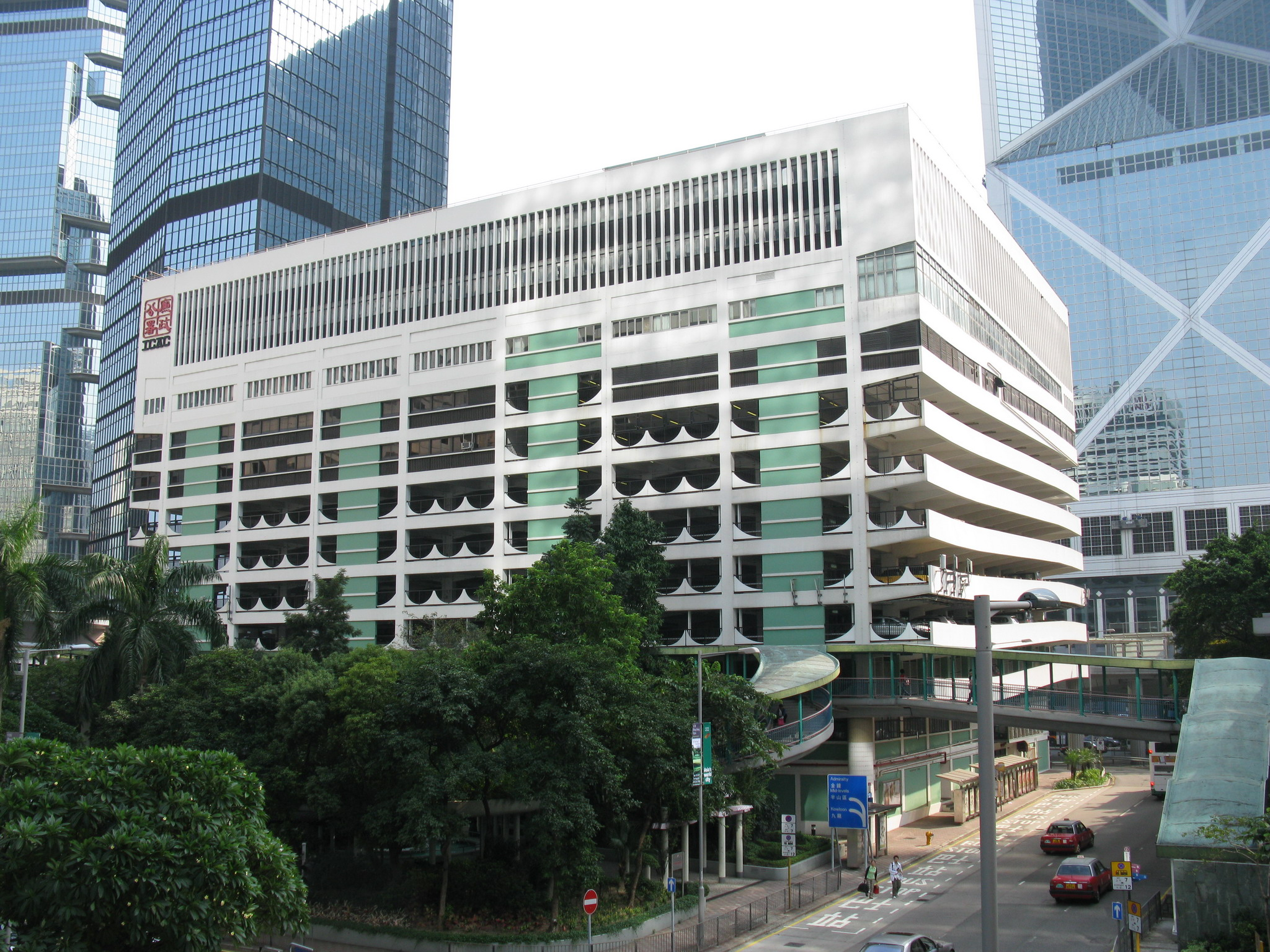
警廉衝突過後，廉政公署執行處總部在1978年遷至附近的美利道停車場大廈

然而，為顧全大局，麥理浩經慎重考慮後決定讓步，他在1977年11月5日發出一項「局部特赦令」，宣佈除了已被審問、正被通緝和身在海外的人士，任何人士在1977年1月1日前干犯的貪污罪行，一律不予追究。在11月7日，他向立法局強調有關特赦令只此一次，下不為例，表明不會再作任何讓步，同時，立法局又修改《警隊條例》，授予警務處處長權力，可即時開除任何不服從警隊命令的警務人員。
「局部特赦令」的頒佈是一項富爭議性的決定。一方面，絕大部份警務人員不再被追究，從而立即有效平息警隊內的不滿情緒，而他當機立斷的決定也獲得輿論普遍讚揚；但另一方面，廉署的士氣在短期內卻大受打擊，一直主張維持強硬立場的廉政專員姬達更在1978年7月黯然離開廉署，雖然姬達旋獲麥理浩委任為布政司，但兩人關係始終蒙上陰影。據曾任麥理浩私人秘書的苗學禮憶述，頒佈「局部特赦令」是麥理浩任內所作最困難的決定之一，而麥理浩晚年則認為，警務人員出現不滿是可以理解的，因此「局部特赦令」的頒佈具一定程度的重要性。
姬達卸任廉政專員後，麥理浩在同月委任另一資深殖民地官員陸鼎堂爵士接掌廉署，設法重整廉署肅貪倡廉的形象，以及改善警廉關係。1977年12月，麥理浩又設立獨立運作的廉政公署事宜投訴委員會，受理公眾有關廉署在行政方面的投訴，對廉署作出監察。事實上，廉署在警廉衝突後，繼續扮演肅貪倡廉的角色，並先後偵破前探長黎民祐貪污案、香港電話公司職員貪污案和中華汽車有限公司員工盜竊硬幣和行賄等的大型案件；此外，廉署還繼續追緝在逃人士和凍結他們涉及貪污的資產，使他們不能返回香港和動用被凍結的資產。在眾多在逃人士當中，較知名的包括涉及賄款數以億計、稱之為「四大華探長」的呂樂、韓森、藍剛和顏雄，以及藝人曾志偉的父親、曾任職總警長的曾啟榮等。
無論如何，麥理浩卸任港督時，廉政公署累積成功檢控超過2,000名干犯貪污罪行的人士，有效達至肅貪倡廉的目的，也掃除港府多年來積習的貪污風氣，使香港成為亞洲地區最廉潔的城市之一。廉政公署的貢獻不單為不少港人所自豪外，甚至啟發澳門、中國、韓國和台灣在日後也設立類似的反貪機構。

#### 教育政策

##### 九年免費教育與理工教育
麥理浩相當重視香港的教育發展，在上任港督前不久，港府才於1971年開始實行六年強迫小學義務教育，並制定《入學令》，對不送子女上學的小學學生家長處以刑罰，而他任內則致力將強迫免費教育推廣至初中，以配合香港整體的經濟和社會發展水平。在1973年8月，港府教育委員會發表報告，目標在1981年讓百分之80的青少年獲得資助的初中學位，但麥理浩認為報告建議的步伐過慢，於是在立法局成立專責小組展開進一步研究，促成港府在1974年10月發表《香港未來十年之中學教育》白皮書，當中訂下目標在1979年推行九年強迫免費教育。在1977年10月5日，麥理浩向立法局宣讀任內第六份的《施政報告》當中，再決定提早在1978年新學年施行九年強迫免費教育，使香港所有適齡兒童和青少年都要強制接受教育至初中三年級的程度。為配合學童增加和新市鎮的發展，麥理浩也積極增加中小學的數目，以容納更多適齡學童；而頒佈實施九年強迫免費教育後，他還宣佈逐步擴大《入學令》的適用範圍，由1979年學年起，教育司可根據《教育條例》授予的權力，向12至13歲的適齡學童發出《入學令》，而自1980年學年起，《入學令》的適用範圍進一步擴展至14歲的適齡學童。
麥理浩也特別重視以工業和理工教育配合香港的工業發展，他先後在1975年創立葵涌工業學院和觀塘工業學院、1977年創立黃克兢工業學院、和在1979年創立李惠利工業學院，致力培訓更多工科學生。在此期間，建造業訓練局和製衣業訓練局也相繼在1976年8月17日和10月19日成立。另一方面，麥理浩在1972年8月將香港工業專門學院改組為香港理工學院（香港理工大學前身），同時承認其專上學院地位，以及在紅磡撥地興建新的校址。麥理浩同年還把負責大學撥款事宜的大學教育資助委員會改組為大學及理工教育資助委員會，使理工學院也納入成為該委員會的資助對象之一。除了香港理工學院外，香港樹仁學院（香港樹仁大學前身）和嶺南學院（香港嶺南大學前身）也分別在1976年和1978年獲港府認可成為專上學院。
在大學教育方面，麥理浩任內對香港兩所大學作出不少變革，當中包括在1972年委任黃麗松教授為香港大學創校以來首位華人校長，另外又在1976年將香港中文大學由原來的「聯邦制」改為「單一制」，惟後者在當時引來不少爭論。香港中文大學的改制，源於麥理浩在1975年委任曾協助草創中文大學的富爾敦勳爵擔任中文大學調查委員會主席，負責研究中文大學的體制架構。該委員會後來發表第二次《富爾敦報告》，促成港府在1976年修訂《香港中文大學條例》，把中文大學的管治模式由原來的「聯邦制」更改為「單一制」，意味中文大學校方由各家成員書院收歸大部份的行政權力。當時三家成員書院均對有關改變頗有微言，其中以新亞書院方面的反對聲音最為強烈，幾經爭論，最終有九名新亞書院校董因不滿中大改制而辭職。
麥理浩在任晚期，於1981年4月應經濟合作發展組織建議，宣佈委任一個以英國文化協會前會長呂衛倫爵士為首的國際顧問團，負責全盤檢討香港的教育制度。國際顧問團在麥理浩卸任後數月，即1982年11月，發表外界稱之為《呂衛倫報告書》的《香港教育透視：國際顧問團報告書》，該報告對香港各方面的教育政策均作出分析和提出意見，對港府此後在教育方面的施政起重要影響。

##### 應對文憑教師薪酬運動
除了教育發展外，麥理浩任內還面對教師多次發起社會運動，其中兩次事件更引起廣泛關注。首項爭議是文憑教師薪酬運動，在1970年，港府宣佈委任一個薪俸調查委員會（簡稱薪委會），負責檢討公務員薪級架構和薪俸制度，該委員會由英國前首席公務員事務專員馬立本爵士（Sir George Mallaby）出任主席，成員則包括羅桂祥和李福和等人，並由剛退休的外交部助理次官莫勤（James C. Morgan）擔任委員會顧問，專門負責檢討政務主任及其他專業職系的薪級架構。薪委會本訂於1971年3月開始運作，同年8月前向港府提交報告，但港府未及薪委會召開，便在1971年2月24日率先宣佈調整教師和護士的薪級制度。其中，新入職文憑教師的起薪點遭到調低，以最初級的三級文憑教師為例，其起薪點由原來的1,044港元大幅降至889港元，而原來的薪級架構也有不少變動。由於在職文憑教師可繼續沿用舊薪級制度，所以他們在初期多持觀望態度；相反，羅富國、葛量洪和柏立基三家教育學院的學生會卻對港府造法深表不滿，批評減薪有辱教師尊嚴，而且造成「同工不同酬」，分化在職和新入職的文憑教師。三家教育學院的學生會除了先後發動學生靜坐和罷課等抗議行動外，又聯同公務員團體與港府展開談判，但談判一直處於膠著狀態。
在1971年8月，薪委會向外界發表報告書，但由於公務員團體方面仍與政府商討文憑教師與護士的薪級架構，故報告未有對文憑教師和護士提出建議，惹來輿論批評。未幾，消息傳出護士方面與政府達成共識，而文憑教師起薪點雖獲調升至1,175港元，但頂薪點卻被調低，加上政府有意取消過往文憑教師薪酬與護士掛勾的造法、以及將他們的薪級獨立於公務員的總薪級表，導致在職文憑教師也起而加入反對的行列。當時，文憑教師主要任教津貼小學和補助小學，也有小部份任教政府官立小學，他們為了保障自身利益而紛紛籌組類似工會的大小團體，並共同成立香港教育團體聯合秘書處，加入公務員團體與政府的談判。在1972年7月，籌備當中的教育專業人員協會（簡稱教協）和官校非學位教師職工會等13個教育人員團體在中環發起遊行，反對新的薪級架構，但政府仍然不為所動，而雙方談判更在同年8月正式宣告破裂。
港府與文憑教師談判期間，麥理浩已就任港督，而談判在1972年8月宣告破裂後，在他的同意下，港府宣佈為以示公正，決定重新委任屬於薪委會成員的莫勤、羅桂祥及李福和三名獨立人士，再召開一個名為「莫勤工作小組」（Morgan Working Group）的薪俸調查委員會工作小組，專門研究文憑教師的問題。工作小組在1972年11月初召開，同年12月將工作小組報告提交港督省覽，並在1973年2月14日向外公佈。然而，工作小組報告的建議與港府提出的方案差別不大，令文憑教師感到失望，根據工作小組報告的建議，符合資格的新入職文憑教師起薪點為1,175港元，在任教首八年間逐步達至頂薪點的1,750港元，領取頂薪滿五年後，可選擇獲得特別增薪點的1,825港元、三年後直接跳至1,900港元，任教多三年後再直接跳至最終頂薪點的1,975港元。相反，文憑教師除要求起薪點增至1,250港元外，又爭取在任教首10年內將薪點逐步升至1,950港元，這兩點均與工作小組的建議有很大出入。
莫勤工作小組報告向外公佈後，華員會和香港教育團體聯合秘書處先後在1973年2月21日和2月25日召開文憑教師大會，均以大比數投票通過策動教師罷工，以表達文憑教師對港府的不滿，其中，聯合秘書處更訂在4月4日兒童節、4月13日黑色星期五和5月4日五四運動紀念日發動三輪罷工，務求迫使港府讓步。港府當時對教師計劃罷工大為緊張，在3月29日，輔政司羅樂民爵士在立法局內提出妥協方案，提出以「莫勤工作小組」的建議為基礎，分別將特別增薪點上調為1,850港元、1,950港元和2,050港元，但入職起薪點和薪點跳升所需的年期卻維持不變，結果方案不為文憑教師所接受。
此後，文憑教師如期在4月4日和4月13日發動首兩輪罷工，在第二輪罷工當中，全港更有超過百分之80的小學響應，港府承受的輿論壓力也越來越重。由於第三輪罷工的舉行日期正好是小學升中試的日子，如果升中試因文憑教師罷工而取消或延期，將對全港約10萬名應考升中試的學生構成嚴重影響。麥理浩為免事情惡化，於是派出時任新聞司姬達與代表文憑教師的教協核心成員司徒華私下磋商，而天主教香港教區主教徐誠斌、聖公會港澳教區主教白約翰會督及中華基督教會香港區會總幹事汪彼得也介入其中參與調停。幾經磋商，港府最終決定讓步，在各方共識之下，港府應要求將文憑教師起薪點增至1,250港元，而且縮短至七年內逐步跳升至頂薪點的1,750港元。領取頂薪滿三年後，文憑教師可立即跳至特別增薪點的1,850港元、兩年後再跳至1,950港元、再多兩年後可直接跳至最終頂薪點的2,050港元。新的方案比港府之前所有方案都要優厚，因而獲得絕大部份文憑教師的正面回應，從而避免第三輪罷工的舉行。罷工平息後，麥理浩在1973年5月初宣佈再委任工商界人士安子介、聖保羅男女中學校長羅怡基博士（Dr. B. M. Kotewall）和徐誠斌主教調查事件爭端，作出補救，而13個教育團體也於5月底舉行投票，通過新的方案，持續26個月的文憑教師薪酬運動才告化解。

##### 金禧事件
至於另一項爭議是金禧事件，在1977年初，天主教寶血會金禧中學多名教師揭發校方財政混亂，且涉嫌斂財和挪用公款，於是在教協司徒華陪同下往廉政公署舉報。部份師生起初要求校長梁潔芬修女解釋，但校方不單拒絕請求，而且還向有關師生作出警告。同年6月，金禧中學師生舉行罷課和靜坐，以示抗議，促使律政司署宣佈就事件立案調查，而教育司陶建（Kenneth Topley）則在6月16日向該校全體師生發出警告信，揚言如果教師再次罷課，可面臨被吊銷教師資格。不過，教協方面則通過決議，指陶建的警告信毫無根據，要求收回。
在暑假期間，寶血會宣佈退出金禧中學，由主教府接辦及委派新校長主持校政，但是到9月新學年開課後，校內仍然紛爭不斷。在1978年2月，法庭裁定金禧師生對校方的指控屬實，判處前校長梁潔芬修女貪污罪成入獄，但獲准緩刑執行；而金禧校方則繼續維持強硬立場，同年5月更勒令四名質疑學校管理層的學生停課兩星期。金禧校方勒令學生停課的決定，觸發該校400多名師生前往港督府向麥理浩請願，隨後又到主教府外露宿，向教區主教胡振中抗議。當時，教育司署認為事態嚴重，署理教育司許瑜遂在5月中宣佈「封校」，並宣佈由天主教會在原址籌辦德蘭中學，變相解僱金禧中學舊有的教師。

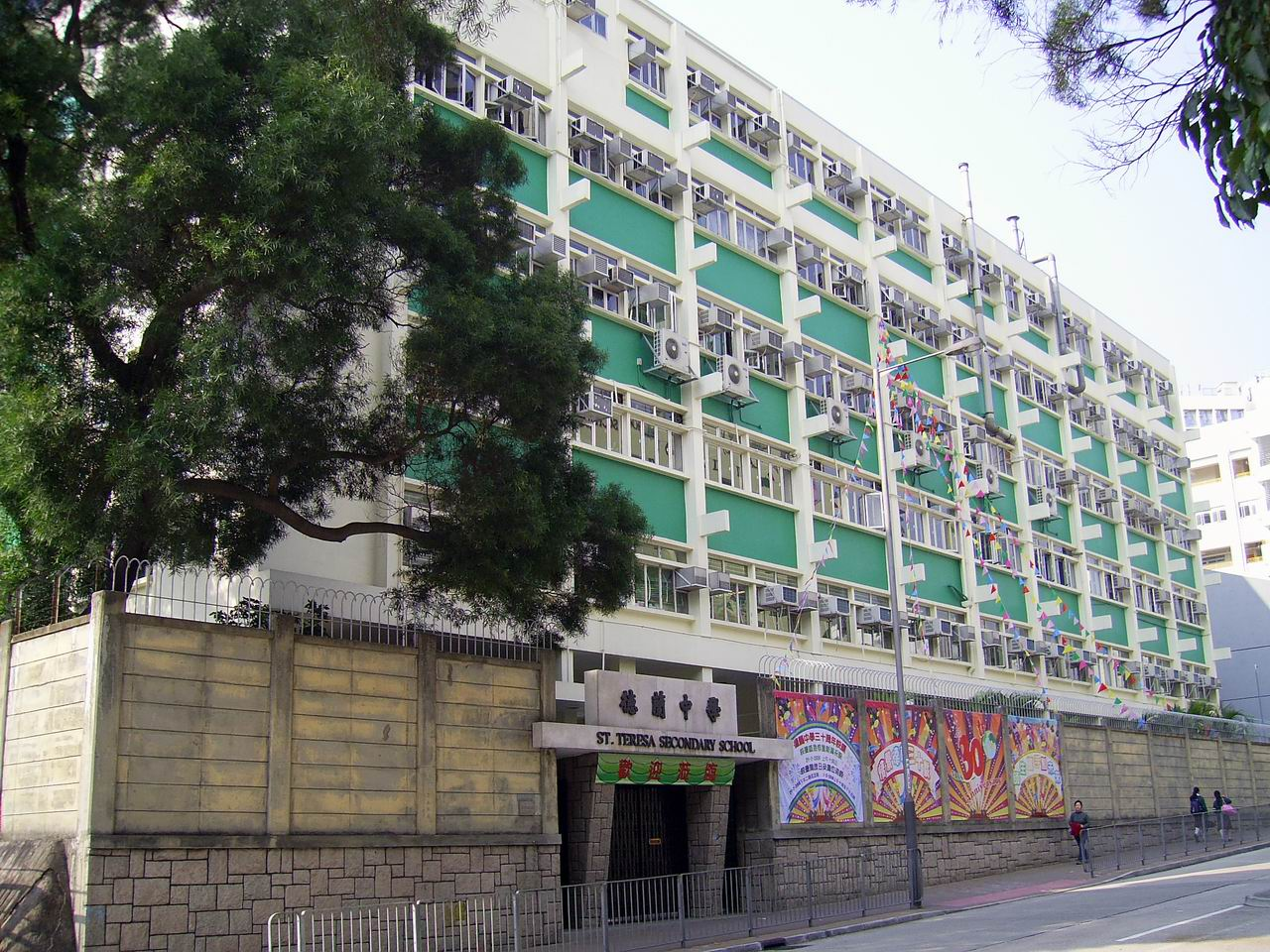
金禧事件發生後，天主教會在金禧中學原址籌辦德蘭中學

許瑜宣佈「封校」後引起輿論激辯，而教協除了主張「先復校，後調查」外，還在維多利亞公園與其他團體舉行萬人大會、以及發起簽名和籌款活動，聲援原金禧中學師生，使事件發展成另一場社會運動。在教協協助下，原金禧中學師生再到港督府請願，此外還有教師代表前往英國申訴，引起工黨國會議員關注。在一連串輿論壓力下，麥理浩擔心激進師生會危及社會穩定，於是宣佈成立金禧中學事件調查委員會，由香港大學校長黃麗松出任主席，委員則包括理工學院助理院長盧景文和執業大律師黃陳善茹，負責對事件展開調查和提出善後方案。調查委員會在1978年7月發表中期報告，建議除了德蘭中學（即前金禧中學）外，另立一所全新的五育中學，供原金禧師生選擇轉到新校任教或就讀，委員會也否定前金禧校方對師生採取的不當措施，以及撤回教育司署對金禧師生的警告信。金禧中學事件調查委員會的中期報告得到原金禧師生、教協和普遍輿論的支持，麥理浩也同意採納報告作出的建議，事件最終才告一段落。
終麥理浩一任，香港的教育發展得到顯著改善，九年免費教育的實施，徹底解決以往的童工問題，整體青少年的教育程度得以提升，時任市政局議員杜葉錫恩也讚揚有關政策「朝正確方向走出一大步」，而落實九年免費教育30年後，港府才於2008年進一步推行十二年免費教育。在麥理浩管治下，學校與學生人數急速增長，全港在學人數在1981年更達140萬人，但教育界則認為整體學生和學校質素有待改善；而麥理浩任內雖然做到百分之70的大學生獲得政府資助或免息貸款，不過大學學位不足的問題始終未能解決。文憑教師薪酬運動和金禧事件的發生，也反映麥理浩未能在第一時間迅速作出反應和妥善化解教師運動；有輿論更指出，金禧事件是麥理浩任內最不幸的事件之一，但《工商日報》社長何鴻毅在麥理浩卸任時則認為，金禧事件等教師運動，應歸咎於教育司署處理手法失當，並非全然是麥理浩的過失。

#### 社會福利

##### 改革社會福利制度
在麥理浩上任以前，港府沒有一套全盤的社會福利政策，向老弱貧民發放糧食幾乎是港府唯一的接濟手段。直到1967年，港府才開始向那些無法親身領取糧食的貧民發放現金援助。在1971年，港督戴麟趾爵士首度引入簡稱「公援」的公共援助計劃，向受助人發放現金膳食津貼，不過，初期的公援規模細小，金額微薄，只有少數貧民受惠。麥理浩認為，政府有責任扶助弱勢社群，不應獨力由慈善團體負責，更不應任由自由市場作出調節，因此在港督任內，他不單改善房屋和教育，還致力改革和擴展社會福利制度與規模，希望讓社會上有需的人士均獲得基本保障。
針對原有的公援計劃，麥理浩在1972年調高公援的基本金額，讓受助人支付膳食開支之餘，也可支付其他必要的生活開銷。在1974年，他對公援受助人的開支模式展開調查，及後在1976年按調查結果制定新的物價指數，使公援發放金額能充分反映實際物價水平。麥理浩不斷擴充公援制度，令更多有需要的市民落入公援的「安全網」，到1977年，受助人的申請資格獲得放寬，讓老弱貧民以外，15至55歲健全但有需要的人士也可提出申請。在1980年，他又為公援引入殘疾補助金，為局部傷殘人士提供額外補助。
除了公援制度，麥理浩在1973年引入傷殘老弱津貼計劃，用以向嚴重傷殘人士發放傷殘津貼、和向年滿75歲但沒有入住安老院舍的長者發放俗稱「生果金」的老弱津貼。當時，由於港府沒有為市民制定全民退休保障計劃，所以港府希望透過向長者發放老弱津貼，來補助他們的退休生活。麥理浩在1977年將傷殘老弱津貼計劃修訂為傷殘及高齡津貼計劃，老弱津貼也改名為高齡津貼；翌年，他再將傷殘及高齡津貼計劃改稱為特別需要津貼計劃（即公共福利金計劃的前身），而且將領取高齡津貼的合資格年齡門檻由原來的75歲降低至70歲，同時取消安老院舍長者不受惠的規定。
麥理浩還改善了港府向學生提供的交通補助，這類補助本於1971年設立，最初的運作方法是由公共交通工具營辦商主動向學生提供優惠，然後向政府申請發還成本，從而加大推廣優惠的誘因。在1981年，麥理浩推出全新的計劃，一律向所有12至25歲的全日制學生發出乘搭車船優待證，學生在任何時間憑證乘搭公共交通工具，均可享半價優惠，此舉一改以往優惠不定期和優惠辦法不統一的情況，有效舒緩廣大學生在交通方面的開支。此外，暴力及執法傷亡賠償計劃和交通意外傷亡援助計劃等等也是在他任內引入，專門向暴力罪行受害人、因執法人員使用武力而受傷的人士和交通意外受害人提供援助。
為配合公援計劃及其他援助計劃的推行，麥理浩在全港設立十多個社會福利署辦事處，而兒童服務中心數目也由原來的50多所急增至250多所。他又積極以受過專業訓練的註冊社工推動社會福利計劃，理工學院也在1977年起培訓社工，為社會福利政策的發展注入新的動力。麥理浩任內，港府的社會福利開支增幅以倍數計，在他的堅持下，港府開始有系統地全面發展社會福利制度，為出生至年老、健全至傷殘的人士，制訂全盤的社會福利政策方針，政府的社會服務不再局限於接濟老弱貧民，而是進而照顧家庭、青年和長者等不同群組的需要，使社會福利服務趨向多元化。在1979年，港府發表《進入八十年代社會福利》白皮書，為1980年代的社會福利政策訂立藍圖大綱，該報告提出由政府資助非政府機構在地區層面提供社會福利服務，並由社會福利署負責中央規劃、統籌、管理、以及籌辦全港性的宣傳運動。
但值得留意的是，社會福利政策擴展的同時，也造成公共開支增加。當麥理浩在1981年委任彭勵治爵士為財政司時，港府不得不放慢社會福利的擴展步伐，同時要透過開徵新稅項、調高機場稅和制訂平衡預算等措施來控制社會福利開支。直到1993年，末任港督彭定康把公援計劃改組為簡稱「綜援」的綜合社會保障援助計劃，香港政府的社會福利政策才有重大的轉變。

##### 公營醫療與勞工待遇
在社會福利政策以外，麥理浩還關注到香港的公立醫院醫療服務和勞工權益兩個重要議題。在公立醫院方面，麥理浩為應對人口增長和新市鎮發展而廣建醫院，在他任內建成的公立醫院和醫療設施計有小欖醫院、小欖精神病治療中心、醫院、葵涌醫院和菲臘親王牙科醫院等。此外，屯門醫院和位於沙田的威爾斯親王醫院也在他任內開始籌建。除廣建醫院外，港府在1974年發表《香港醫務衛生服務的進一步發展》白皮書，制定香港未來10年的醫療政策，當中提出為了「保障及促進整體的公眾健康，以及確保向香港市民提供醫療及個人健康設施」，港府有必要繼續提供「低廉或免費」的醫療服務。在這種背景下，麥理浩時期的公立醫院普通科門診和專科服務，繼續向市民收取遠低於成本的象徵式收費，至於急症室、保健院、結核病和胸肺科診所等服務更維持免費，實行全數依賴政府補貼。公立醫院價格低廉的服務，固然讓市民享受到相當的醫療保障，但卻衍生出整體醫療開支負擔上升、服務質素下降、排期接受治療時間長久、以及市民濫用公立醫院服務等問題。
至於在勞工權益方面，自六七暴動以來，儘管港府透過在1968年制定《僱傭條例》和著手草擬《勞資審裁處條例》以設法改善勞工待遇，但基層勞工仍未得到充分的保障。麥理浩接任後，旋即採取一系列措施強化對勞工的保障，較具體的措施包括在1973年正式設立勞資審裁處，負責調解勞資雙方的金錢糾紛、在1974年修訂《勞工賠償條例》（《僱員補償條例》前身），把僱主向因工永久喪失工作能力或死亡的僱員之賠償金額上限上調三分之一、以及在1975年引入《勞資關係條例》，訂定了調解勞資糾紛的程序。在1982年，《勞工賠償條例》獲進一步的修訂，規定所有僱主要為僱員購買僱員補償保險。
麥理浩也多次重點修訂《僱傭條例》，使條例的條文更為完備，從而改善僱員享有的待遇。這些修訂計有在1973年為低技術及非技術勞工引入疾病津貼（又名病假津貼），讓他們放取長期病假時，僱主仍得向他們發放部份薪金、在1974年加入僱主需向被解僱員工發放遣散費和保障工會不受歧視等條文、在1976年引入每周休息日，規定僱員每工作六天必須獲得一天休息，同時又把每年法定假日的日數由原本的六天增加至10天、和在1977年把累積有薪病假的日數由原來的24日增加至36日，並提高疾病津貼額至日薪的三分之二。在1978年和1982年，該條例又先後規定獲僱主聘用滿12個月的僱員，每年可獲得七日有薪例假、以及規定懷孕僱員可享有相當於正常工資三分之二的產假薪酬。
除此之外，麥理浩還特別針對建造業工人，制訂多項規例提昇職業安全健康水平，當中包括規管電解鉻、起重機械及起重裝置、砂輪、易燃液體噴塗和釘槍工具的使用，並為建築工地、隧道、沉箱、壓縮空氣工作環境、載貨升降機和其他工場訂下安全工作環境的規例。在任後期，麥理浩於1977年立例保障工人工作時防止眼睛受損；隨後在1981年引入肺塵埃沉著病補償計劃，開始為證實患上肺塵埃沉著病的患者提供補償。總括而言，儘管香港勞工的權益尚在改善之中，但經過麥理浩引入的一連串法規和政策，全港勞工的待遇、權益和保障已比昔日得到顯著的提升。

#### 基礎發展

##### 擴展交通網絡

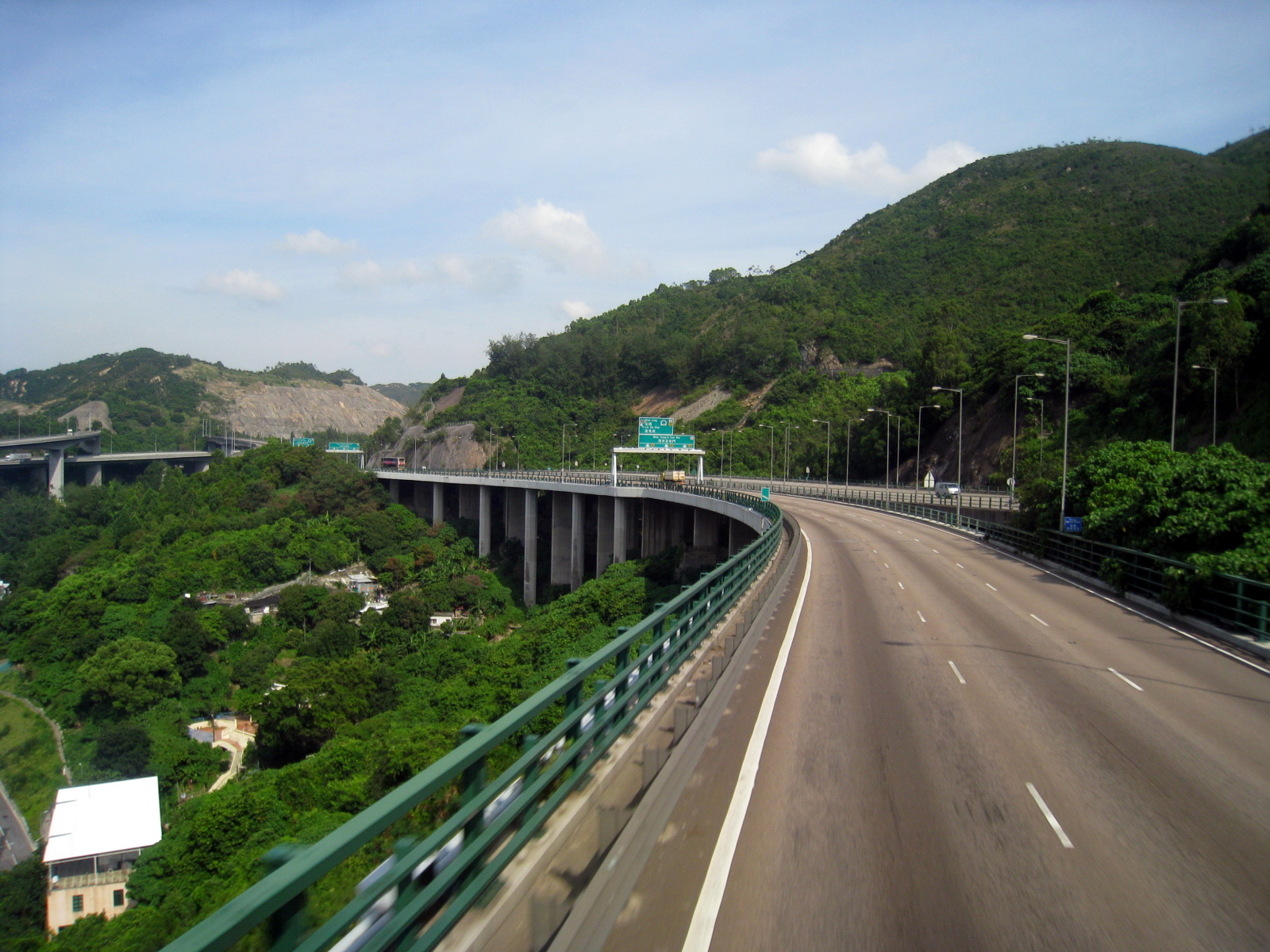
連接屯門新市鎮與市區的屯門公路

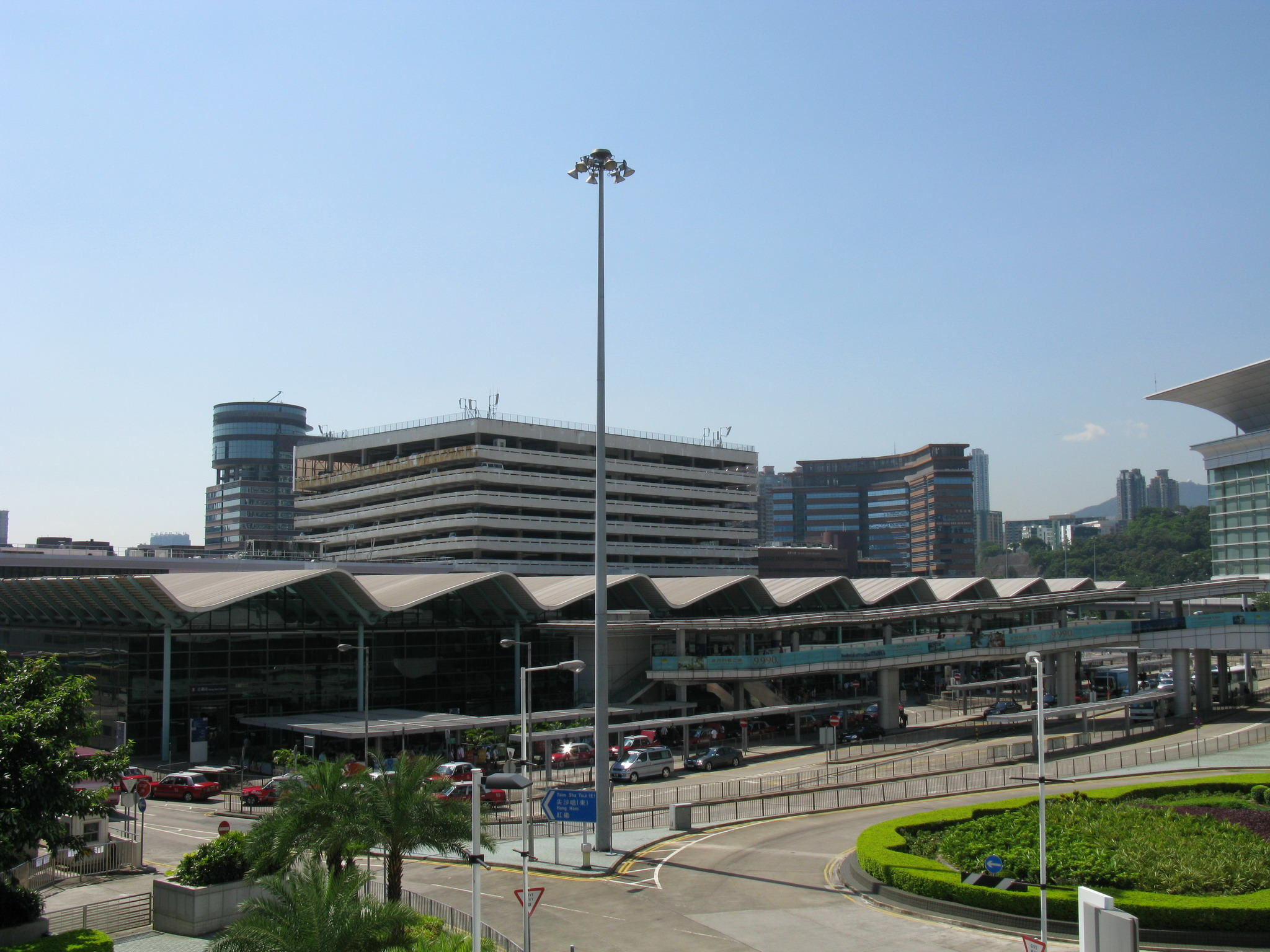
1975年落成的紅磡火車站

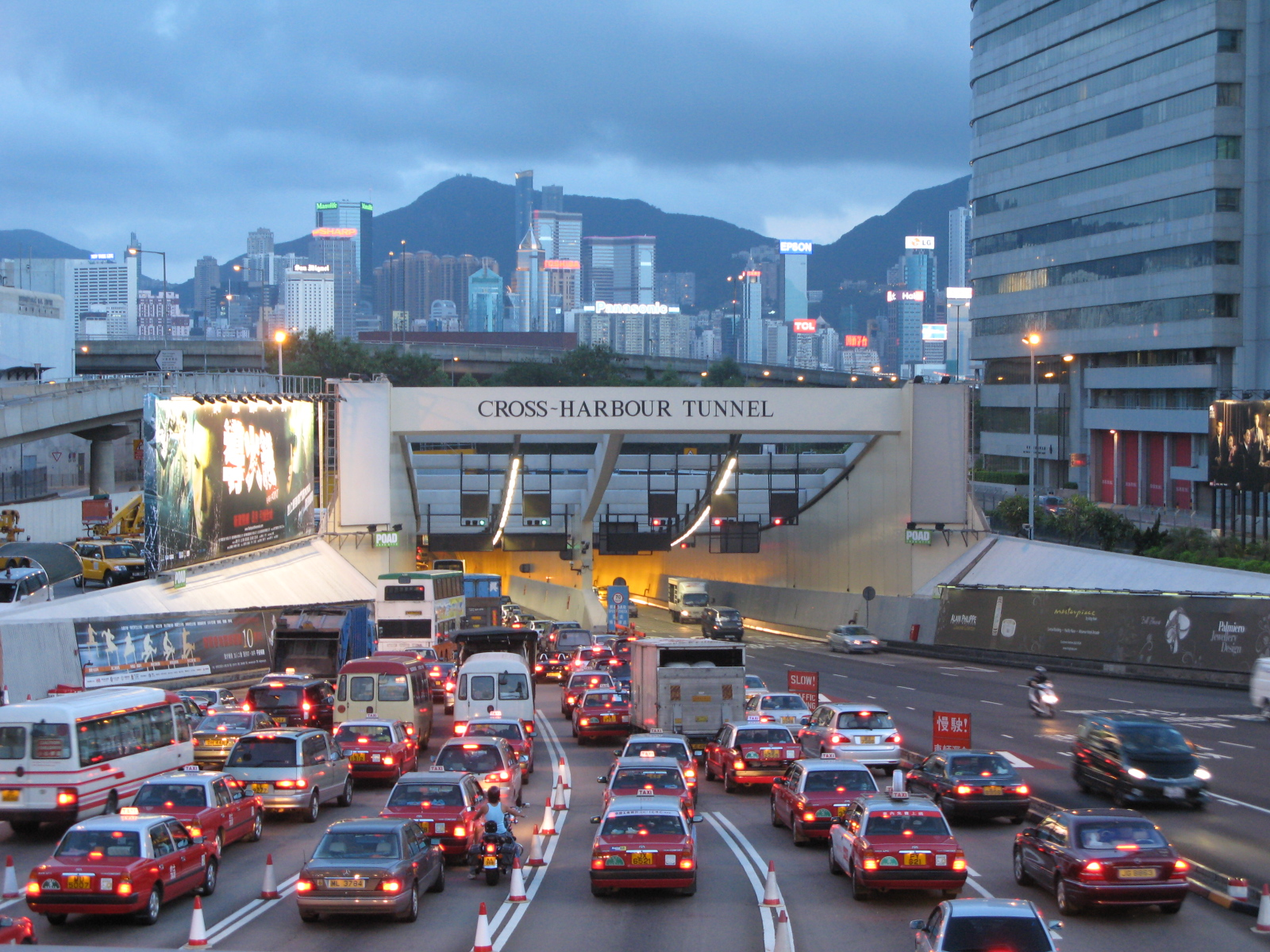
紅磡海底隧道是香港首條過海隧道

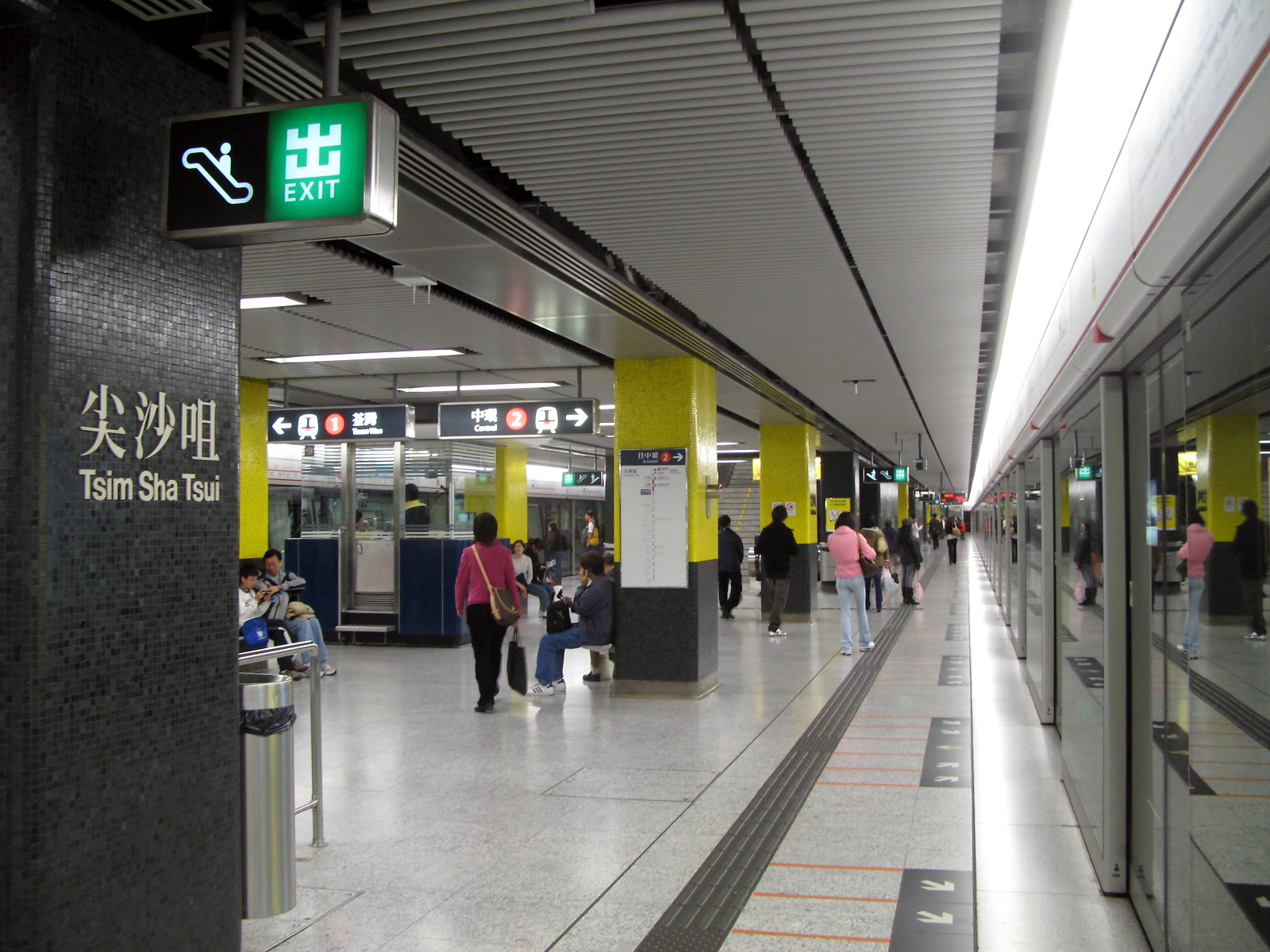
尖沙咀地鐵站是早期落成的地鐵站之一

自1960年代以來，港府已動工興建獅子山隧道和龍翔道等大規模的交通工程，設法舒緩人口上升對交通網絡構成的壓力。麥理浩上任後，為配合新市鎮發展和加強新市鎮與市區的交通連繫，擴展交通網絡繼續成為港府的重要任務。在1974年，麥理浩決定耗資2.2億港元興修連接九龍市區和屯門新市鎮的屯門公路，後來耗資總額再增至5億港元。屯門公路第一行車道於1978年5月正式通車，公路初期全長17公里，後來在1981年再開通深井段第二行車道，自此屯門公路漸漸取代舊有的青山公路成為由市區進出屯門和新界西部的主要幹道。麥理浩也決定擴建連接沙田新市鎮與九龍的獅子山隧道，隧道的第二管道在1978年落成通車後，使隧道由原來的單管行車擴展成為雙管行車，流量得以大幅度提升。同樣，麥理浩在1974年建成青衣大橋，讓車輛可由陸路往返市區和青衣島，為荃灣新市鎮青衣部份的發展奠下基礎。
此外，麥理浩著手為穿梭九龍和新界羅湖邊境各地的九廣鐵路英段實行現代化，以配合新界的急速發展。在1973年，他率先宣佈為九廣鐵路展開雙軌化工程，令原本單軌行駛的鐵路擴充成雙軌行車。雙軌化工程歷時多年，並分多期進行，首期紅磡至沙田段在1976年竣工，而第二期沙田至大埔墟段雙軌化工程也在1978年展開。有鑑於紅磡和沙田之間的一段舊筆架山隧道仍以單軌行駛，港府還興建一條全新雙管行車的筆架山隧道，隧道隨後於1981年4月通車。在進行雙軌化工程的同時，港府還興建新的紅磡火車站，以取代舊有的尖沙咀火車站為九龍一方的總站，紅磡火車站在1975年5月5日由適值訪港的英女皇伊利沙伯二世親臨主持揭幕，並在同年11月正式啟用。
在1978年，麥理浩宣佈進一步動用35億港元，實行九廣鐵路英段電氣化計劃，逐步購入全新的電氣化列車，取代行車緩慢和已經老化的柴油火車。首階段紅磡至沙田的電氣化工程在1982年5月宣告完成，而沙田至大埔墟段、以及大埔墟至羅湖段的電氣化工程則相繼在1983年5月和7月啟用，惟當時麥理浩已經卸任。九廣鐵路實行雙軌化和電氣化後，載客量大增、火車速度大幅提升、加上班次頻密，由新界北部的粉嶺和大埔等新市鎮往返九龍市區，車程大為縮短，昔日超過30分鐘才有一班列車的情況成為歷史。在任港督晚期，交通諮詢委員會還於1981年9月通過港府建議，在屯門和元朗之間興建輕便鐵路，為日後輕便鐵路工程的展開作準備。
疏導市區交通和加強九龍與香港島的交通連繫，是麥理浩另一重任。在1972年8月，麥理浩為香港首條橫越維多利亞港的紅磡海底隧道主持剪綵儀式，該隧道由戴麟趾爵士主持下於1969年動工興建，落成啟用後，汽車無需再依賴汽車渡輪橫渡維港，帶來便利。至於麥理浩任內為香港興建的首個地下鐵路系統，工程規模則較前者更為繁浩。雖然港府早在1960年代已著手研究興建地下鐵路的可行性，但工程到麥理浩任內才正式拍板定案。在1972年6月，麥理浩委任財政司夏鼎基（後為爵士）為地下鐵路臨時管理局主席，負責籌備地鐵工程的前期工作。臨時管理局於1975年初宣佈興建一條由九龍觀塘出發、途經石峽尾、旺角和尖沙咀等地，最終通往港島中環，稱之為「修正早期系統」的地鐵路段。與此同時，麥理浩在1974年聘任英美冠達郵輪（Cunard Line）前任常務董事唐信（Norman Thompson）為地下鐵路公司候任主席，《地下鐵路公司條例》在1975年通過後，地鐵公司即於同年9月取代原本的臨時管理局，主持地鐵的興建工作。
地鐵公司成立之初，獲港府撥款11.5億港元，其餘資金則由港府作擔保下向外籌措。同年10月，以香港上海滙豐銀行為首的七家財團與港府協議貸款6,000萬美元；港府另外又與17家國際銀行達成協議，籌得20億港元貸款，而地鐵公司則由港府全資擁有。為了支付工程開支，港府需要透過賣地收益和發展地鐵上蓋物業填補。「修正早期系統」在1975年11月正式動工，經過接近四年的時間，觀塘至石峽尾段地鐵在1979年9月30日由麥理浩伉儷主持下正式通車，同年12月16日，石峽尾至尖沙咀段開通，到1980年2月12日，尖沙咀至中環一段的過海鐵路也告完成，標誌著「修正早期系統」全線開通。尖沙咀至中環段過海鐵路通車當日，麥理浩更邀得訪港的雅麗珊郡主主持揭幕，場面盛大。
在1977年7月，麥理浩進一步決定興建往來太子與荃灣的荃灣綫地鐵，並在1982年3月拍板興建往來上環和柴灣的港島綫地鐵；荃灣綫和港島綫地鐵要到他卸任後的1982年5月和1986年5月才陸續通車。而荃灣綫通車後，原有太子至中環段的「修正早期系統」鐵路遂併入荃灣綫，「修正早期系統」鐵路的餘下路段則成為觀塘綫地鐵。地下鐵路的修建為香港交通發展揭開新的一頁，其通車在某程度上改善了市區交通的擠塞情況，往來九龍和港島市區各地也變得更為便捷；過海鐵路和海底隧道的通車，更逐漸取代原來的渡海小輪，成為橫渡維港的主要方法。地下鐵路的興建，還連帶鐵路沿線急速發展，金鐘廊、海港城、太古城、德福花園和灣仔等地的商業和住宅發展項目，即為興建地鐵所帶動。
繼地下鐵路以後，麥理浩在1979年指示港府重新研究擱置多時的東區走廊興建計劃，促成東區走廊在1981年動工興建。東區走廊隨後於1984年陸續通車，初期由銅鑼灣通往太古城，成為繼英皇道以後，另一條往來港島中心與東區的主要行車幹道。麥理浩與夏鼎基也曾經研究動用賣地收益，出資300至350億港元，在赤鱲角填海興建全新的機場，以取代位處市區和不敷應用的啟德機場。不過，由於珍寶客機在1970年代開始廣泛應用，增大了啟德機場的吞吐量，因此計劃被暫時擱置，一直到1989年，「新機場計劃」才被當時的港督衛奕信爵士提出。

##### 解決食水不足
麥理浩任內還展開不少大型的水利工程，確保香港擁有充足和穩定的食水供應。在1963年和1967年，港府曾因嚴重的旱災而一度實施「四天供水四小時」的制水政策，儘管港府在1964年與中共方面達成協議，增購東江水供港，後來又於1968年建成船灣淡水湖，可是香港依舊備受天旱缺水的問題困擾。麥理浩上任後最大規模的水利工程，是在西貢闢建萬宜水庫，水庫的興建計劃早於1969年由戴麟趾任內所草擬，到1971年正式動工，工程歷時七年，至1978年11月27日才由麥理浩主持揭幕啟用。
萬宜水庫的興建工程可謂相當繁浩，由於水庫選址位處糧船灣洲和西貢半島東部之間的海峽，工程人員要在海峽的東西兩邊缺口分別修築圍堰，以便把海峽分隔開和抽走海峽內的海水。抽走海水後，工程人員要在東西兩邊各建兩道堤壩，位於內側的一道用作儲存水庫的淡水，另一道則用作抵禦海浪的衝擊。整個水庫修建工程耗費13.5億港元，而水庫的總容量則達600億加崙，成為香港儲水量最大的水塘。然而，在萬宜水庫興建期間，香港仍面對多次缺水危機，當中在1974年9月至11月和1977年6月至1978年4月期間，港府就因為久旱不雨而實施制水；而即使是水庫建成後，港府在1981年10月至11月間也再因天旱而宣佈制水。
考慮到人口持續增長對食水供應構成壓力，再加上香港可供開闢水塘的地點有限，麥理浩還大膽嘗試海水化淡的方法，促成港府在1972年8月與亞洲發展銀行簽署1.2億港元的貸款協定，用以在青山一帶興建樂安排海水化淡廠。樂安排海水化淡廠造價4.6億港元，1975年10月由麥理浩主持揭幕，建成時不單是香港首座向市民供水的海水化淡廠，規模也是當時全球最大的一所。可是，海水化淡廠投入運作後不久，港府卻察覺到海水化淡的成本比想像中高得多，化淡廠投入服務僅三年，便在1978年因石油價格高漲而宣告停產。雖然化淡廠在1981年因港府實施制水而一度重開，但最終在1982年宣佈正式關閉，標誌著港府放棄以海水化淡的方法來解決供水問題。
增加東江水輸港是麥理浩任內解決水資源不足的另一重要方法，成效也要比起興修水塘和海水化淡來得顯著和實際。根據港府原來在1964年與廣東省政府達成的東江水供港協議，港府每年向對方購入6,800萬立方米淡水，此後購水量逐步增至1972年的8,400萬立方米和1976年的1.09億立方米。然而，1966年爆發的文化大革命一度使中英關係轉趨緊張，當時港府為免過份依賴局勢動盪的中國大陸，於是以興建水塘為解決水荒的主要手段，使到粵港雙方在東江水輸港方面的計劃停滯不前。不過，隨著中英兩國後來關係緩和、再加上兩國在1972年正式建交，粵港雙方又重新商討增加東江水供港的可能。在1974年，廣東省政府展開東深供水工程第一期擴建，港府為作出配合，也在1978年出資1.17億港元為香港一方的輸水系統作出改善。
在1978年7月，港府與中共進一步磋商擴充東江水供港計劃，並在同年10月達成協議，規定東江水輸港量由1979年的1.45億立方米，逐步增至1982年的1.82億立方米，售價雖上升百分之50，但港府向市民收取的水費維持不變。協議達成後，廣東省水利部門於1980年1月展開東深供水工程第二期擴建，按協議增加向香港的供水量。同時，雙方又在1979年12月展開新一輪磋商，並在1980年5月簽署一份補充協議，該補充協議在1981年10月和1982年先後作出兩次修訂，規定廣東省在1982年向本港提供2.2億立方米淡水，此後供水量按年增長至1995年為止。在1981年2月，麥理浩還撥出13億擴充輸水系統，為粵方增加東江水供港作好準備。麥理浩增加東江水輸港的決定，有效解決香港長久以來對水荒的憂慮，隨著東江水佔香港水源的比例不斷上升，意味香港對東江水的倚賴越來越重，對境內水塘的倚賴則相應下降；但東江水輸港量增加，也衍生水資源過剩，造成一部份以公帑購買的輸港東江水白流大海的問題。

##### 康樂、保育與人文發展
在發展交通與水利等基礎建設的同時，麥理浩也重視香港的康樂文化發展，他在1976年和1981年先後成立康樂體育事務處（前身為1974年成立的教育司署康樂及體育事務組）和康樂文化署，統籌康樂文化發展事宜。在他任內，港府於各地闢建公園、游泳池、運動場和體育館等各類休憩用地，較大型的工程包括先後在1973年和1977年動工興建紅磡體育館和港島體育館，前者要到1983年才告落成，後者則由他在1980年親自揭幕，而荃灣大會堂和沙田大會堂也分別在1980年落成和在1982年奠基動土。透過與英皇御准香港賽馬會的合作，麥理浩在黃竹坑免費撥地予馬會興建海洋公園，促成公園在1977年落成啟用；他又支持馬會在沙田填海興建沙田馬場，並於1978年主持馬場揭幕。在港府與馬會贊助下，英女皇銀禧紀念基金會在1981年出資於沙田城門河畔興建銀禧體育中心（香港體育學院前身），同年由麥理浩主持奠基禮，中心隨後於1982年啟用，為香港的運動員提供全新的培訓場地。其他由港府與馬會參與的文康工程和活動，還包括支持市政局對九龍公園展開大型翻新和改善工程、以及聯同市政局支持文化界在1973年成功舉辦首屆香港藝術節，安排中西各類富特色的藝術表演，希望藉此培養市民對文化藝術的興趣及欣賞水平。
除此以外，麥理浩在1977年促成香港藝術中心在灣仔設立，為當代的表演藝術、視覺藝術和電影及錄像藝術提供具水準的表演場地，以進一步推動當代藝術的發展。麥理浩後期積極協助在尖沙咀海傍興建香港文化中心，並在1979年為中心主持奠基禮。文化中心規模龐大，工程歷時多年，至麥理浩卸任後的1989年方告落成啟用。至於在1984年正式創立的香港演藝學院，也是得到麥理浩支持下籌建的。
麥理浩本身熱愛遠足郊遊，嘗言「青山綠水普羅大眾都可享受，高爾夫球場和遊艇則只屬於少數人的玩意」。1976年，他制定《郊野公園條例》，正式為香港郊區劃定郊野公園範圍，希望新市鎮與市區的發展與郊野的保育取得平衡。首批於翌年劃定的郊野公園包括城門、金山、大潭、獅子山和香港仔，而香港仔、大埔滘、大尾篤及新娘潭的自然教育徑也在同年草擬。在1981年，位於萬宜水庫附近的麥理浩夫人度假村落成啟用，為市民提供郊野戶外的康樂休憩場地。郊野公園內的自然生態得到政府保育，各類的開發活動受到極大的限制，很多具自然生態保育價值的地方因此得以保留，也令不少綠化地帶免受破壞，同時供郊遊人士在受到管理的郊野範圍內遊樂。此外，因應1972年六一八雨災期間，秀茂坪寮屋區和港島半山旭龢道發生山泥傾瀉及大廈倒塌事故、與及在1976年發生另一宗秀茂坪山泥傾瀉意外，麥理浩在1977年一手成立土力工程處，開始對全港所有山邊斜坡進行勘查和修葺，減低郊區和市區斜坡出現嚴重山泥傾瀉的風險。
然而，在社會急速發展之下，香港不少具歷史價值的建築物在麥理浩任內相繼因新的發展拆卸，在中環一帶，舊建築拆卸的速度尤其急速，郵政總局、告羅士打行、公爵行、溫莎行、公主行、連卡佛總行和香港滙豐總行大廈等富殖民地色彩的建築，相繼由設計風格嶄新、規模更大的商業樓宇取代。至於在九龍方面，極具特色的尖沙咀火車站也在一片爭議聲中宣告拆卸，只餘鐘樓，原址一帶後來則成為香港文化中心、香港藝術館、香港太空館和酒店及商業用地。雖然港府於1971年制定《古物古蹟條例》，讓港府根據條例宣告具歷史價值的建築物為法定古蹟，從而免受拆卸，但獲宣告為法定古蹟的歷史建築只屬小數，對保護歷史建築未起很大作用。隨著社會上要求保存歷史建築的聲音越來越大，麥理浩終在1976年成立古物古蹟辦事處及古物諮詢委員會，並在1980年首次引入歷史建築評級制度。不過獲得評級的歷史建築物，待遇不同法定古蹟，業權持有人仍有權將建築拆卸重建，因此對保存舊建築的作用同樣有限。
在1978年，輿論就對於1902年建成的香港會應否拆卸重建而引起爭論，當時坊間希望政府出手阻止香港會拆卸，但香港會方面指出保育和翻新建築的花費高昂，難以承擔。儘管古物諮詢委員會在1980年建議港府將香港會列作法定古蹟，但考慮到維護建築的開支可能要動用5億港元公帑，建議遭到行政局否決。即使後來有團體向麥理浩請願，港府仍不為所動，香港會最終在1981年6月拆卸重建。
另一方面，透過發起不同運動，麥理浩為市民引入新的觀念和意識，用以提昇市民的人文素質，當中較大型的運動包括清潔香港運動。清潔香港運動於1972年由麥理浩發起，最初港府投放到運動的撥款達150萬港元，用以舉辦宣傳和教育活動，例如清潔海灘運動，旨在美化市容、培養市民愛護公德、及灌輸保持公眾地方整潔的意識。同年，麥理浩又在立法局通過《1972年裁判司（修訂）條例》，授權執法人員對亂拋垃圾等有違公德的人士提出檢控，加強阻嚇性。至於由政府新聞處總創作主任許敬雅（Arthur Hacker）設計的「垃圾蟲」，形象更是深入民心。
除清潔香港運動外，麥理浩也順應民間發起的中文運動，在1972年1月採納港府中文委員會發表的第二份報告書，積極推動中英雙語並重政策，同年開始，立法局和市政局也准予議員使用中文方言發言，並且引進廣東話和英語的即時傳譯服務。至1974年，立法局正式通過中文與英文均為香港的法定語文，具備同等的地位。自此，政府公文不論以中、英文撰寫，均具備同等效力，法庭內更可使用中文方言發言，一改過往以英文為重的情況。
麥理浩任內推動的其他運動，還包括在1972年成立禁毒處與禁毒專員、在1973年成立撲滅罪行委員會以推動撲滅罪行運動、支持家計會宣傳「兩個夠哂數」的控制生育運動、在1975年成立香港獎券管理局，推出多重彩彩票（六合彩前身）以取代原來的馬票，取締市面上多由黑社會操控的字花賭博、透過在1978年設立度量衡十進制委員會，向公眾各界推廣自1976年起正式引入香港的國際單位制、以及在1980年成立法律改革委員會，旨在檢討由律政司或首席按察司提交的各項法律議題，以切合香港的發展需要。

#### 經濟起飛

##### 經濟增長背景和理財哲學
香港輕工業與對外貿易在1960年代的蓬勃發展，讓政府維持低稅政策的同時，收入依然連年增加，使到政府的財政儲備日益豐厚，為麥理浩任內的大興土木締造有利條件。此外，在六七暴動後，雖然房地產市道一度低迷，但卻吸引不少本身從事製造業的華商趁機投資房地產，繼而隨著房地產市場的反彈而賺取鉅額利潤，這些華商再把利潤投資到股市等項目，更進一步成為與傳統英資洋行爭一日之長短的新興華資大行。再加上自二戰完結以來，勞工階層逐漸積聚越來越多的財富，而新興的中產階級也漸具規模，這些因素都為麥理浩任內的經濟起飛奠下重要基礎。
麥理浩任內港府的理財哲學，以財政司夏鼎基提出的「積極不干預主義」體現。「積極不干預主義」上承1960年代財政司郭伯偉爵士推行的「自由放任」政策，但兩者並不代表政府對經濟完全不作任何干預。「積極不干預主義」與「自由放任」政策的相同之處，在於兩者均以審慎理財為原則，並主張盡量縮減政府的規模，讓市場自行調節，避免由政府對經濟市場作出干預。此外，兩者也主張政府在一些自由市場未能顧及的民生事務上提供協助，因此，不論是1960年代抑或是麥理浩任內，港府繼續成為全香港最大的僱主、最大的土地發展機構、最大的房東、以及教育和醫療服務的主要提供者，對維持本土經濟扮演一定角色。不過，「積極不干預主義」不同之處，在於港府投放到民生福利的公共開支，比郭伯偉任內大幅上升。這種增幅除了是因為港府自1960年代以來積聚了豐厚的財政儲備外，更重要的是麥理浩急於希望改善市民的基本民生福利。
麥理浩的施政帶有「務實社會主義」的影響，他認為香港每一個家庭都應該有屬於自己的居所，如果他們無力自置居所，政府有必要向這批市場照顧不到的一群提供公共房屋，或是價格相對廉宜的自置居所。在這個前提下，他大力推動十年建屋計劃、興建新市鎮、推動九年免費教育、發展全盤社會福利政策和建造地下鐵路等各項大型基建，目的不止於像以往的政府一般，讓市民得到基本溫飽，而是務求進一步提升市民的生活質素，增強對香港的歸屬感。因此，在「積極不干預主義」的旗號下，港府公共開支連年增長，單以1971年和1972年相比，港府總開支增長即達百分之50。一方面，港府趁地產市道暢旺，賣地收益急增，另一方面，麥理浩就大灑金錢改善民生福利。據說，當時港府內部無人敢出面阻止，甚至夏鼎基也昏了頭。公共開支的上升，加上港府的收入因1973年至1975年經濟不景氣而減少，港府審慎理財的重要原則一度受到威脅，結果夏鼎基除了在1975年2月公佈加稅措施外，又在同年6月提出發行五年期的公債，計劃集資2.5億港元，以舒緩港府的財政壓力。港府公債在1975年11月正式發行，成為繼1947年發行0.5億元復興公債以來，再度發行公債。

##### 股災與石油危機
麥理浩任內雖然見證香港經濟起飛，但也面對不少經濟方面的挑戰，其中，1973年發生的股災和緊接著股災的第一次石油危機，以及1979年發生的第二次石油危機，均對香港經濟構成一定衝擊。步入1970年代以來，香港投機風氣熾熱，股市形成泡沫，儘管麥理浩與其他港府官員多番勸諭參與股票投機的市民保持理智，又在1973年1月成立證券業務諮詢委員會和增設證券業務監理專員一職，但都未能有效遏抑股市炒短線之風。在1973年初，英美同樣炒風熾熱的股市開始出泡沫化現象，再加上香港股票市場陸續出現假股票事件，終導致恆生指數在同年3月由1,774.96點的高位急瀉。在短短四個月後，恆生指數在7月跌穿500點水平，到10月，中東地區爆發贖罪日戰爭，阿拉伯石油輸出國組織為打擊以色列及支持以色列的國家，宣佈實施石油禁運，有關決定不單止拖累環球經濟增長，還導致香港在內的環球股市進一步急跌。在1974年，面對信貸全面緊縮，恆生指數在4月跌至323.56點，創1971年12月以來新低，一直到1974年12月，恆生指數跌至150.11點，僅僅比100點的基數高出約50點，這時跌勢才告止息。
股市暴跌和第一次石油危機一度引起市民恐慌，有商人更趁機囤積白米，導致1973年尾至1974年初米價暴漲，連帶其他基本食糧和日用品的價格騰飛，造成通漲急升的問題。為設法平抑物價和防止商人囤積居奇，麥理浩於是成立消費者委員會，並由行政局首席非官守議員簡悅強爵士擔任主席，負責對市場展開格價，以及採取一系列措施穩定物價，加強保障消費者的權益。此外，在石油危機期間，香港石油供應出現緊張，對經濟構成全面打擊，麥理浩遂於在1973年11月成立石油政策委員會及石油供應處，重新審視香港的石油供應政策，同時呼籲市民節約用電和各種燃料。石油供應處隨後在12月19日起實施燈火管制，規定全港作廣告用途的霓虹燈和電燈只可在每晚6時至10時30分亮著；到同年12月31日，港府還宣佈實行夏令時間，希望盡用日光，減少消耗電力。在1974年5月，石油危機終於化解，港府遂撤銷燈火管制，但香港經濟要到1975年才正式走出谷底，而夏令時間則一直維持至1976年8月。
事實上，經歷1973年股災後，港府收緊對股票市場的監管，並先後在1973年8月通過《證券交易所管制條例》、以及在1974年3月制訂《證券條例》和《保障投資者條例》。透過這些新的條例，港府限制新的交易所開幕，又規定交易商必需註冊。在1974年10月，麥理浩還按照《證券條例》的規定，設立證券事務監察委員會（證券及期貨事務監察委員會前身），由證券業務諮詢委員會原主席簡悅慶擔任主席，同時賦予證券業務監理專員更大權力，逐步對股票市場作出規管。總體而論，1973年股災與兩次石油危機確實拖慢了麥理浩任內的經濟發展步伐，以1973年至1975年的經濟衰退期為例，人均實際工資水平便倒退百分之18。不過，股災與能源危機的影響始終有限，這兩大危機化解後，香港的人均本地生產總值在1976年即重新錄得百分之25的增長，工資水平到1978年還回復至1973年的水平，而且還持續增長。
不過，單就股票市場而論，由於發展尚未成熟，而且投機風氣熾熱，再加上其他外來因素，香港的股票市場始終處於比較波動的狀態。恆生指數經歷1973年的股災後，雖然在1978年6月重上500點水平，但之後受到伊朗局勢日益動盪影響，恆指在同年11月一度暴跌。隨後在1979年初爆發的伊斯蘭革命，使到伊朗石油產量銳減和國際石油價格飆升，形成第二次石油危機，期間，麥理浩被迫在1979年5月至10月再度實施燈火管制和夏令時間。不過，第二次石油危機對香港的影響較第一次石油危機輕微，而石油價格持續上升至1980年中期以後，也開始逐步由高位回落。第二次石油危機後，恆生指數在1980年重上1,000點水平，但同年12月再受外圍因素拖累而出現拋售，恆生指數一度失守1,300點水平。踏入1981年8月以後，香港前途問題日益浮面，股市開始偏軟，同年10月恆指更因銀行加息拖累而一度暴跌，掀起1981年香港股災的序幕。恆生指數的跌勢此後因為香港人對前途信心危機加劇而持續至1983年，當時麥理浩已經卸任。

##### 推動經濟多元化
1970年代初環球石油危機與經濟衰退引申的另一個問題，是貿易保護主義的抬頭。在麥理浩任內，美國、英國和歐洲共同體相繼加大對香港紡織和玩具等產品的入口限制；貿易配額的削減，再加上1977年英聯邦特惠稅的撤銷，均對這些自戰後以來發展蓬勃的輕工業出口貿易構成嚴峻考驗。面對出口貿易的困境，港府曾多次展開貿易談判，與各國政府商討放寬香港輕工業成品的入口限制；此外在1973年8月，香港多個工業團體更聯署上書外交大臣何謨爵士，抗議英國及歐共體帶頭限制香港紡織品及鞋履入口，可是種種行動都難以挽救香港輕工業萎縮的局面。

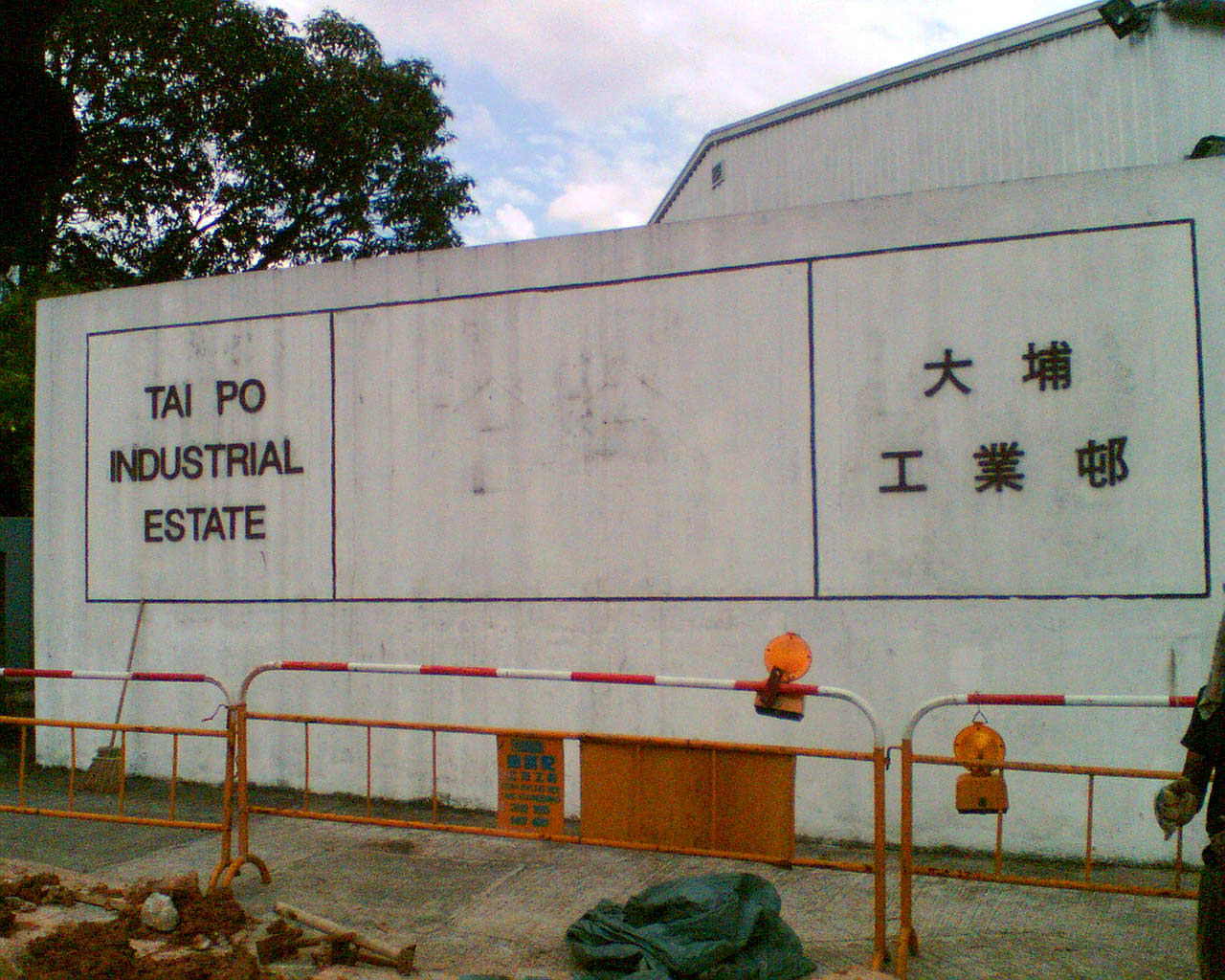
由香港工業邨公司管理的大埔工業邨

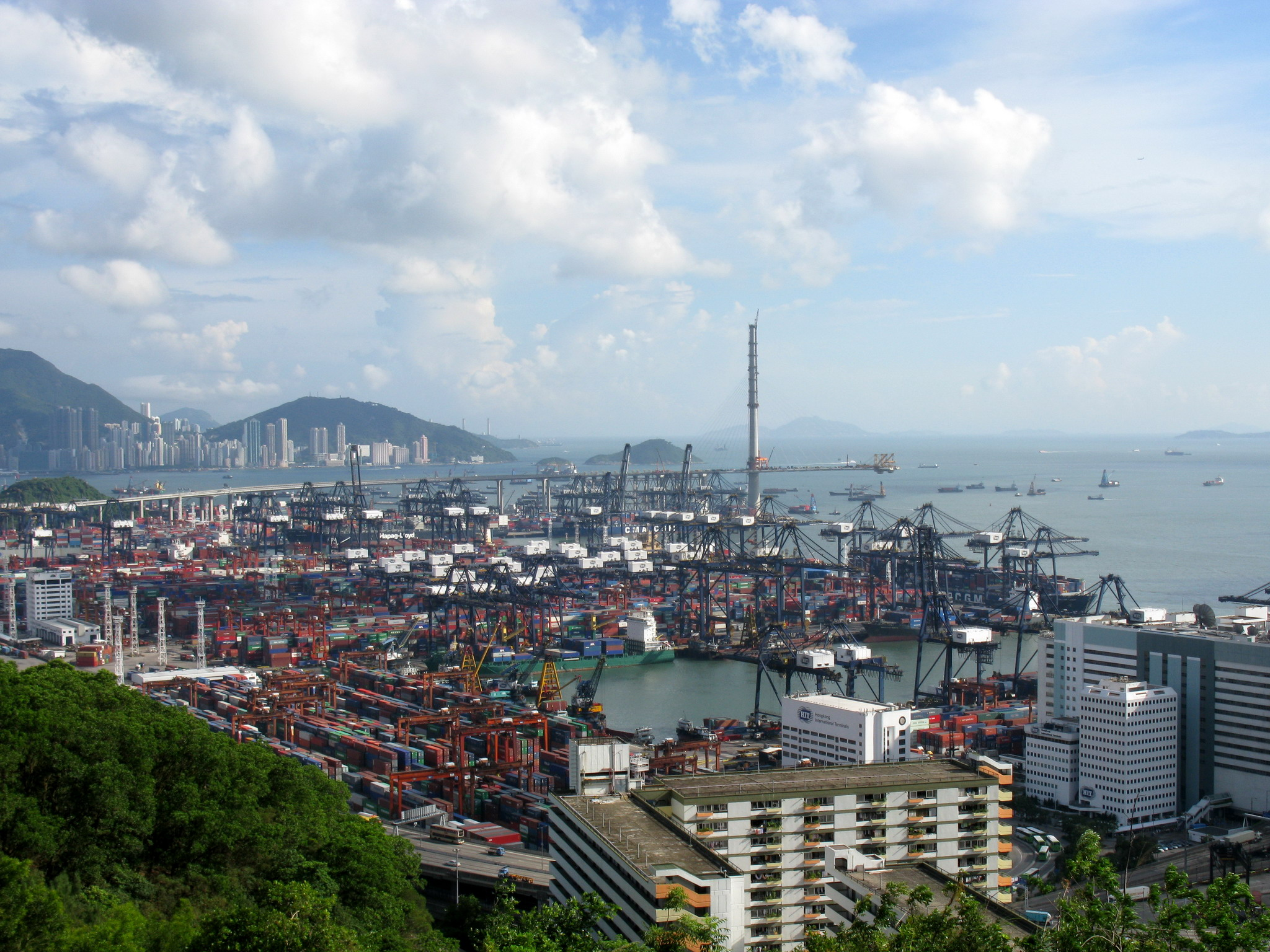
葵涌貨櫃碼頭在麥理浩任內繼續擴展

麥理浩明白香港長遠不能單靠紡織和膠花一類依賴廉價勞工和勞工密集式的低技術輕工業，因此他積極鼓勵香港工業循多元化發展，以及著手提升香港的工業技術水平。這些措施包括在1975年9月設立工業投資促進委員會，鼓勵外資發展香港工業、在1977年10月和1980年9月分別設立經濟多元化諮詢委員會和工業發展委員會，旨在分散和促進香港的工業發展、另外更支持葵涌貨櫃碼頭的擴展，從而增加香港港口的貨櫃吞吐量。另一方面，針對工業用地不足和地價高漲的問題，麥理浩在不少新市鎮內劃出稱為「工業邨」的工業區域，鼓勵投資者到這些經過規劃的區域開設廠房。為了妥善管理和興建這些「工業邨」，他還成立工業邨臨時管理局，工業邨臨時管理局後來在1977年3月由香港工業邨公司（香港科技園公司前身）正式取代。至於香港理工學院與多間工業學院的相繼設立，也為工業界別提供更多受過專門培訓的技術勞工。
在這種背景下，電子零件、鐘錶和電器一類電子工業在麥理浩任內急速發展，在政府的扶助下，電子工廠數目由1960年只有3家，急增至1979年的1,041家。電子工業的佔出口總值的比例，也由1976年的百分之11.3，逐步增長至1982年的百分之16.8，電子工業成為僅次於紡織業的第二大支柱工業，也吸引各大跨國企業紛紛來港設立辦事處。麥理浩對電子工業界別的聲音顯得日益重視，除了設立不同的工業委員會外，還招攬不少工業界人士到行政立法機關，協助港府施政，較突出的例子包括在1972年委任從事電筒生產的立法局非官守議員鍾士元爵士為行政局非官守議員，他隨後於1980年獲升任為行政局首席非官守議員；另外，年輕電子工業家李鵬飛也在1978年獲麥理浩邀請，出任立法局非官守議員。
除電子工業外，受到麥理浩大興土木的帶動，加上私人地產市道日益蓬勃，香港建造業也乘勢而起。在麥理浩任內，每年公私營建築開支平均達50至60億港元，以1980年為例，當年港府售出39.8億平方米土地，收益多達82.3億，而全年房地產工程總開支則達129.44億港元，是1969年的14.6倍。由1970年至1981年間，建造業佔香港國民生產總值的比重，也由原來的百分之4，上升一倍至百分之8。麥理浩在任晚期，香港的註冊建築公司多達3,000多家，外資建築集團也有十多家。建造業的急速增長，對當時香港整體的工商發展具正面影響。
麥理浩任內還奠定香港作為國際金融中心的基石。國際金融業務的興起始可追溯到1960年代，由於美國在越戰泥足深陷，不斷印製美元鈔票支付軍費，導致美元貶值的壓力越來越大。終於在1971年12月，十國集團達成協議，終止自二戰完結以來美元以固定匯價兌換黃金的造法，標誌著戰後稱之為布雷頓森林體系的國際固定匯率制度瓦解。港元自1935年以來一直與英鎊掛鈎，而英鎊在布雷頓森林體系之下，則與其他國際貨幣一樣與美元掛鈎。當美國政府在1971年12月將美元貶值百分之7.89時，港府隨即宣佈港元幣值不變，兌美元匯率實際增值百分之8.57，而兌換英鎊及黃金的匯價則同樣維持不變。不過，為免實際價值下降的美元仍可以較優厚的匯價兌換英鎊，英政府在1972年6月宣佈英鎊在國際市場上自由浮動，港府遂宣佈港元跟隨浮動。到同年7月6日，港府復宣佈改與美元掛鈎，把匯率固定在每5.65港元兌1美元，以免港元匯率出現劇烈波動，這個匯率在1973年2月再調整為每5.085港元兌1美元。
不過，港府與美元實施固定匯率後不久，受到匯率市場不明朗因素困擾，加上市場上有大批美元湧入，港府擔心投機者按固定匯率迫使港府兌換持續弱勢的美元，於是在1974年11月25日宣佈港元自由浮動，港元與美元匯率則即時升至4.965港元兌1美元。港元此後自由浮動約九年的時間，到1983年10月才因為聯繫匯率制度的設立才重新與美元掛鈎。國際固定匯率制度的瓦解，在當時造成美元的貶值和其他貨幣的升值，為國際匯市的開放締造有利條件。同時間，石油輸出國組織成員國因石油危機而滾存大筆熱錢、加上交易和通訊技術的改善，促成新興國際金融市場的形成。香港位處亞洲，其地利之便讓香港的金融市場填補美洲紐約和歐洲倫敦餘下的空白，加上香港人的英語水平在東亞地區較佳，讓香港具備優勢發展成亞洲國際金融中心。至於經濟多元化諮詢委員會在1979年發表的報告中，除了提倡香港發展轉口貿易外，也同樣提倡重點發展金融及其輔助性行業。
自布雷頓森林體系崩潰後，麥理浩逐步跟隨國際做法開放金融市場，港府的主要措施包括在1973年撤銷外匯管制、1974年撤銷黃金交易管制、在1978年取消自1965年以來停止向外資銀行發放牌照的規定、以及在1982年取消外幣存款利息預扣稅和降低港元存款利息預扣稅。在放寬金融市場的同時，麥理浩也制定一系列的法例規管金融和股票市場，以及在1980年制訂《香港銀行公會條例》，加強對銀行的監管。根據條例，香港所有銀行均要加入於翌年成立的香港銀行公會，而且要劃一採用由銀行公會釐訂的利率。自從港府放寬外資銀行來港開業的規定後，僅1980年便有多達115家商業銀行在港經營，其中88家屬於外資銀行；而根據1982年的統計數字，全球100家最大規模的銀行之中，有多達63家在香港設有分行或辦事處。銀行業的發展配合新興金融市場的快速崛起，到1985年的時候，香港已成功晉升為世界第三大國際金融中心。

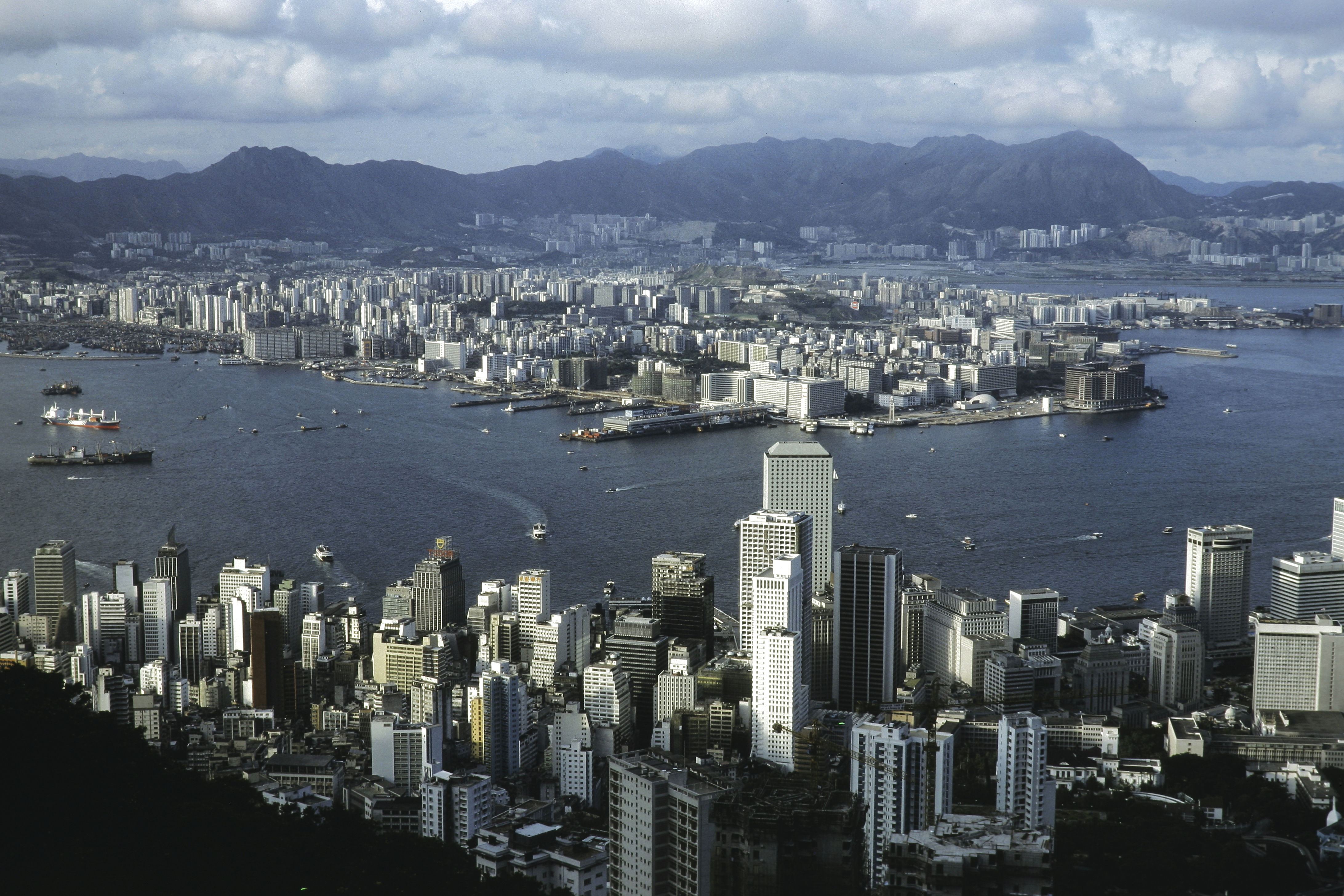
麥理浩任內香港在1980年的維多利亞港景色，可見不少新落成和正在興建的摩天大廈

整體而言，麥理浩見證香港經濟突破樽頸，經濟增長之強勁為開埠以來所未有，更一躍與南韓、台灣和新加坡並稱為「亞洲四小龍」。在任逾10年的時間當中，香港平均每年的實質經濟增長率達百分之10，人均國民生產總值在10年間增長5倍，而整個1960年代的增長則只有2.8倍。在經濟起飛的同時，製造業佔國民生產總值的比例，由1971年的百分之30，降至1981年的百分之27；而同期金融及其他商業所佔的比例，則由百分之15增加至百分之23。藉著經濟循多元化發展，麥理浩不單造就香港經濟起飛，也令香港由昔日的貿易轉口港，逐步向國際金融中心的方向進發。
經濟的急速增長，還造就船運大亨包玉剛爵士與地產大亨胡應湘（後為爵士）和李嘉誠（後為爵士）等新興華人富豪的崛起。到麥理浩在任後期，隨著中國大陸實施「改革開放」，香港對剛剛起步的中國經濟起支援作用，並在「改革開放」和「四個現代化」中扮演重要角色，為大陸經濟方面注入科技、專業知識和資金來源。可是，中國的改革開放，也造成香港自1980年代開始，工業紛紛北移大陸和製造業趨向式微的問題。

#### 憲制發展

##### 行政立法與地方行政
麥理浩任內沒有對行政局及立法局作重大的改革，也沒有為兩局引入民主成份，兩局所有議席仍然維持委任制，而非透過選舉產生。在他上任之初，行政局作為港府的決策機構，共設15個議席，其中主席由他本人擔任、另有五席當然官守議席、一席官守議席和八席非官守議席。非官守議席除了在1978年增加一席至九席以外，行政局的議席佈局在他任內基本上沒有重大變化。就非官守議席而言，麥理浩在任初期的八席議席當中，華人和外籍人士本來各佔四席，但華人議席數目由1974年起比外籍人士的議席數目多出一至兩席不等，反映麥理浩對華人勢力愈益重視。
立法局方面的改革幅度則較行政局來得明顯，在1971年的時候，該局共有26個議席，其中主席一位由他自己出任、另有四席當然官守議席、八席官守議席和13席非官守議席，意味政府和外界的議席各佔13席。在1972年，官守議席和非官守議席各增兩席，使到政府和外界的議席各自增至15席。不過，麥理浩在1976年大幅增加非官守議席，打破了過往的平衡局面。在當年的立法局改組中，官守議席由原來的10席增至15席，但非官守議席則由原來的15席大幅增至22席，加上主席和原來的四席當然官守議席，政府只佔20席議席，非官守議席數目首次超越政府議席數目。此後，官守議席與非官守議席數目在歷年均有所增加，但非官守議席多於政府議席的局面不變。到1981年的時候，立法局總議席數目增至50席，除主席和四席當然官守議席外，官守議席和非官守議席分別佔18席和27席。雖然，局內非官守議席佔多數，但麥理浩依然是大權在握，因為他可以隨時委任臨時官守議員，確保港府的所有議案獲足夠票數通過。當時的立法局議員對港督相當尊敬，而局內的非官守議員也要聽命於獲港督信任的首席非官守議員，因此非官守議席的增加，未對港府施政構成困難。
麥理浩對立法局的另一改革，是委任社會各階層的人士加入立法局。在他以前，立法局非官守議員主要由社會上最頂尖的精英階層擔任，滙豐銀行、怡和和太古三大傳統英資洋行必然有代表獲得委任；而香港總商會與非官守太平紳士也可透過類似間選的方式，各自提名一名代表到立法局任職，使局內必然各有一席總商會議席和太平紳士議席。麥理浩任內維持委任英資洋行代表的做法，但在1973年取消總商會與太平紳士提名議席的慣例。相反，他開始委任其他各行各業如工業界、保險界、社工界和教育界等等的代表，而且更在1978年委任出身草根，本來任職九龍巴士售票員、後來升任公關經理的王霖為立法局非官守議員。王霖最初以不諳英語和擔心影響生計為理由推卻邀請，但麥理浩則鼓勵他在立法局以中文發言，並向他介紹在1976年引入的議員薪津制度，還教導他聘請議員助理，最終王霖接受邀請，成為立法局一位代表基層勞工的議員。
至於地方行政方面，麥理浩則作出重大的變革。在市政局方面，他在1973年確立該局負起公眾衞生和文康服務的角色，並向該局賦予財政自主權。在此以前，市政局本有16個議席，當中包括一席官守主席、一席官守副主席、四席官守議席、10席非官守委任議席和10席民選議席。在1973年的變革下，市政局所有官守議席遭到裁撤，而委任議席和民選議席則各佔12席，主席和副主席分別由議員互選產生。委任議員沙理士成為改組後的首任市政局主席，一直到1981年，主席一位才由民選議員張有興取代。
儘管市政局是香港當時唯一的民選機構，但由於選民資格被過份限制，市民對市政局的選舉反應十分冷淡。按當時的規定，市政局的合資格選民需符合一定的教育程度、符合一定的收入或納稅水平、或者是指定專業團體的成員。港府按這些限制把合資格選民劃分成23個類別，並以全港為單一選區，由他們透過投票選出12席民選議席。基本上，大部份基層市民因不乎合投票資格，因此也沒機會投票。根據港府在1979年的數據，全港估計有44萬名合資格選民，但在1981年的市政局選舉，全港登記選民數目只有34,381人，而最終投票人數更只有6,195人，僅佔登記選民數目的百分之18。不過，在麥理浩的改革下，市政局代表市民申訴的角色明顯增強。以1973年至1982年為例，市政局議員辦事處平均每年收到10,000宗市民反映的投訴，而行政立法兩局非官守議員辦事處在同期收到的投訴數目，僅佔前者的三分之一。至於市政局的選民限制，要到後來隨著區議會的成立才一併逐步放寬。
除了市政局的改革，麥理浩還一手創立區議會。區議會作為香港最基層的議政組織，設立目的是希望鼓勵市民參與地區行政，增強官民溝通和提高政府的透明度。區議會尚未設立以前，麥理浩早於1972年在全港設立分區委員會，以及在市區設立民政區委員會。在市區，分區委員會隸屬於民政區委員會之下，委員主要由各個地區居民組成的互助委員會主席和業主立案法團主席出任，而各個分區委員會的主席，則出任民政區委員會委員。民政區委員會和分區委員會均讓市民有限度地參與地方行政，但主要分別在於前者是官民溝通的主要渠道，後者則負責協調港府推行清潔香港運動和撲滅罪行運動等全港性的地區政策。針對新界方面，麥理浩在1977年為新市鎮和各地鄉郊成立地區諮詢委員會，角色相當於市區的民政區委員會，作為新界地區主要的官民溝通渠道。地區諮詢委員會不同之處，在於委員由原居民和非原居民組成，並由各鄉鄉事委員會擔任當然委員。
民政區委員會與地區諮詢委員會只是過渡期的措施，在1979年，麥理浩復向立法局提出地區管理委員會計劃，計劃各區成立地區管理委員會，港九地區的委員會由各區民政主任出任主席，而新界地區的委員會則由各地理民官出任主席，各區委員會的成員建議由12個負責地方事務的部門派代表擔任，作為各政府部門針對地方事務的協調組織，為區議會的草擬作準備。在1980年6月，麥理浩正式發表《香港地方行政的模式綠皮書》，首度就地方行政發展作出公眾諮詢，隨後於1981年1月，他發表《地方行政白皮書》，落實各區區議會的設立計劃。
在地方行政計劃下，全港18個由民政區委員會與地區諮詢委員會改組而成的區議會，在1981年宣告成立，港九和新界分佔10區和八區。最初區議會的組成與原來兩個委員會的組成相同，並繼續由各區政務專員（前身為港九的民政主任或新界的理民官）出任區議會主席。到1982年3月4日和9月23日，新界和港九分別舉行第一屆區議會選舉，前者由新界選民選出56名非官守區議員、後者由港九選民選出76名區議員。1982年的選舉一共選出132名民選區議員，約佔全港489名區議員的三分之一，至於餘下三分之二的議員，主要由非官守委任議員、當然委任議員和少數官守議員組成。非官守委任議員大部分是前民政區委員會與前地區諮詢委員會的委員；至於當然委任議員方面，市區的區議會由市政局議員出任，新界的區議會則由各鄉鄉事委員會主席出任。同年，各區的地區管理委員會也正式投入運作。
1982年的區議會投票資格比以往的市政局選舉大為放寬，任何年滿21歲、居港滿七年的香港市民，均符合資格投票。首屆區議會選舉是香港開埠以來首個大型選舉，為香港邁向普選和民主化踏出重要一步。當年選舉的投票率，也要比昔日的市政局選舉顯著上升，而市民只須居港滿10年，也符合資格參選。區議會選舉並非以全港九或全新界劃為單一選區，而是將港九新界劃分為若干選區，再由所屬選區的選民投票選出心儀的當區候選人。區議會的選舉模式和選民資格的規定，後來也為市政局所採納。區議會的運作得到港府的支持，各區區議會的秘書處服務除了由各區政務處提供外，港府還向區議會提供撥款舉辦社區活動和推行社區改善計劃，也經常派代表與區議員面對面接觸，拉近官民關係。
麥理浩在1981年發表的《地方行政白皮書》，還構思在新界設立相當於市政局的區域市政局，但區域市政局要到1986年才正式成立。經麥理浩一任，港府政制逐步發展成為行政立法兩局、市政局和區議會的三層垂直層級架構，讓不少有意從政的人士由區議會逐步晉身市政局、以至是立法局。然而，在新界設立區議會和區域市政局，導致兩者職能上與原有的鄉事委員會和鄉議局出現衝突，造成權力重疊的問題。

##### 變革政府架構
任內作出不少重大決策的麥理浩，認為要有效推動政策，就有必要提升政府的施政效率。有見及此，他甫上任不久便在1972年聘請國際顧問公司麥健時公司，研究港府內部的管治體制。麥健時公司於1973年完成研究，發表《麥健時報告書》後，麥理浩遂按建議重整港府的核心架構。在新的架構下，總督之下的輔政司、財政司和律政司三司維持不變，但在三司之下的輔政司署，則重新改組為經濟科、環境科、民政科、房屋科、保安科和社會事務科六個決策科、以及架設財政科及銓敘科兩個資源科。這個新的架構在當時被外界形容為「迷你內閣」，輿論認為新制度令港府管治架構變得像私人公司般更有效率，各政策科首長猶如公司的經理、總督是行政總裁，三司猶如行政總裁的副手，而行政立法兩局議員就像其他主要股東。但是，港府內部也有聲音，質疑麥理浩聘請外間顧問公司，一反過往殖民地由英政府委派專家組織委員會的造法；而新方案把部份制定政策的權力由行政立法兩局交到各政策科的官員手上，也使到過往只負責執行政策的官員需要時間適應。

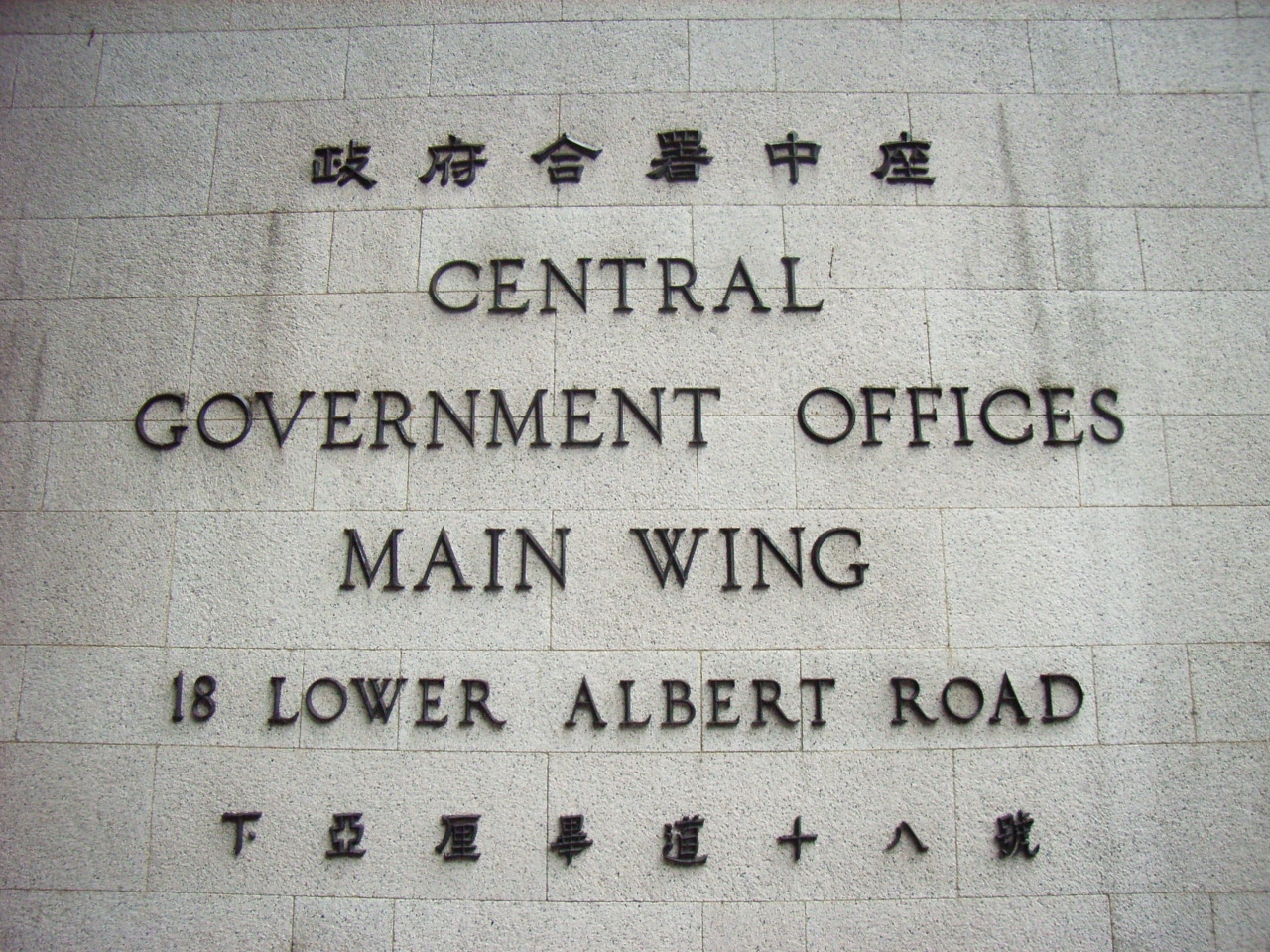
麥理浩採納《麥健時報告書》的建議，重組政府核心管治架構，圖為布政司署（前稱輔政司署）所在的中區政府合署中座

繼1973年的改組後，麥理浩繼續按報告書的建議改組政府架構，而其他較主要的改組包括在1976年將輔政司改稱布政司，同時把輔政司署改稱布政司署、在1980年於布政司署增設教育科，由教育司任首長，而原教育司署則改稱教育署，受教育科管轄，首長由原來的教育司改稱教育署署長、以及在1982年裁撤環境科，改為增設地政工務科和運輸科等等。針對新界的發展以及地方行政的擴充，麥理浩對地方管治也進行重大的改組。在1974年，麥理浩設立新界拓展署，負責新界的開發和規劃，同年，他在原有的新界民政署之上設立新界政務科，原有新界民政署長一職則獲升格為新界政務司，負責總管新界政務和制訂與新界有關的政策。
1981年是香港地方管治架構出現重大轉變的一年，為統籌全港的地方行政事宜，麥理浩將新界政務司改組為政務司，新界政務科則予以裁撤，改為設立政務總署，由政務司任政務總署首長。政務總署之下分設新界政務署和港九政務署，取代原來的新界民政署、以及原本屬於民政科（1973年前稱民政司署）轄下的民政署。港九政務署和新界政務署的首長分別是港九政務署長和新界政務署長，前者前身是1973年增設的民政署長，後者的前身則是新界民政署長，值得注意的是，新界民政署長一職由1974年至1981年間，一直由新界政務司兼任。至於原本分別隸屬於民政司署和新界民政署的港九民政處和新界理民府，一律改稱為政務處，並且隸屬於港九政務署和新界政務署，而原有的民政主任和理民官也改稱為政務專員。
公務員本地化是麥理浩任內推動的另一主要政府架構改革，其同時也加快了高級公務員的本地化——透過大量招聘本地公務員取代過往從英國招聘公務員的做法，本地行政官員的數目由1970年的大約40名，增加超過一倍至1979年的91名，佔整體行政官員數目的比率也由原來的大約百分之36增加至大約百分之44。若果以官階更高的司級官員作統計，本地司級官員數目在1980年佔整體司級官員的百分之40，相反，在1970年的時候，本地司級官員數目僅佔整體司級官員數目的百分之19，而海外司級官員則佔百分之81。至1981年擔任高級政務官的本地出身者人數增加到258人，增幅達到8成以上。以港府管治骨幹的政務官為例，麥理浩任內較有名的本地政務官計有徐家祥、李福逑、何鴻鑾和徐淦等人，而王永平、林煥光、葉澍堃、俞宗怡、尤曾嘉麗、林瑞麟、張建宗和林鄭月娥等也是在麥理浩任內加入政府的本地政務官。
公務員的薪酬待遇方面，港府過往只會以不定期召開薪俸調查委員會的方式檢討公務員薪酬水平，因此港府沒有一套定期檢討公務員薪酬的機制，長久以來為不少公務員，尤其是初級公務員所詬病。麥理浩在任期間，公務員要求加薪的呼聲此起彼落，公務員組織工業行動的消息屢有所聞。其中比較哄動的事件，包括1971年公立醫院護士上街遊行和1973年文憑教師發動罷課，兩次事件均迫使麥理浩作出讓步，應他們的要求改善薪酬待遇。踏入1970年代後期，受通漲上升等因素影響，加上長期沒有調整薪酬水平，導致公務員的不滿情緒加劇。在1978年初，輿論傳出港府決定公務員加薪，但布政司署在同年2月對消息加以否認，使公務員團體感到失望。到7月的時候，港府卻公佈公務員加薪方案，然而，公務員團體認為加薪幅度太低，消息反而進一步激起他們的不滿。
在1978年，公立醫院配藥員、郵政署員工、社會福利署員工和新界民政署測繪員因不滿薪酬待遇而相繼發動工潮，形式包括遊行、靜坐、「按章工作」、甚至是怠工和罷工；此外，護理人員和警務人員等公務員職系也紛紛醞釀工業行動，希望改善薪酬，種種行動均使港府大感頭痛。同年，33個公務員團體更合組公務員聯合會，企圖集結各團體的力量迫使政府讓步。面對公務員的壓力，麥理浩遂於1978年12月宣佈設立一個獨立的公務員薪俸及服務條件常務委員會（簡稱薪常會），負責檢討公務員的薪俸事務。薪常會隨後於1979年正式設立，首任主席是行政局首席非官守議員簡悅強爵士。與昔日的薪俸調查委員會不同，薪常會委員全部由香港社會上的獨立人士擔任，當中沒有由英國政府委派的人員，而且薪常會是常設機構，意味薪常會在日後會繼續按社會的發展，對公務員的薪酬作出檢討。麥理浩設立的薪常會除了成功化解1978年的連串工潮外，也確立一套獲得公務員團體支持的薪酬檢討制度。麥理浩卸任後一年，港府於1983年再按薪常會的建議成立薪酬趨勢調查委員會，由該委員會對私人市場的薪酬水平進行調查，作為調整公務員薪酬的參考指標之一。

#### 親民形象
麥理浩推行的不少政策獲得社會肯定，而他對民眾展現友善和親民的作風，更是贏得普遍香港市民的愛戴。不同於昔日高高在上的殖民地港督，麥理浩除了在重要的官方場合穿著官服或西裝外，平時更愛穿著簡單的短袖開領便服。他不時身穿便服走訪市區和新界各地，面對面與市民接觸，親身聆聽他們的要求，盡顯親民一面。本身熱愛大自然和郊遊的麥理浩，也愛在閒時泛舟海上，或在新界的山頭漫步，不少新界鄉民偶爾會在偏僻的鄉郊山路上，碰到港督正在低調地巡視，並聆聽鄉民的生活概況。為了發起帶頭作用，他在推動清潔香港運動期間還放下身段，動手參與清理海灘垃圾的活動，這對昔日的港督而言是難以想像的。即使是每次從港督府前往中區政府合署的立法局議事廳主持會議，麥理浩均選擇直接步行，放棄乘坐港督專用的豪華轎車，有時還會在路途上與追訪的記者交談，令人感覺平易近人。
作為一位相當勤力和經常工作至深宵達旦的港督，麥理浩意識到耐心聆聽對施政的重要性，因此除了經常到民間聽取意見外，在制定政策時，他也愛邀請各界代表到港督府與他討論，從而使政策切合市民真正需要。他邀請的對象並不只限於工商界和政界的人士，不少壓力團體代表、報界人士、甚至是社工也成為了港督府的座上客。可是，面對香港社運的蓬勃發展，中文運動、保釣運動、文憑教師薪酬運動、「反貪污、捉葛柏」運動和金禧事件一系列由大專學生組織的運動在他任內接踵而來，此外，一些像佳藝電視在1978年突然倒閉的事件、以及1979年油麻地艇戶被政府迫遷的事件，往往均因為港府未能及時處理或作出調解，導致民眾上街遊行表達不滿，甚至是到港督府向麥理浩請願。種種的運動反映出麥理浩低估群眾運動的影響力，以及港府欠缺危機處理的應變力。
雖然如此，麥理浩任內透過舉辦一系列盛事，實行與民同樂，疏導和消除六七暴動以來積聚的民怨。這些盛事包括在1971年11月和1973年11月舉辦第二及第三屆香港節，以一連串的大型娛樂活動，為香港營造祥和的氣氛。在1975年，麥理浩破天荒促成英女皇伊利沙伯二世與皇夫愛丁堡公爵於5月4日至5月7日訪港四天，成為香港開埠以來首位訪港的在位英國君主。當年英女皇訪港的場面盛況空前，全港各地不單搭建歡迎女皇訪港的牌樓，還有大型巡遊儀式和煙花匯演。在麥理浩陪同下，女皇在短短四天的行程中出席大小活動達20多項，且走訪香港各地，包括到訪中環嘉咸街街市、荃灣、何文田愛民邨、黃大仙摩士公園與橫頭磡邨、以及快活谷馬場等地，所到之處，均與民眾近距離接觸，吸引大批民眾夾道爭睹女皇風采。女皇訪港的安排十分成功，麥理浩在同年更獲女皇授予KCVO勳銜，以作答謝。
除女皇訪港外，女皇堂妹雅麗珊郡主也曾在1972年、1977年和1980年三度訪港，另外皇儲威爾斯親王查理斯也在1979年訪港。皇室成員每次訪港，場面均相當盛大，而查理斯在訪問新界期間，更獲得新界鄉紳的盛情款待。至於在1977年慶祝女皇登基銀禧期間，麥理浩也策劃大規模的巡遊和一連串的慶祝活動。這些盛事不單增強市民的歸屬感，皇室成員與麥理浩展現的親民作風，也讓市民對皇室和港督留下良好的印象。
麥理浩昂藏兩米、身材高大、樸實而帶點憔悴的外表、以及在演講時常作出深長的停頓，為他塑造出一種威嚴的形象。他在施政上強硬的作風、耿直的性格與堅決的意志，使他往往下了決定便不易退讓，但當察覺到自己犯下錯誤，也會勇於承認和加以糾正。雖然麥理浩的正義感為港府內不少同僚所敬重，但他大刀闊斧的政策和改革，卻引來不少舊派殖民地官員的不滿，傳聞指出民政司陸鼎堂正因為不滿麥理浩的新政，在1973年遭外放大洋洲，至1977年才再獲港府起用；至於原先盛傳會接替戴麟趾爵士出任港督的輔政司羅樂民爵士，也在1973年離港返英。麥理浩在1973年按《麥健時報告書》改革政府的管治架構，背後也引起夏鼎基和黎敦義（Denis Bray）等資深政務官私下的微言，而麥理浩在1977年警廉衝突後發出的「局部特赦令」，還導致他與廉政專員姬達的關係存有芥蒂。無論如何，得力於年輕一輩的政務官，再加上他威嚴強硬的形象，港府依舊有效地推動麥理浩的種種政策，他那過人的魄力和毅力，使他在香港的外籍人士圈子中獲得「Jock the Sock」和「Big Mac」等綽號。

#### 打擊偷渡

##### 抵壘政策與即捕即解
中國大陸非法入境者湧港，是麥理浩所面對的一大外來問題。中港之間，在二戰以前本來是不設防的，但自中共建國後，由於中國不斷有難民為逃避戰亂和動盪的局勢，引發一批又一批的難民來到香港，促使港府與中國方面不約而同地開始對邊界作出管制，限制中國難民來港。儘管對邊境加強管制，但每當港府或中國開放邊境關卡，往往也吸引大批難民入境。自1966年的文化大革命後，中國大陸局勢日益動盪，促使更多中國人設法逃到香港，使港府承受越來越大的人口壓力。
在1972年，隨著中英兩國正式建交，兩國關係正常化，麥理浩決定擴建九廣鐵路位於邊境的羅湖火車站，以應付不斷上升的旅客。同時，隨著《1971年人民入境條例》生效，麥理浩頒佈在香港居住滿七年的人士，才可獲發香港永久性居民身份證，否則不是香港的永久性居民。可是，在1973年11月，中國當局大開關卡，導致中國人來港數字急增，港府幾經交涉，情況才稍為舒緩。
為加強限制中國人來港，麥理浩在1974年11月與廣東省政府達成協議，宣佈實施「抵壘政策」，規定港府只會遞解在邊境截獲的非法入境者回中國，中國的非法入境者如果成功越過邊防而進入市區，便不會被港府遣返中國。「抵壘政策」實施後的首兩年間，港府估計共有20,000名非法入境者成功抵達市區，不過此後中國人偷渡的情況卻愈益嚴重。在1978年，中共在鄧小平領導下提出「改革開放」，進一步助長偷渡熱潮，在當年，雖然港府與駐港英軍加強堵截，但仍然有達28,000人成功抵達市區。儘管中國當局在1978年10月同意協助堵截偷渡潮，但情況未有改善。在1979年1月，港府再公佈新措施，規定持旅遊證件來港的中國人，只准在證件注明的限期內逗留香港，否則會被視作逾期居留。
1979年是「抵壘政策」下，中國人偷渡來港的高峰期，當年麥理浩在6月於邊境地區部署重兵，成功遣返90,000名在邊境截獲的非法入境者回中國，但據港府保守估計，全年仍然有達10萬人成功進入市區。面對輿論要求港府採取強硬手段遏止偷渡浪潮，麥理浩在1980年9月規定，市民外出時必須攜帶身份證，並在執法人員要求時出示證件，否則可被罰款及處以監禁。在同年10月，麥理浩先後在香港會見中共國務院副總理兼外交部長黃華，以及前往廣州拜會大陸當局，商討中國非法入境者湧入香港的問題，成功為雙方達成共識。返港後，麥理浩立即宣佈廢除「抵壘政策」，改為實行「即捕即解」，決定將捕獲的非法入境者一律遣返中國。麥理浩又把10月24日至26日列作三天寬限期，讓已經來港的非法入境者申領香港身份證，結果在短短的寬限期內，吸引大批非法入境者湧到人民入境事務處的辦事處，辦理申領身份證手續。在「即捕即解」政策生效後首年，港府即成功遣返82,837名中國的非法入境者回中國大陸，成效顯著。
「即捕即解」政策大致解決了中國人偷渡來港的問題，但「抵壘政策」實行的數年時間，卻令香港人口大幅增加50至60萬人，使到麥理浩即使推行十年建屋計劃，也無法妥善解決人口上升對房屋構成的壓力。不少輿論更猛烈抨擊「抵壘政策」兒戲，指出政策准許成功抵達市區的人士定居香港，變相鼓勵中國人嘗試偷渡到市區。面對種種的指責，港府指出不及早實行「即捕即解」，是考慮到政策有可能影響中港關係，加上技術性困難，因此遲遲未有實行。另方面，港府也不願見到市區隱藏著一批黑市居民，擔心黑市居民的出現會衍生種種社會問題，而中國人抵達香港，在當時也可為香港的工業和建造業發展繼續提供一部份的廉價勞工，故此「抵壘政策」有其存在價值。

##### 越南難民問題
在1975年4月，南越首都西貢遭到北越軍佔領，標誌著越戰結束和南北越統一。南越不少人民為逃避越共統治，遂掀起難民潮外逃他方。大多數難民雖視美國為最終目的地，但香港卻成為他們理想的中轉地。當年，一艘載有約4,000名越南難民的船隻在大海沉沒，其中3,743名難民被途經的丹麥註冊貨輪長春號救起。長春號其後在5月4日駛入香港水域，要求港府收容難民，從而揭開持續約25年的越南船民問題。
港府當時基於人道立場，決定收容這批越南難民，此後，1976年全年的越南難民來港數字一度降至只有191人，但到1977年卻回升至1,000人，1978年增至6,600人，1979年更達到68,748人的高峰。港府與駐港英軍儘管加強堵截難民來港，但由於人數源源不絕，部份不法之徒又利用貨櫃運載難民，再加上人道立場，港府唯有暫時收容這些難民。1978年湧港越南難民人數急增，是因為越南當局實行排華政策所造成的。在當年12月，巴拿馬註冊的台灣貨輪匯豐號，載著2,700名越南難民來港，要求港府收容。港府最初拒絕收容難民，任由貨輪在蒲台島以南海域漂浮，僵持近一個月後，港府才改變態度，再以人道理由同意臨時收容難民。
港府收容匯豐號難民的決定，助長了越南難民湧港的問題。在1979年2月，另一艘巴拿馬註冊貨輪天運號，載著超過3,000名越南難民，要求進入香港水域，但被港府斷然拒絕。事件擾攘至3月初，船上的難民綁起船長與船員，並在未經知會港府的情況下，逕自將天運號駛進香港水域，事後港府命令天運號駛往南丫島以西海域停泊，以聽候港府的進一步決定。在3月11日，百多名越南難民強行跳落南丫島海域，要求港府收容，但港府立場未受動搖。不久以後，天運號船上的難民自行割斷船錨，任由貨輪在海面漂浮，最後天運號漂回南丫島，並在南丫島的石角咀擱淺，迫使港府一再收容難民。
為收容來港的越南難民，麥理浩在全港覓地設立12個難民中心，由港府與聯合國難民署共同管理，收容人數一時多達70,000人。同時間，麥理浩又在1979年1月與英政府達成協議，由港府出資4,500萬美元，建造五艘快速巡邏艇，作為堵截越南難民和海路非法入境者之用。在處理越南難民一事上，麥理浩奔走各地，他在同年6月往英國商討難民安置問題，成功爭取英政府答應增派英軍駐港協助。在7月，麥理浩復以英方代表團成員的身份，出席在瑞士日內瓦舉行的難民會議，他在會議上據理力爭，促使英美等西方國家達成協議，答應增加收容越南難民的數量；不過，香港也因此成為「第一收容港」，負起無條件收容越南難民的義務。
麥理浩收容越南難民的決定，的確為香港在國際間贏得人道方面的讚譽，但大批難民滯留香港，卻對港府在財政及土地方面構成沉重負擔。再者，難民獲安排入住開放式的難民中心，他們可自出自入，外出找工作，待遇比起身處東南亞其他「第一收容港」的難民好得多，這除了衍生治安和其他社會問題外，也吸引更多難民選擇前來香港。在1980年前來港的越南難民，主要為南越人，他們的教育水平和經濟狀況較佳，他們多數接受美國等西方國家甄別後，便可以前往這國家定居。但是步入1980年代，來港的難民多數來自北越，他們的教育和經濟狀況均較南越人差，實際上也不是難民，他們來港投靠的目的，只因越戰後當地百業蕭條，生活困頓。在1981年5月，一度沉寂下來的難民潮死灰復燃，抵港難民急增，使到在港的越南難民數量增至30,000以上，數字比1980年5月急增百分之50。此後，面對各國收容難民的進度緩慢，再加上香港負起「第一收容港」的身份，使到香港的越南難民和船民人數節節上升。
麥理浩卸任後，越南難民問題繼續纏擾香港，雖然港府後來在1982年7月宣佈實施「禁閉政策」，阻止難民離開難民中心，減少難民對社會的影響，可是有關造法卻被國際人權組織批評，指難民中心猶如監獄，港府惟有在1990年撤銷「禁閉政策」。一直到2000年，特區政府關閉最後一個難民中心後，越南難民問題才正式告一段落。

#### 香港前途

##### 「九七問題」
早於二戰期間，英國已考慮過香港的前途問題，當時香港正淪為日本統治，對於重光後，香港應該繼續由英國抑或交由中華民國統治，英、美、中三國同盟國之間最初沒有一致的定論。美國總統羅斯福在戰時一度附和國民政府軍事委員會委員長蔣介石的建議，把香港交由中華民國統治，但在英揆邱吉爾堅持下，香港最終在1945年重新成為大英帝國的一員，而1949年中國大陸政權易幟後，香港問題便逐漸沉寂下來。直到六七暴動期間，受文化大革命所波及，香港局勢動盪，引起港府內部一度討論英國應否撤出香港。但隨著局勢緩和，加上港府決定對左派採取強硬態度加以對付後，撤出香港的建議不了了之，不過，英政府對於香港前途問題的顧慮始終懸而未決。
在1969年3月，由英國內閣香港事務部長級委員會撰寫的一份內部機密報告中，就提議中英兩國政府合作處理香港的前途問題，並認為兩國政府宜於1980年代或以前處理好1997年的問題，否則屆時有可能導致香港人，特別是專業人士和較為富裕的一群，憂慮前途而大規模移民。報告提及的1997年問題，是指雖然香港島和九龍分別透過1842年和1860年訂立的《南京條約》和《北京條約》割讓英國，但幅員廣大的新界地區，卻是英國在1898年透過訂立《展拓香港界址專條》，租借99年而得來的。隨著新界租約在1997年屆滿，也就意味中英兩國遲早必然要面對續約的問題。
1967年香港的暴動，以及同年在中國首都北京發生的火燒英國代辦處事件，導致中英關係陷入低潮。儘管後來事件平息，但兩國關係停滯不前，難以就香港前途問題展開對話。直到麥理浩在1971年上任後，情況才開始出現變化。當時，中共對西方國家釋出善意，而美國政府也透過「乒乓外交」，促成美國總統尼克遜在1972年2月歷史性訪華，為中美兩國日後建交奠下重要基礎。就在尼克遜訪華後不久，中英兩國隨即在1972年3月同意把兩國外交關係升格為大使級別，並且互派大使。到同年10月，外交大臣何謨爵士訪華，標誌著兩國關係重上軌道。
中英兩國建立大使級關係前，中华人民共和国剛在1971年10月取代中華民國成為聯合國的常任理事國之一，且成為中國在聯合國內的唯一代表。不久以後，中國常駐聯合國代表黃華在1972年初致函聯合國非殖化特別委員會，要求將香港和澳門剔出殖民地名單。建議隨後於同年6月15日獲委員會通過，並轉交聯合國大會表決。該名單所包括的地方，均屬聯合國認為應該實行非殖民地化，最終邁向獨立的殖民地。有關行動反映中共不承認香港和澳門的殖民地身份，然而，時任英揆希思主張對華友好，結果身為常任理事國之一的英國，沒有在聯合國大會行使其否決權，讓建議在1972年11月8日獲得大會批准。英政府的友好舉動，反映出英方也同意透過外交手段，而非對待殖民地的一貫方法，來處理香港問題；而外交官出身的麥理浩，正好是代表英政府與中共打交道的理想人選。

##### 歷史性訪華
為配合中英關係的改善，麥理浩採取一連串的行動修補中港兩地自文化大革命和六七暴動以來的緊張關係。在1976年9月，中共領導人毛澤東逝世，香港左派在中環的中國銀行大廈舉行大型悼念儀式。麥理浩不單致送花圈到悼念會場，隨後更親身前往會場簽署弔唁冊，以及向毛澤東的遺照鞠躬。到同年10月，麥理浩在《施政報告》中進一步強調毛澤東的逝世不會影響中英關係，也不會影響香港的地位，其言論自此啟引了中港兩地官員的往來。麥理浩任內也非正式地承認新華社香港分社社長作為中共在香港的代表，更在1978年9月30日破天荒出席新華社香港分社舉辦的中共國慶酒會。麥理浩種種的行動，為中港關係營造良好氣氛，而毛澤東逝世和「四人幫」倒台後，中共政局在鄧小平掌政下出現新的氣象，同樣為麥理浩向中方提出香港問題締造契機。
步入1970年代中期，香港商界內部開始有聲音關注新界租約在1997年約滿的問題，憂慮港府批出的新界土地契約能否跨越1997年，以及港府涉及新界的土地契約在1997年以後仍否生效。商界擔心如果新界土地契約有任何認受性的問題，將嚴重影響新界的地產發展和他們的土地權益。在1978年12月，中共外貿部長李強訪港，訪港期間，他除了呼籲香港協助中國推動「四個現代化」外，還私底下邀請麥理浩訪問北京，麥理浩遂借訪京的機會，希望向中共提出新界續約的問題。
麥理浩是中共建國以來，首位官式訪華的香港總督，另一港督葛量洪爵士雖然曾在1955年10月訪問北京，會見時任總理兼外交部長周恩來，但他的行程僅屬私人性質。對於麥理浩訪華和計劃提出新界租約問題，英政府顯得相當隱秘，在香港，只有同行的行政局首席非官守議員簡悅強爵士和港府政治顧問衛奕信（後為爵士）得悉真正內情，而外交部方面則得到副國務次官尤德爵士和英國駐華大使柯利達（後為爵士）協調，並獲得外交大臣歐文博士支持。

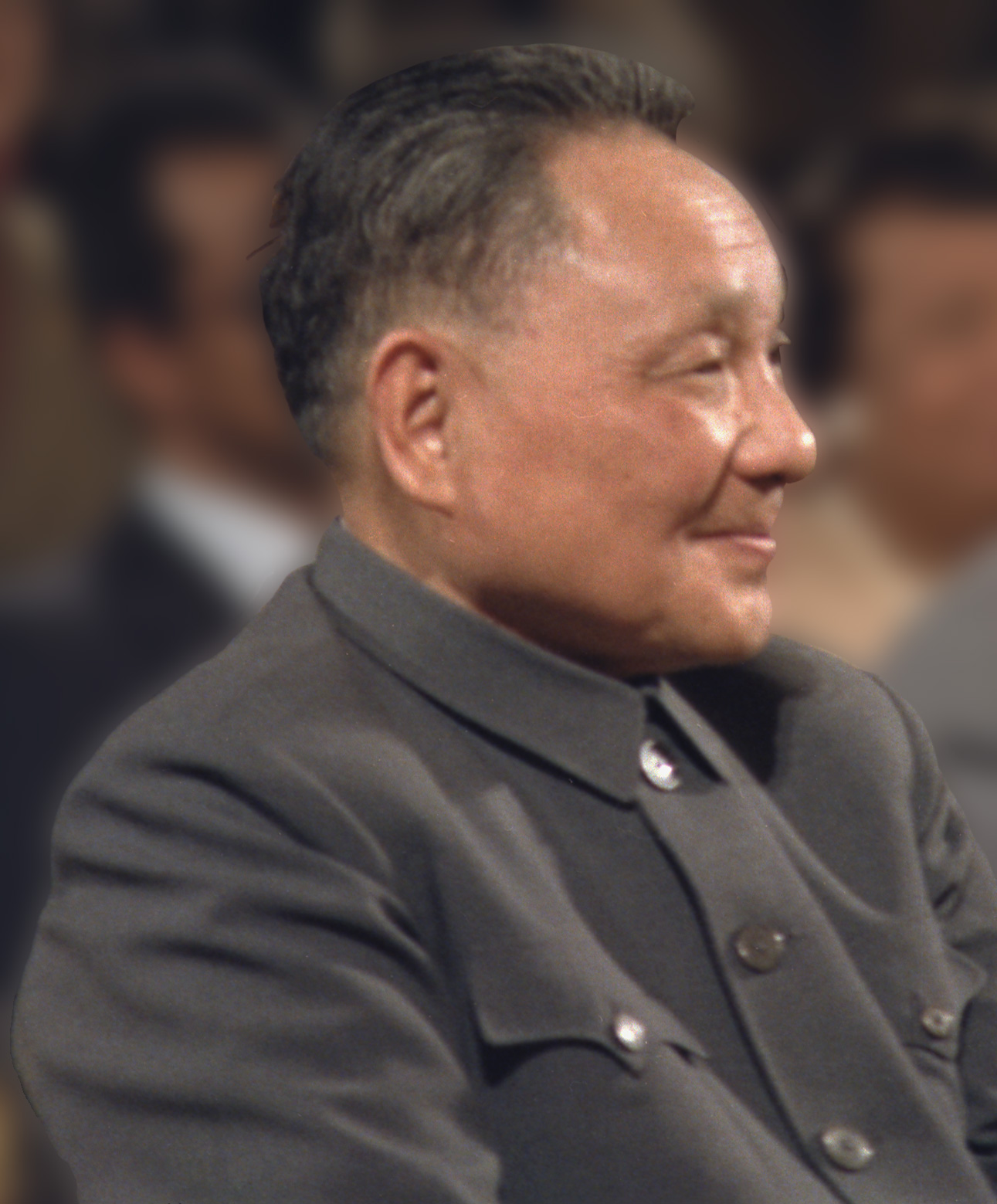
鄧小平會見麥理浩時，率先提出香港前途問題

麥理浩的訪華之旅在1979年3月展開。麥理浩、簡悅強、衛奕信和他們的夫人一行六人在3月24日先乘坐飛翔船抵達廣州作短暫逗留，隨後於3月26日乘搭飛機轉抵北京。在3月29日，中共領導人鄧小平在人民大會堂新疆廳接見麥理浩等人，就香港前途問題交換意見。關於麥理浩與鄧小平的討論過程，外界一直流傳不同版本，其中一個主流版本是，麥理浩與鄧小平會面時，有感雙方氣氛融洽，於是率先提出香港問題，希望中方支持港府繼續批出橫跨1997年的土地契約，但由於翻譯不清，加上毫無準備，鄧小平於是一口拒絕建議，並強調中方即使實行焦土政策也要在1997年前「收回」香港，但請「香港投資者放心」。然而，事實上，麥理浩、簡悅強和衛奕信三人之中，只有簡悅強不懂普通話，而根據鍾士元爵士在他的回憶錄憶述，麥理浩曾跟他親口重述與鄧小平會談的經過，按回憶錄的說法，麥理浩在訪京前已向中方表明會提出香港的土地契約問題，但會談進行時，未及麥理浩提出，鄧小平已率先談及香港問題。鄧小平的強硬立場出乎麥理浩意料之外，麥理浩也未能說服對方接納英國在1997年後繼續統治香港的立場。鄧小平除了反對麥理浩關於土地契約方面的建議，又強調中方會在1997年或以前「收回」香港，鄧小平還表示，中國取得香港的主權後，香港的基本制度與特殊地位將維持不變，呼籲「香港投資者放心」。麥理浩與鄧小平之間的會談，標誌著中英兩國首次就香港前途問題交換意見，為後來的香港前途談判揭開序幕。
拜會鄧小平後，麥理浩等在同日下午先後會見中共外交部長黃華和華僑事務委員會主任廖承志，但未有在香港前途方面的議題取得進一步消息。麥理浩一行在3月30日離開北京，轉往西安和蘭州等地遊覽，返回香港前，麥理浩等再次途經廣州，與廣東省革命委員會主任習仲勛和廣州市革命委員會主任楊尚昆等人會面，以及在4月4日於廣州主持港穗直通車通車禮，乘坐首班港穗直通車返抵香港，結束為期12日的訪華行程。返回香港後，麥理浩在4月6日於港督府召開記者會，為免引起公眾恐慌，他隻字不提鄧小平決意在1997年或以前「收回」香港的言論，只引述鄧小平叫「香港投資者放心」。

##### 前途談判序幕
麥理浩為香港市民帶來鄧小平叫「香港投資者放心」的訊息，短期內平定香港輿論對前景的不安，也令香港股市和樓市一度出現暢旺的市道。可是，香港前途問題始終沒有明朗化，港人對前途的憂慮也慢慢浮現，其中，得悉內情的簡悅強對鄧小平堅持「收回」香港的立場相當憂慮，他在1980年3月提早卸下行政局首席非官守議員一職，以期及早從政壇抽身。同時間，行政局及立法局的非官守議員開始秘密討論香港前途問題，而另一個由工商界人士組成的港府高層諮詢委員會，也在1980年1月向麥理浩秘密發出一封聯署信，認為鄧小平的言論不足以穩定香港經濟，建議中英兩國應在1980年召開香港前途談判，否則不利香港長遠發展。可是，委員會的建議未獲麥理浩接納，前途談判也未有在1980年召開。
另一邊廂，在麥理浩訪華後不久，英國政局出現變化。在1979年3月28日，下議院通過對英揆賈拉漢的不信任動議，外相歐文被迫取消原訂在同年4月的訪華行程。未幾，保守黨在戴卓爾夫人的帶領下，於1979年5月擊敗工黨上台執政，此後，戴卓爾夫人內閣多位要員，包括國防大臣皮姆（Francis Pym）、外交大臣卡靈頓勳爵和掌璽大臣艾健時（Humphrey Atkins）等人，先後在1980年3月、1981年3月和1982年1月訪華；除此之外，英國國會一個代表團和前保守黨首相希思也相繼在1982年3月和4月訪華。其中，在希思的訪華行程中，鄧小平首次表達要在香港成立特別行政區，但承諾香港人的生活方式維持不變。一連串的訪華行程令中方確立對香港前途的看法，並主動向英方提出香港問題，而英方則透過這些訪問，進一步掌握中方的立場，從而為兩國就香港前途談判作好準備。

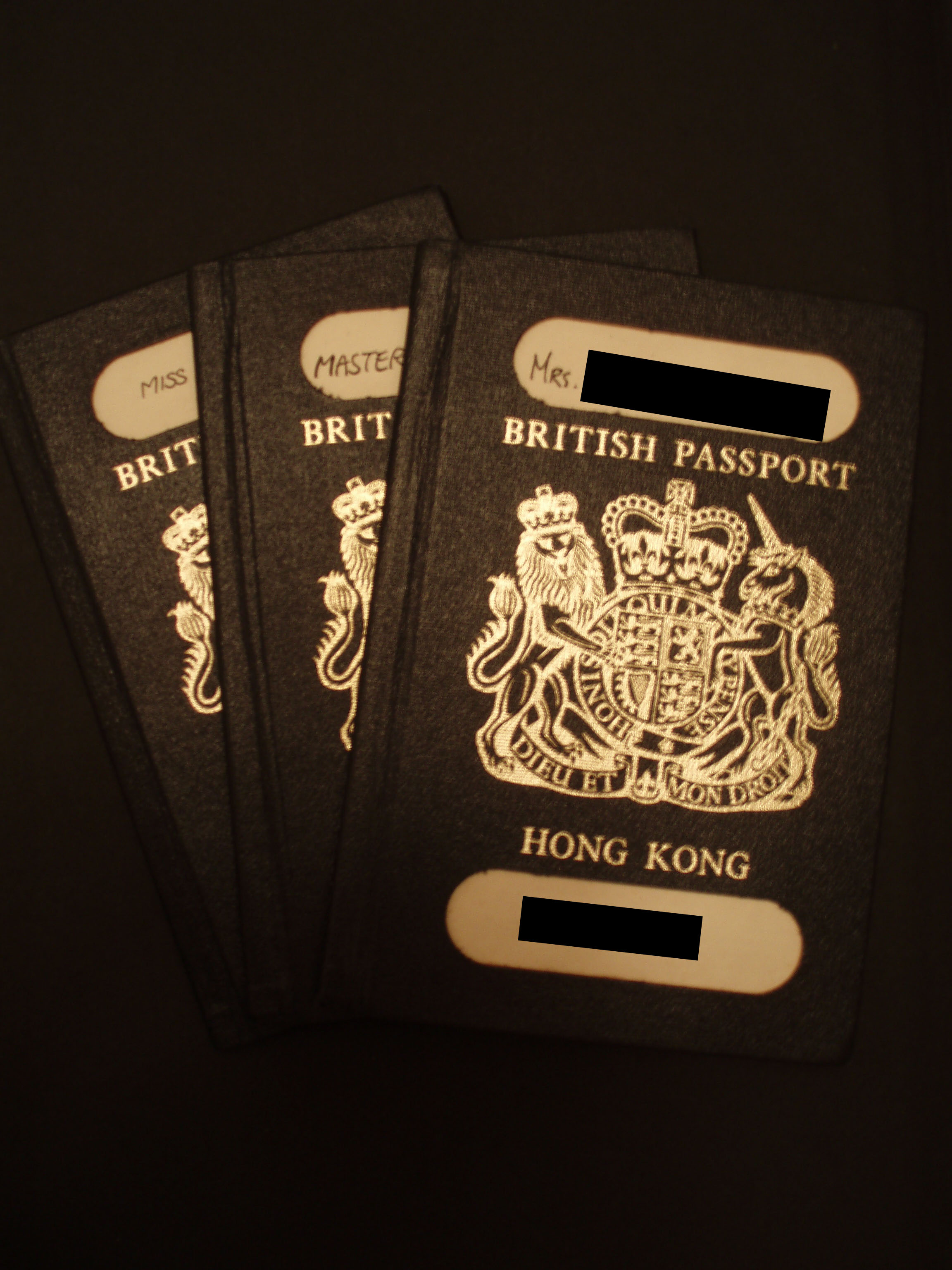
英政府在1981年把香港的殖民地人民歸類為英國屬土公民，引起輿論不安，圖為簽發予香港英國屬土公民的護照

保守黨上台後另一項引起香港輿論關注的舉動，是積極推動修改國籍法和在1981年通過《英國國籍法令》。在新法令下，香港在內的英屬殖民地人民被歸類為英國屬土公民，以區別於居於英國本土的英國公民。雖然英國政府自1962年以來，早已逐步修例削奪殖民地人民自動獲得英國居留權的權利，但不少香港輿論卻把新的《英國國籍法令》與香港問題相提並論，認為英政府率先關上「太平門」，以防英方在前途談判失利而觸發大批香港人移民英國。為了安撫港人情緒，麥理浩在1981年3月趁外相卡靈頓勳爵訪華後轉抵香港時，向對方陳情新的國籍法引起香港人恐慌，敦促英國政府儘早處理1997年問題，以穩定投資者的信心。
自訪華後，麥理浩繼續對中共採取友好的態度，為免觸動中共神經，他放棄港府原擬在地方行政改革以外，對行政立法兩局推出民主政制改革的計劃。就在他訪華的同一年，一批下議院後座議員訪問香港，期間，隨團的新晉保守黨議員彭定康大膽向麥理浩提出讓香港政制實行民主改革，但麥理浩不為所動。除此以外，麥理浩還深化與廣東省方面的關係，並且在1980年10月再度訪粵，與粵方官員商討打擊中國非法入境者來港的問題；在1981年12月，他在卸任港督前再一次到訪中國大陸，參觀深圳經濟特區的開發情況，以及鼓勵港人到大陸投資。麥理浩這次訪問深圳，加深了中港兩地官員的交流，此後兩地官方的交往也日趨頻密。
總括而言，麥理浩任內成功為中港關係建立起較昔日相對友好的基礎，加上香港輿論、英方和中方日益關注香港前途問題，令中英雙方召開香港前途談判的可能性越來越大。麥理浩在1982年4月卸任港督後不久，戴卓爾夫人便在同年9月訪華，促成中英兩國同意就香港前途展開談判。

#### 卸任返英
麥理浩任內的政績深獲英政府肯定，罕有地四度獲續任港督。四次延任的消息由英政府分別在1977年1月17日、1978年3月22日、1979年3月和1979年9月25日公佈，獲延任的四段任期分別是1977年10月至1978年10月、1978年11月至1979年8月、1979年9月至1980年4月、以及1980年5月至1982年4月。儘管麥理浩在1977年屆滿外交部規定的60歲退休年齡，但獲英政府破格准許繼續留任。外界認為麥理浩獲得多番續任，除了是因為他的政績卓越外，也反映出英政府難以物色理想的港督繼任人選。
在十多年的港督生涯，麥理浩還多番獲得英廷授勳，先後在1972年獲授KStJ勳銜、1975年獲授KCVO勳銜、和在1976年獲授GBE勳銜。在1982年卸任港督前夕，英政府更在當年的元旦授勳名單中，宣佈麥理浩將獲冊封為終身貴族，以便退休後繼續在上議院參與香港事務，為港人爭取利益。在1982年5月21日，他正式成為終身男爵，爵位以家鄉蘇格蘭的伯克（Beoch）和香港島的維多利亞城為封邑，封號全稱為麥理浩，香港維多利亞城和凱爾及卡里克區內梅博爾、伯克的麥理浩男爵（Crawford Murray MacLehose, Baron MacLehose of Beoch, of Maybole, in the District of Kyle and Carrick , and of Victoria in Hong Kong）。他是香港歷史上第三位獲封貴族的港督，也是首位獲封終身貴族的港督。
在1981年年中，麥理浩曾因身體抱恙，前往英國接受小型手術和作短期留醫。雖然他後來完全康復，返回香港繼續工作，但他隨著年紀漸大，幹勁逐漸減退，已不適宜再度延長總督任期。在1982年初，英政府公佈麥理浩將於同年4月29日離港返英，結束港督生涯，可是在4月18日，他在粉嶺別墅休假期間突然患上輕微中風，被送往醫院接受治療。在這次中風，麥理浩沒有大礙，留醫數日便康復出院，但卸任日期卻因此押後至同年5月8日。
在1982年5月8日晚上，麥理浩與夫人正式告別港督府，他們乘坐專用轎車前往皇后碼頭，途徑花園道、德輔道中、畢打街和干諾道中，沿途均有大批市民夾道歡呼，在車上的麥理浩則報以揮手致謝。麥理浩乘坐的轎車抵達皇后碼頭所在的愛丁堡廣場後，他最後一次以港督身份檢閱儀仗，並和在場恭候的行政立法兩局議員和社會各界人士握手道別，場面簡單而莊嚴。在皇家香港警察樂隊奏出《友誼萬歲》一曲下，麥理浩夫婦乘坐的慕蓮夫人號慢慢橫渡維多利亞港，而麥理浩則在船上向碼頭的民眾揮手，顯露出依依不捨之情。在九龍公眾碼頭登岸後，麥理浩又與在場守候的大批民眾握手，再一次顯現親民作風。麥理浩夫婦隨後轉乘專車前往啟德機場，途經之處均有大批民眾送別。他們最後在晚上九時乘坐英國航空波音747客機BA20號班機離開香港，經阿布扎比返回倫敦，正式為港督生涯劃上句號。
麥理浩由1971年11月上任，至1982年5月卸任，任期前後長達10年零6個月，是香港歷史上在任時間最長的香港總督，他的任期比在任時間第二長的葛量洪爵士還要多出約一個月。麥理浩卸任後，港督一職由布政司夏鼎基爵士署理。到1982年5月20日，原本擔任外交部副常務次官的尤德爵士抵港履新，正式接替麥理浩出任香港總督兼三軍總司令。

### 晚年生涯
麥理浩卸任港督和從外交部退休後，返回英國定居。他在1982年至1988年出任國民西敏銀行（National Westminster Bank）董事，另外擔任多項公職，包括在1982年至1990年擔任蘇格蘭殘疾人士信託（Scottish Trust for the Physically Disabled）主席和瑪嘉烈布萊伍德房屋協會（Margaret Blackwood Housing Association）主席、1982年至1993年出任英中協會（GB-China Centre）主席、以及在1985年至1990年擔任倫敦大學亞非學院校董會主席。
在1983年、1984年和1992年，麥理浩先後獲約克大學、斯特拉斯克萊德大學和香港大學頒授榮譽法學博士學位，並在1983年獲倫敦大學亞非學院頒授榮譽院士銜，以表揚他在任港督期間的貢獻。麥理浩還在1983年獲家鄉委任為艾爾及阿倫（Ayr and Arran）地區的副郡尉，同年11月30日復獲英女皇伊利沙伯二世授予薊花勳章。薊花勳章是蘇格蘭人所能獲得最高級別的騎士榮譽，反映出女皇對麥理浩的重視。
麥理浩卸任港督後，以中立議員的身份參與上議院的辯論，經常就香港事務發表意見，其中包括促請美國和其他國家收容香港的越南船民，又關注香港前途問題的進展。當時，繼英揆戴卓爾夫人在1982年9月訪華後，中英兩國在同年10月就香港前途問題展開談判，但雙方的重大分歧使談判一度陷入僵局，而且還觸發香港人一連串的信心危機。直到1983年11月，戴卓爾夫人在英方談判代表柯利達爵士的慫恿下，終於同意作出讓步，放棄堅持英國在1997年後，在主權與治權上與香港維持任何關係。英方的退讓使中英雙方就香港前途問題達成共識，最終促成兩國在1984年12月簽訂《中英聯合聲明》，確認香港主權將於1997年移交中國。
在外相賀維爵士於1984年4月正式對外宣佈英國將於1997年7月1日撤出香港後，以及中英兩國在同年12月簽訂《中英聯合聲明》前的一段時間，香港的行政立法兩局非官守議員曾多番召開會議，希望尋求方法爭取到一個為普遍香港人所接受的中英協議。兩局議員還特別為此撰寫一份立場書，書中提出多項疑問，包括英國如何在香港主權移交後繼續維護香港英籍人士的權益、英政府會否為不願意留在香港的香港人作移民安排、以及如果香港人不接受中英雙方達成的協議，英方會有何打算等等。
在1984年5月9日，11位兩局議員代表更親身前往倫敦，希望乘國會上下兩院辯論香港前途問題之際，促請英方顧及港人利益，以及積極考慮立場書中提出的疑問。在5月10日晚，兩局議員代表在國會與英中小組和英港小組的成員舉行聯席會議，這兩個小組由上下兩院議員組成，而身為上議院議員的麥理浩也是成員之一。然而，當晚的會議氣氛並不融洽，其中麥理浩更批評兩局議員的訪英時機不當，又指他們所持的立場不正確。麥理浩的言論得到其他小組成員附和，認為兩局議員應返回香港應對中方的統戰工作，使會議不歡而散。兩局代表事後再把握機會向賀維極力遊說，對方才勉強同意立場書的內容反映普遍港人意願，應允與中方制定《聯合聲明》的時候考慮立場書的建議。
兩局代表返回香港後，《南華早報》進行一項民意調查，成功抽樣訪問605名香港市民，結果顯示，高達百分之82的受訪者完全贊同或部份贊同兩局議員在立場書中的意見，而不贊同的只佔百分之3。當時負責率領兩局議員訪英的行政局首席非官守議員鍾士元爵士，在後來形容他們在聯席會議上「蒙受奚落」，對麥理浩所持的立場出乎意料之外。

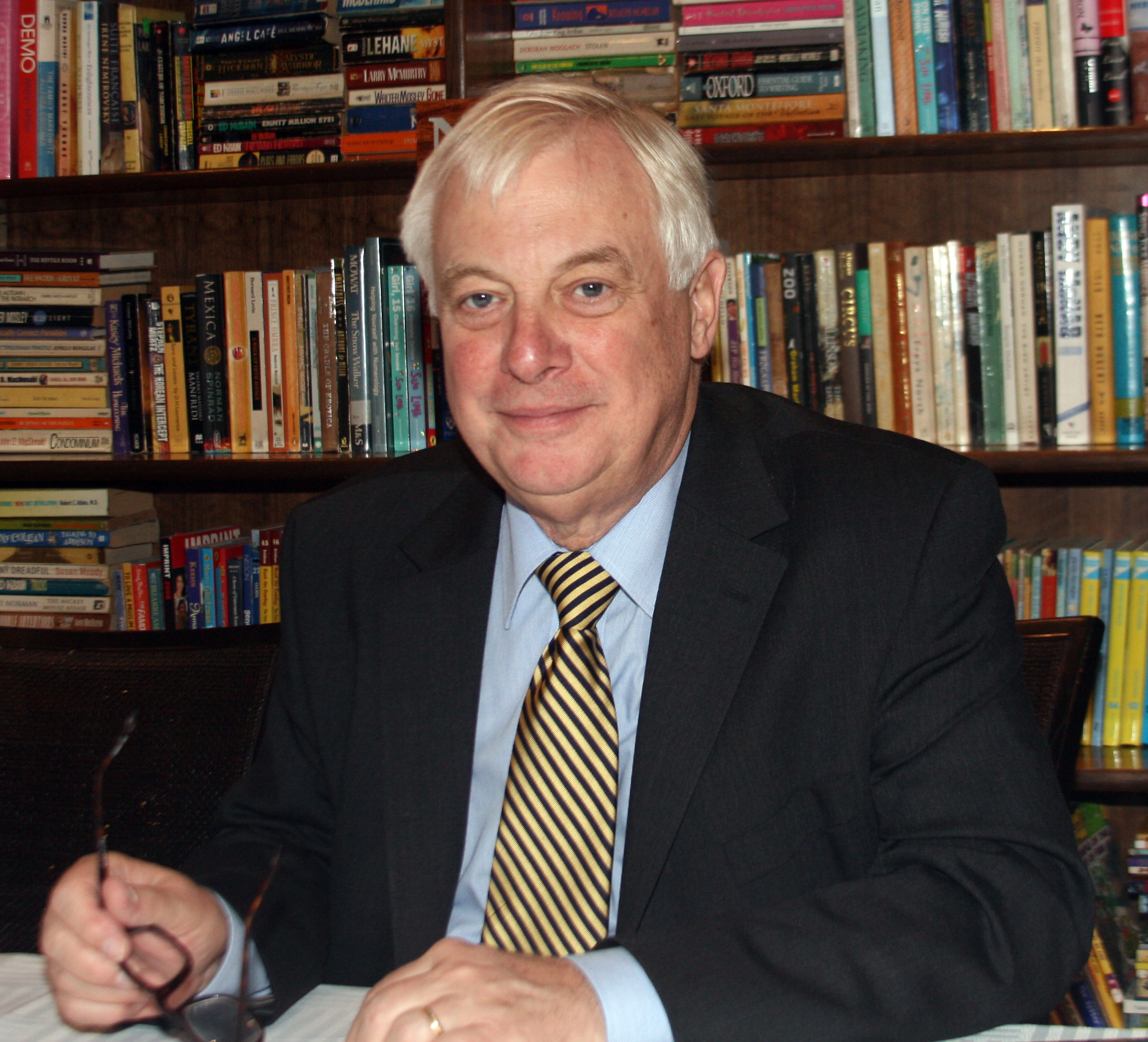
麥理浩晚年不滿末任港督彭定康在未經諮詢中方的情況下，對立法局推行民主政制改革。彭定康的政改方案雖獲得輿論普遍支持，但卻招來中方震怒，原來的立法局最終無法過渡1997年

另外，自《中英聯合聲明》簽署後，麥理浩繼續在上議院參與香港在「過渡期」內的籌備工作，當中包括參與制定《1985年香港法令》，按照《聯合聲明》英方備忘錄的計劃，為香港人設立稱之為英國國民（海外）的新國籍，讓他們在香港主權移交後，繼續與英國維持某種適當的關係。在1989年，中國發生六四事件，觸發香港人對前途信心陷入谷底，麥理浩事後有份制定《1990年英國國籍（香港）法令》。根據法令，英政府推出一個俗稱為「居英權計劃」的英國國籍甄選計劃，容許不多於50,000個符合資格的香港家庭，在無需移民英國的情況下也可取得英國公民身份，以免香港人才進一步因恐慌而移民外流，和設法挽回港人的信心。
麥理浩一直希望香港的主權能夠在1997年平穩移交中國，認為這樣才能維持香港的繁榮穩定，以及最有效地保障香港人的利益。不過，六四事件和緊隨其後的「新機場風波」，使中英關係蒙上陰影，而末任港督彭定康在1992年上任後，更單方面宣佈計劃在1995年殖民地最後一次立法局選舉大幅增加直選議席，引起中方強烈不滿，使中英兩國關係陷入低潮。儘管香港和英國的主流輿論均支持彭定康的政改方案，但麥理浩卻與柯利達等退休外交官站在同一陣線，批評彭定康的政改方案把香港市民作「逞英雄式」的押注，置香港於險境。在1992年11月的上院辯論中，麥理浩直言彭定康的政改方案引起中方震怒，又認為香港主權已鐵定要移交中國，彭定康無謂作出對抗。
麥理浩在1994年接受傳媒專訪時，再度批評彭定康的政改方案，質疑他是否得不到好的意見，抑或是他根本沒有聽取這些意見。雖然他仍然堅持對香港主權移交後的前景抱有信心，但認為彭定康的政治改革為中英關係帶來短暫的災難，並對中英交惡的局面感到「苦惱和氣餒」。麥理浩還認為，鄧小平提出的「一國兩制」構想將能充分地為香港的未來帶來穩定，但彭定康的行動卻破壞了中英雙方的合作。他表示香港主權移交前數年的政治局面令人堪憂，但勉勵香港人最終會找到出路。
無論如何，彭定康與中方的政治爭拗隨著香港主權在1997年7月1日移交中國而劃上句號。在1997年6月30日晚上，年近80歲的麥理浩出席在香港會議展覽中心舉行的香港主權交接儀式。翌日，中方於香港會議展覽中心舉行香港特別行政區成立暨特別行政區政府宣誓就職儀式，縱使英方在英揆貝理雅和外相郭偉邦帶頭下杯葛儀式，但麥理浩、前首相希思爵士和前外相賀維勳爵仍堅持出席。
晚年的麥理浩在蘇格蘭梅博爾（Maybole）的宅第過著悠閒的牧羊生活，直到2000年5月27日在當地艾爾醫院（Ayr Hospital）安詳去世，終年82歲，位於倫敦西敏的聖瑪嘉烈教堂在同年7月13日舉行追思禮拜，女皇與皇夫均有派代表出席。麥理浩去世後，時任香港特首董建華和政務司司長陳方安生均致以哀悼，董建華形容「他的逝世使我們失去了一位摯友」，而陳方安生更讚揚「麥理浩勳爵致力為香港服務，並為推動香港發展成為現代國際化城市而作出顯著和永久的貢獻……作為香港的忠實朋友，我們會永遠懷念他」。麥理浩身後安葬於艾爾，墓碑位於當地阿洛韋教區教堂（Alloway Parish Church）旁邊的墓園，墓碑左右還各自豎立了其妻子一方的家屬墓碑。

## 施政評價
麥理浩被普遍視為香港歷史上最傑出和最受香港人愛戴的港督之一，在前後10年半的港督生涯中，香港在房屋、廉潔、教育、醫療、福利、基建、交通和社會各方面均有深刻的改善，十年建屋計劃、廉政公署、九年免費教育和地下鐵路等重要的政策和建設，紛紛在他任內推出。他的各項政策改變香港原有的面貌，使香港由一個相對傳統的殖民地，蛻變成一個急速發展的大城市。受惠於他的政策，市民大眾的生活水平得到明顯的提升，各項大型基建也直接改變市民原有的生活方式。他的各項政策，逐步為香港人建立以香港為家的意識，令香港人的身份慢慢得到香港人自身的認同；同時間，他見證了香港在1970年代的經濟起飛，成為「亞洲四小龍」的一員；他協助香港轉型成為實力優厚的經濟實體，為香港的繁榮穩定和日後成為亞洲國際金融中心，奠定重要基石。
麥理浩晚年接受訪問時承認，他任內「致力快速擴展社會服務和房屋供應」，是為了回應市民在六七暴動期間表達的不滿，他認為這些政策能夠有效拉近官民關係之餘，也加速了社會的現代化，因此都是對香港重要和正確的政策。個別學者如李彭廣則認為，麥理浩種種大幅改善香港社會生活水平的政策，是為了配合英政府的部署，增強英方日後與中方談判香港前途的籌碼。
但事實上，麥理浩的不少政策早由他的前任戴麟趾爵士在任時已開始構思或推行，而他的成功之處，是在於其外交官的背景沒有殖民地官僚的包袱，能夠大膽推行大刀闊斧的改革。此外，麥理浩在港督任內表現出過人的魄力，他在制定政策時聽取各界聲音，著手了解普羅大眾所需，以及在危急關頭當機立斷的表現，重新為港府在大眾心目中逐漸建立起關懷市民的正面形象，成為其施政取得民心的關鍵因素之一。另一學者曾銳生指出，麥理浩成功之處，在於他卓具遠見，懷有充份的誠意推動改革，著手透過提升管治水平以推動他對香港的宏圖大計。
麥理浩本人也曾明言，「現代香港已時移勢易，尤其政府的角色及管治範圍已大幅擴闊，一些歷史遺留下來的工作程序及安排，在我看來，實有重新檢討的必要」。至於他大灑金錢改善各項社會服務，也被視為帶有務實社會主義的影子，透過推行各項具平均財富效用的社會改革，他希望市民能夠得以安居樂業，而得力於香港戰後以來經濟持續增長和中產階級擴充的有利條件，再加上政府收入日趨穩建的背景下，各項經過大幅擴充的社會服務，都為公帑和整體社會所能負擔。
麥理浩在1982年卸任港督時，《南華早報》和立法局首席非官守議員羅保爵士不約而同以「麥理浩時代」，形容香港在麥理浩管治下的整個1970年代和1980年代初期，認為他10年多的港督生涯，對香港起相當深遠的影響。社會上不少輿論也讚揚麥理浩出任港督是「適當時候的適當人物」，指出他「無時無刻關心香港面臨的困難」，是「英國人心目中的紳士，中國人心目中的君子」，即使是傳統左派報章《文匯報》，也在他卸任時特別發表文章，表揚其任內施政。香港不少郊遊地方，均以熱愛遠足的麥理浩命名，以紀念他對香港的貢獻，這些地方包括延綿新界100公里的麥理浩徑、以及位於西貢北潭涌的麥理浩夫人度假村等等。
不過，外界也有意見批評，終麥理浩一任，香港長久以來面對的房屋不足、人口急增、教育質素參差、大學學位不足和交通擠塞等老問題始終未能完全解決。麥理浩任內雖然見證香港經濟的急速增長，但通漲急升、物價飛漲和經濟動盪等因素也同時深化了貧富懸殊的問題，而麥理浩未能即時應對任內不斷湧現的各樣社會運動，也為外界所詬病。在入境政策方面，麥理浩任內實施的「抵壘政策」嚴重助長中國大陸非法入境者偷渡來港，這個問題到後來麥理浩採取「即捕即解」才得以改善；另外，麥理浩收容越南難民的決定，雖然使香港在人道主義上贏得國際間的表揚，但越南難民問題卻足足纏擾香港四分之一個世紀，到2000年方告完全解決。
麥理浩在任港督的最大爭議之一，是未有為香港引入民主政制改革。有輿論抨擊，麥理浩雖然改善了香港與中國大陸的關係，也是首位與中方談及前途問題的港督，但卻過份遷就中方；而民主黨創黨主席李柱銘也曾經批評，麥理浩未有在中英雙方爭論香港前途問題前，率先推行進一步的民主改革，結果錯失大好時機。麥理浩晚年接受英國傳媒訪問，回顧到自己的港督生涯時，對為何不引入民主改革作出辯解。他堅稱自己沒有「將香港贈予」（given Hong Kong away）中國，但承認出於擔心觸怒中共，他在推行民主改革一事上感到「明顯的無力感」，使他任內決定不實行民主改革之外，卸任港督後也在上議院提出反對。麥理浩指出，若果在他任內推行立法局全面普選，有可能會激化共產黨和國民黨之間的衝突，並表示「如果共產黨勝出，香港將會完蛋；如果國民黨勝出，也同樣會引入共產黨」。他在訪問中強調，作為港督的任務是要令市民生活豐足和社會繁榮，並指自己晚上不能入睡時，會回顧過去的決定，而對於任內不實行民主改革，他始終認為是正確的決定。

## 個人生活
麥理浩在1947年6月24日娶鄧麗娉（Margaret Noël Dunlop，1920年12月26日－2020年2月16日）為妻。麥理浩夫人也是蘇格蘭人，父親是托馬斯·查爾斯·鄧洛普爵士（Sir Thomas Charles Dunlop，1878年－1960年）。麥理浩夫人的暱稱是「Squeak」（吱吱），她與丈夫一樣熱愛郊野和關注環境，在擔任港督夫人期間，她在1972年按慣例獲英廷頒授CStJ勳銜。麥理浩夫婦在1949年誕下一對雙生女兒，分別是：
- 艾菲麗達·桑德拉（Elfrida Sandra）：1971年嫁給馬田·艾默里·瑋緻活（Martin Amery Wedgwood，1936年－2010年）。[244]瑋緻活是陶瓷製造商約西亞·瑋緻活的後人，[245]曾在軍中服役，退役後打理家族生產船隻大型部件的生意，並曾獲委任為鄧巴頓郡副郡尉。[245]艾菲麗達與丈夫育有一子一女，分別名理查（Richard）和洛伊絲（Lois），她於2007年逝世。[245]
- 西爾維亞·瑪嘉烈（Sylvia Margaret）：1970年嫁給從事汽車防鏽業務的羅納德·萊頓·桑德曼（Ronald Leighton Sandeman，1944年－），[246]兩人育有一名叫愛瑪（Emma）的女兒。[247]1974年初，懷有五個月身孕的西爾維亞在蘇格蘭駕車時遭另一輛錯誤切線的汽車迎頭相撞；[248]雖然意外沒有影響胎兒，但她卻因此下半身永久癱瘓。[247][248]自此以後，西爾維亞積極為蘇格蘭的傷殘人士爭取權益，歷任蘇格蘭體育評議會（Scottish Sports Council）委員、[249]蘇格蘭傷健人士評議會（Scottish Council on Disability）委員、[250]蘇格蘭消費者委員會（Scottish Consumer Council）委員、[250]蘇格蘭傷健人士體育協會（Scottish Sports Association for Disabled People）副主席、[251]蘇格蘭下身癱瘓者協會 （Scottish Paraplegic Association）主席、[252]位於格拉斯哥的伊利沙伯女皇國立脊柱傷患小組（Queen Elizabeth National Spinal Injuries Unit）行政主管、[252]以及蘇格蘭脊柱傷患組織（Spinal Injuries Scotland）行政總裁等職。[252]她在1981年獲頒「蘇格蘭年度傷健人士獎」，以及在2010年獲安妮公主接見，以表揚她在推動傷殘人士權益方面的工作。[250][253]儘管西爾維亞要依靠輪椅代步，但她跟丈夫仍不減他們一直以來對遊艇的興趣，而且還是皇家遊艇協會的會員。[254][255]

麥理浩在大學期間培養成揚帆出海的興趣，他在1938年曾參與美國長島的貝殼島遊艇盃賽（Seawanhaka cup）。麥理浩也熱愛體育運動和郊遊遠足，在中學時曾任壁手球隊隊長，在任港督期間也愛遊遍香港的郊野，閒時會泛舟海上，香港的麥理浩徑更是因為麥氏喜愛遠足而以他命名；他的其他興趣還包括釣魚、旅遊、聽音樂和觀看二戰前的電影。麥理浩晚年退居於蘇格蘭家鄉梅博爾（Maybole）的伯克府（Beoch House），務農和閱讀成為他的主要興趣，此外，他生前是倫敦紳士會所藝文會（Athenaeum Club）的會員。

## 榮譽

### 殊勳

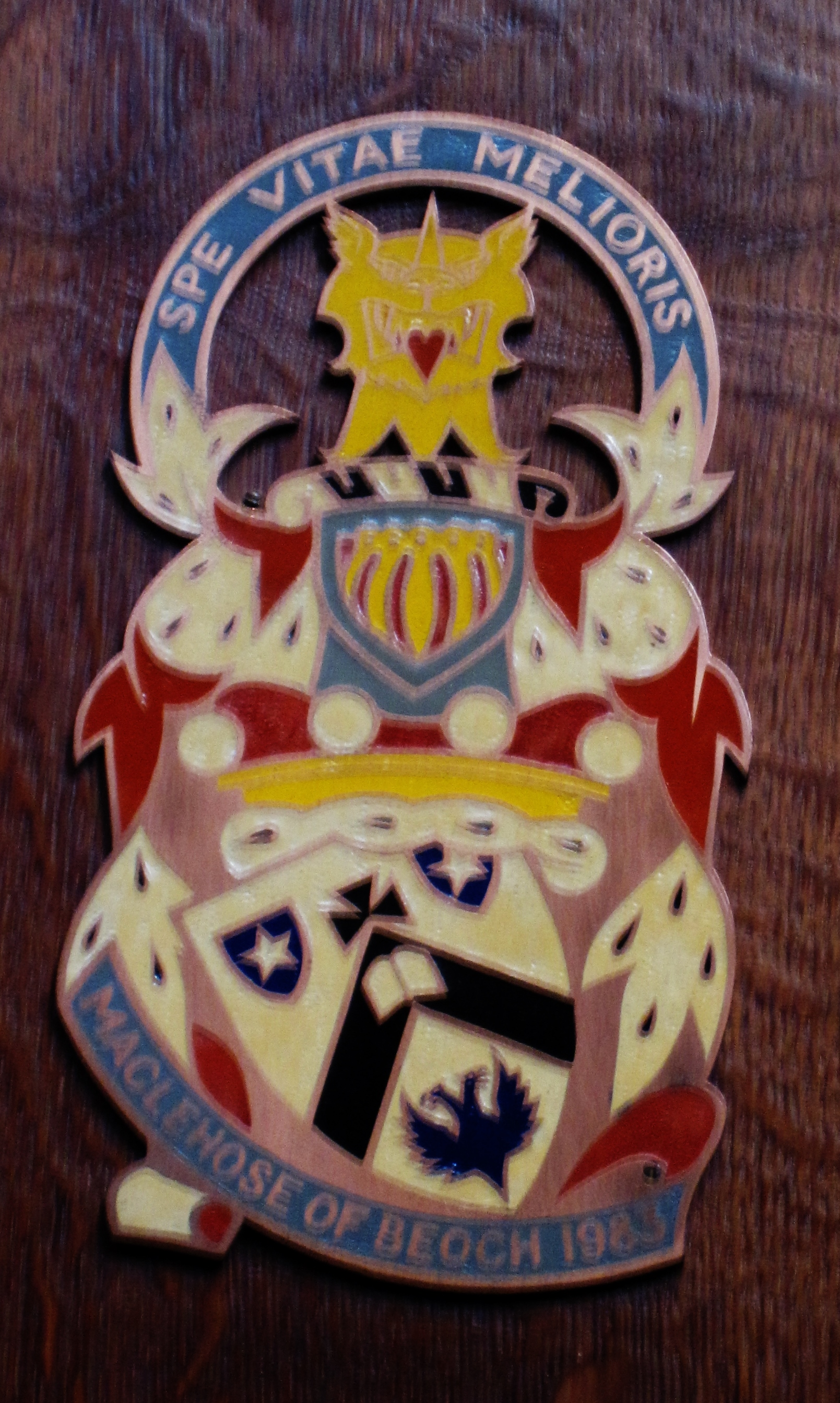
存放於愛丁堡聖吉爾斯大教堂內薊花禮拜堂的麥理浩勳爵盾徽

- 以下列出榮譽全稱及縮寫：^ 
  - 英帝國員佐勳章（M.B.E.） （1946年，軍事[2]）
  - 聖米迦勒及聖喬治同胞勳章（C.M.G.） （1964年元旦授勳名單[8]）
  - 聖米迦勒及聖喬治爵級司令勳章（K.C.M.G.） （1971年英女皇壽辰授勳名單[10]）
  - 聖約翰爵級司令勳章（K.St.J.） （1972年2月17日[216]）
  - 皇家維多利亞爵級司令勳章（K.C.V.O.） （1975年6月19日[188]）
  - 英帝國爵級大十字勳章（G.B.E.） （1976年英女皇壽辰授勳名單[217]）
  - 終身男爵 （1982年元旦授勳名單公佈，[218]1982年5月21日正式晉爵[219]）
  - 副郡尉（D.L.） （1983年1月5日，艾爾及阿倫地區[224]）
  - 薊花勳章（K.T.） （1983年11月30日[225]）

### 頭銜
- 麥理浩 （Murray MacLehose，1917年10月－1946年）
- 麥理浩，MBE （Murray MacLehose, MBE，1946年－1964年1月）
- 麥理浩，CMG，MBE （Murray MacLehose, CMG, MBE，1964年1月－1971年6月）
- 麥理浩爵士，KCMG，MBE （Sir Murray MacLehose, KCMG, MBE，1971年6月－1972年2月）
- 麥理浩爵士，KCMG，KStJ，MBE （Sir Murray MacLehose, KCMG, KStJ, MBE，1972年2月－1975年6月）
- 麥理浩爵士，KCMG，KCVO，KStJ，MBE （Sir Murray MacLehose, KCMG, KCVO, KStJ, MBE，1975年6月－1976年6月）
- 麥理浩爵士，GBE，KCMG，KCVO，KStJ （Sir Murray MacLehose, GBE, KCMG, KCVO, KStJ，1976年6月－1982年5月）
- 麥理浩勳爵閣下，GBE，KCMG，KCVO，KStJ（The Rt. Hon. The Lord MacLehose, GBE, KCMG, KCVO, KStJ，1982年5月－1983年1月）
- 麥理浩勳爵閣下，GBE，KCMG，KCVO，KStJ，DL （The Rt. Hon. The Lord MacLehose, GBE, KCMG, KCVO, KStJ, DL，1983年1月－1983年11月）
- 麥理浩勳爵閣下，KT，GBE，KCMG，KCVO，KStJ，DL（The Rt. Hon. The Lord MacLehose, KT, GBE, KCMG, KCVO, KStJ, DL，1983年11月－2000年5月）

### 榮譽學位
- 榮譽法學博士
  - 約克大學（1983年）
  - 斯特拉斯克萊德大學（1984年）
  - 香港大學（1992年）
- 榮譽院士
  - 倫敦大學亞非學院（1983年）

### 以他命名的事物
- 香港聖公會麥理浩夫人中心（HKSKH Lady MacLehose Centre）：位於新界葵涌和宜合道的一所社區中心，於1973年啟用。
- 麥理浩牙科中心（MacLehose Dental Centre）：1977年啟用，位於香港島灣仔皇后大道東，由衛生署營運。
- 麥理浩徑（MacLehose Trail）：1979年啟用，是一條全長100公里，橫跨香港新界東西的遠足徑。
- 香港傷健會麥理浩夫人中心：位於香港島薄扶林水塘道75號，於1979年啟用。
- 麥理浩夫人度假村（Lady MacLehose Holiday Village）：1981年啟用，位於新界的北潭涌西貢郊野公園。
- 麥理浩爵士信託基金（Sir Murray MacLehose Trust Fund）：由港府透過制定《麥理浩爵士信託基金條例》於1982年設立，基金接受各界申請，用作促進香港居民福利的用途。
- 麥理浩復康院（MacLehose Medical Rehabilitation Centre）：位於香港島薄扶林沙灣徑，於1984年啟用，是一所由醫院管理局管理的專科復康院。

## 注腳

### 解釋注腳
1. ↑  由香港政府選定的譯名，就任港督前一度作「麥理灝」，但「灝」屬生僻字，為免錯將「灝」字讀作「景」字，故改作「麥理浩」。[1]
2. ↑  在麥理浩以前，只有首三任港督並非殖民地官員出身，他們依次是軍人出身的砵甸乍爵士、外交官出身的漢學家戴維斯爵士和同樣是外交官、也是政治家出身的寶靈爵士。
3. ↑  首兩位獲封貴族的港督分別是羅士敏勳爵和盧嘉勳爵，兩人均獲英廷冊封為世襲男爵。

### 引用注腳
1. ↑  劉澤生（1990年），頁236。
2. 1 2 3 4 5 6 7 8 9 10 11 12 13 14 15 16 17 18 19 20 21 22 23 24 25 26 27 28 29 30 31 32 33 34 35 36 37  Donald (2004), pp. 788-789.
3. 1 2 3 4 5 6 7 8 9 10 11 12 13 14 15 16 17 18 19 20 21 22 23 24 25 26 27 28 29 30 31 32 33 34 35 36 37 38 39 40  Sinclair (2 June 2000)
4. ↑  "Obituaries" (Summer 1974)
5. 1 2 3 4 5 6 7  Spurr (1995), p. 225
6. 1 2 3 4 5 6 7  "MacLEHOSE OF BEOCH, Baron" (1999)
7. 1 2 3 4 5 6 7 8 9 10 11 12 13 14 15 16 17 18 19 20 21 22 23 24 25 26 27  "Lord MacLehose of Beoch" (1 June 2000)
8. 1 2  "Supplement to Issue 43200", London Gazette, 31 December 1963, p. 5.
9. 1 2 3 4  "Top-secret file was left in bank" (1 November 2007)
10. 1 2  "Supplement to Issue 45384", London Gazette, 4 June 1971, p. 3.
11. 1 2 3 4  Spurr (1995), p. 226.
12. 1 2 3 4 5 6 7 8 9 10  《香港總督麥理浩爵士》（1982年），頁22。
13. ↑  王賡武主編（1997年），頁137。
14. 1 2 3  Tsang (2009), p. 205
15. 1 2 3  《香港總督麥理浩爵士》（1982年），頁21。
16. 1 2 3 4  Tsang (2009), p. 192.
17. 1 2 3 4 5 6  《香港總督麥理浩爵士》（1982年），頁25。
18. 1 2 3 4 5 6 7 8 9 10 11 12 13 14 15 16 17 18 19 20 21 22 23 24 25 26 27 28 29 30 31 32 33 34 35 36 37 38 39 40 41 42 43 44 45 46 47 48 49 50 51 52 53 54  鄧惠鈞監製（1982年）
19. 1 2  Grantham (2012), p. 155.
20. ↑  Grantham (2012), pp. 155-156.
21. 1 2 3  梁可欣編（2010年），頁85。
22. ↑  OFFICIAL REPORT OF PROCEEDINGS (18 October 1972), pp. 4-5.
23. ↑  〈房屋〉（2010年8月）
24. 1 2 3 4 5 6 7 8 9 10  王賡武主編（1997年），頁139。
25. 1 2 3  〈新市鎮及市區大型新發展計劃〉（2010年9月）
26. ↑  Carroll (2011), p. 161.
27. 1 2 3 4 5 6 7 8 9 10 11 12 13 14  Gittings (2 June 2000)
28. 1 2  梁可欣編（2010年），頁90。
29. 1 2  Welsh (1993), p. 479.
30. 1 2 3 4  梁可欣編（2010年），頁97。
31. 1 2  《香港總督麥理浩爵士》（1982年），頁28。
32. ↑  梁可欣編（2010年），頁89至97。
33. 1 2  王賡武主編（1997年），頁141。
34. 1 2 3 4 5 6 7 8 9 10 11 12 13  《廉署誕生的經過》（造訪於2011年6月26日）
35. 1 2 3 4 5 6  Spurr (1995), p. 227.
36. 1 2  Tsang (2009), p. 203.
37. 1 2  〈廉政公署〉（2010年4月）
38. ↑  Welsh (1993), p. 492.
39. 1 2  Tsang (2009), p. 204.
40. 1 2 3 4 5 6 7 8 9 10  梁可欣編（2010年），頁86。
41. ↑  OFFICIAL REPORT OF PROCEEDINGS (17 October 1973), p. 17.
42. 1 2 3 4 5 6 7  梁可欣編（2010年），頁87。
43. ↑  張連興（2007年6月），頁324。
44. ↑  Spurr (1995), pp. 227-228.
45. 1 2 3  梁可欣編（2010年），頁91。
46. ↑  梁可欣編（2010年），頁78。
47. 1 2 3 4  Spurr (1995), p. 228.
48. ↑  〈前廉政專員陸鼎堂逝世〉（2009年2月4日）
49. 1 2 3 4 5 6  《香港總督麥理浩爵士》（1982年），頁23。
50. 1 2 3 4 5 6 7 8 9 10 11 12  "The Rt Hon the Lord Crawford Murray MACLEHOSE of Beoch" (1992).
51. ↑  OFFICIAL REPORT OF PROCEEDINGS (5 October 1977), pp. 26-28.
52. 1 2 3 4 5 6 7 8 9  梁可欣編（2010年），頁93。
53. ↑  張連興（2007年6月），頁326。
54. 1 2 3  吳倫霓霞編（1993年），頁65。
55. ↑  《香港教育透視：國際顧問團報告書》（1982年11月）
56. ↑  王永平（2008年），頁28。
57. ↑  〈社論：公務員薪酬委員會工作最高的目標〉（1970年12月28日）
58. ↑  〈專業級政務級官員，薪級體制進行檢討〉（1970年8月21日）
59. 1 2  〈新訂教師等級薪俸制度〉（1971年2月25日）
60. 1 2  〈護士教師可能聯合，反對港府新薪級制〉（1971年4月10日）
61. 1 2 3 4 5 6 7 8 9 10 11  〈華叔第三課之一〉（2011年1月8日）
62. 1 2 3 4  李賜雄（造訪於2011年6月26日）
63. ↑  〈指教師薪俸新制含糊，三師學生靜坐抗議〉（1971年2月27日）
64. ↑  〈抗議教師薪級新制，三間師校學生，今日罷課一天〉（1971年3月25日）
65. ↑  〈展緩調整薪給制度，教師護士咸表失望〉（1971年8月4日）
66. ↑  〈公務員加薪〉（1971年8月19日）
67. ↑  OFFICIAL REPORT OF PROCEEDINGS (14 August 1971), pp. 846-847.
68. ↑  〈護士新薪俸，兩周後公佈〉（1971年8月27日）
69. ↑  〈葛師學生會發表聲明，指出教師薪俸應速合理解決〉（1971年10月14日）
70. 1 2 3 4  〈發動教師大罷課〉（2011年1月2日）
71. 1 2 3 4 5 6 7 8  梁可欣編（2010年），頁84。
72. 1 2 3 4  〈文憑教師被迫罷課，據稱當局應負責任〉（1973年3月11日）
73. ↑  〈文憑教師薪酬談判各不讓步，經告陷於僵局〉（1972年8月4日）
74. 1 2  OFFICIAL REPORT OF PROCEEDINGS (14 February 1973), pp.430-431.
75. ↑  〈文憑教師薪酬報告，經已呈交港督審閱〉（1972年12月12日）
76. 1 2 3 4  〈徐誠斌主教〉（造訪於2011年6月26日）
77. 1 2 3  OFFICIAL REPORT OF PROCEEDINGS (29 March 1973), pp. 666-669.
78. ↑  〈與姬達兩度交手，雙方務實妥協〉（2011年1月30日）
79. ↑  〈是否接納港府新訂薪制，文憑教師投票決定〉（1973年5月11日）
80. 1 2 3 4  〈教協第一擊，金禧事件轟動〉（2011年1月3日）
81. 1 2  〈金禧事件〉（造訪於2011年6月26日）
82. 1 2 3  〈金禧事件集會，港英被迫讓步〉（2011年1月29日）
83. 1 2 3 4  《香港總督麥理浩爵士》（1982年），頁26。
84. 1 2 3 4 5 6 7  李敏儀（2005年6月22日），頁8。
85. 1 2 3  李敏儀（2005年6月22日），頁18。
86. 1 2  李敏儀（2005年6月22日），頁34。
87. 1 2 3 4 5 6 7  梁可欣編（2010年），頁89。
88. 1 2 3  Spurr (1995), p. 232.
89. ↑  李敏儀（2005年6月22日），頁9。
90. 1 2  劉騏嘉、余倩蕊（1998年1月22日），頁3。
91. ↑  Welsh (1993), p. 481.
92. ↑  劉騏嘉、余倩蕊（1998年1月22日），頁56。
93. 1 2 3 4  Jones (1990), p. 226.
94. 1 2  Jones (1990), pp. 226-227.
95. 1 2 3 4 5 6 7 8 9 10 11 12 13 14  《香港大事回顧》（1971年－1982年）
96. 1 2 3  《會議過程正式紀錄》（2001年5月30日），頁3912至3914。
97. 1 2 3  張連興（2007年6月），頁316。
98. 1 2 3  One Hundred Years of Railway Operations in Hong Kong (2010), p. 3.
99. 1 2 3 4  〈九廣鐵路重要歷程〉（造訪於2011年6月26日）
100. 1 2 3 4 5  梁可欣編（2010年），頁96。
101. 1 2 3 4 5 6  Spurr (1995), p. 231.
102. ↑  《香港總督麥理浩爵士》（1982年），頁29。
103. ↑  One Hundred Years of Railway Operations in Hong Kong (2010), p. 23.
104. 1 2 3 4  梁可欣編（2010年），頁94。
105. 1 2 3 4 5 6 7  〈百載建設〉（2001年）
106. ↑  梁可欣編（2010年），頁88、96至97。
107. 1 2 3  〈廣東省東江水〉（2009年）
108. ↑  梁可欣編（2010年），頁92。
109. ↑  何景安（1991年），頁306。
110. ↑  曾榮光（2006年），頁376。
111. ↑  〈雅麗珊郡主主持荃灣大會堂開幕〉（1980年2月8日）
112. ↑  王福義（2005年），頁6。
113. ↑  Coull　（9 February 1978）
114. ↑  Chugani　（9 June 1978）
115. 1 2 3  葉蔭聰（2010年6月13日）
116. ↑  "'THE CLUB' - After the Reprieve" (1 November 1978)
117. ↑  Hamlett (22 May 1981)
118. ↑  "Bid Lodged to Demolish Club" (13 March 1981)
119. ↑  "Colonial Glories Going, Going..." (13 June 1981)
120. 1 2  《香港總督麥理浩爵士》（1982年），頁30。
121. 1 2  李志輝（2003年1月13日）
122. ↑  梁可欣編（2010年），頁84至85。
123. ↑  翁活成、何稚森（1995年3月第十四版）
124. ↑  〈成立法律改革委會，修訂不合時宜法例〉（1980年4月11日）
125. 1 2  《香港報業50載印記》（2004年）
126. ↑  Tsang (2009), p. 173.
127. ↑  Tsang (2009), p. 174.
128. 1 2  Tsang (2009), p. 171.
129. ↑  Welsh (1993), p. 478.
130. ↑  〈抽象口號爭論沒有意義〉（2006年10月17日）
131. 1 2  鄧樹雄（2003年），頁8。
132. 1 2 3  張連興（2007年6月），頁312。
133. 1 2 3 4 5 6  鄭宏泰、黃紹倫（2006）
134. 1 2 3 4 5 6 7  《香港證券市場的監管》（2002年5月）
135. ↑  Higgins (1978), p. 70.
136. 1 2  梁可欣編（2010年），頁88。
137. 1 2 3  Chow (1999), p. 163.
138. ↑  梁可欣編（2010年），頁87至90。
139. 1 2  Higgins (1978), p. 144.
140. ↑  Higgins (1978), p. 79.
141. ↑  梁可欣編（2010年），頁93至94。
142. ↑  〈夏令時間、燈光管制，今起實施〉（1979年5月30日）
143. 1 2  張連興（2007年6月），頁318。
144. 1 2  鍾士元（2001年），頁22。
145. ↑  張連興（2007年6月），頁316至317。
146. 1 2  張連興（2007年6月），頁317。
147. 1 2 3 4 5 6 7 8 9 10 11  "Former Hong Kong Governor Dies" (1 June 2000)
148. 1 2  Gilpin (2001), p. 238.
149. 1 2 3 4 5  〈港元匯率制度簡史〉（2005年）
150. ↑  〈本港如不採取浮動，須冒美元低軟風險〉（1974年11月26日）
151. ↑  Gilpin (2001), p. 239.
152. ↑  Gilpin (2001), p. 240.
153. ↑  張連興（2007年6月），頁320。
154. ↑  劉蜀永（1998年），頁339。
155. 1 2 3  張連興（2007年6月），頁321。
156. 1 2  〈首任廉政專員姬達留給香港的遺產〉（2006年4月18日）
157. 1 2  OFFICIAL REPORT OF PROCEEDINGS (28 April 1982), pp. 734-738.
158. 1 2 3 4 5 6 7 8 9 10  Hong Kong [1972/73/74/75/76/77/78/79/80/81/82/83](1972-1983).
159. ↑  Welsh (1993), p. 147.
160. ↑  鍾士元（2001年），頁24。
161. ↑  Tsang (2007), p. 211.
162. 1 2  Tsang (2007), p. 151.
163. 1 2 3 4 5 6 7 8 9 10 11  陳梁夢蓮（1998年）
164. 1 2 3 4 5  Ma (2007), p. 99.
165. 1 2  〈地方行政〉（2010年9月）
166. ↑  梁可欣編（2010年），頁97及108。
167. ↑  劉騏嘉、余倩蕊（1996年9月）
168. 1 2 3 4 5  Tsang (2007), pp. 140-147.
169. ↑  〈採納麥健時報告設立布政司署政策科〉（1973年5月24日）
170. ↑  Chan (June 2008)
171. ↑  Welsh (1993), p. 485.
172. 1 2 3  劉曼容（2001年），頁101。
173. ↑  〈輔政司署增設新界政務司由鍾逸傑兼任〉（1974年4月1日）
174. 1 2 3 4  〈新界民政署及港九民政署改組，合併改稱政務總署〉（1981年11月20日）
175. ↑  劉曼容（2001年），頁328。
176. ↑  Tsang (2009), p. 194
177. ↑  综述：把权力从英国人交给香港华人——历史上的港人治港与香港公务员本地化 （页面存档备份，存于），歪脑 WHYNOT
178. 1 2 3  《公務員薪俸原則及程序第一次報告書》（1979年）
179. ↑  〈公務員內部問題嚴重，計時彈隨時爆發〉（1978年4月6日）
180. ↑  〈布政司否認公務員加薪〉（1978年2月21日）
181. ↑  〈公務員加薪，四一起生效〉（1978年7月6日）
182. ↑  〈不滿加薪幅度偏低，低薪公務員將提出抗議〉（1978年7月6日）
183. ↑  〈公務員總工會呼籲恢復談判〉（1978年10月24日）
184. ↑  〈社論：公務員工潮何其多！〉（1978年10月20日）
185. ↑  〈設薪俸及服務條件常委會，公務員兩團體表示歡迎〉（1978年12月16日）
186. 1 2 3  《香港總督麥理浩爵士》（1982年），頁26至27。
187. 1 2 3  〈女皇伉儷抵港訪問，市民夾道爭瞻風采〉（1975年5月5日）
188. 1 2 3  "Issue 46610", London Gazette, 19 June 1975, p. 1.
189. ↑  〈重原則 有性格 佩服兩「恐龍師父」〉（2005年11月4日）
190. ↑  〈港督繼任人選，羅樂民爵士呼聲高〉（1969年10月19日）
191. ↑  〈輔政司羅樂民，任期延長至明年底〉（1972年7月30日）
192. 1 2 3  梁可欣編（2010年），頁95。
193. 1 2 3 4  《香港總督麥理浩爵士》（1982年），頁24。
194. 1 2 3 4 5 6 7 8  范徐麗泰（2004年5月27日）
195. 1 2  〈秘密交手〉（2007年）
196. 1 2 3  Cheung (2009), pp. 140-141.
197. ↑  鍾士元（2001年），頁18至19。
198. ↑  "LORD HOME OF THE HIRSEL - OBITUARY" (10 October 1995)
199. 1 2 3  張連興（2007年6月），頁313。
200. ↑  OFFICIAL REPORT OF PROCEEDINGS (6 October 1976), p. 7.
201. 1 2 3  〈九七大限〉（2007年）
202. 1 2  鍾士元（2001年），頁19至21。
203. ↑  Grantham (2012), p. 184.
204. ↑  Tsang (2009), p. 212.
205. 1 2 3  金聖基（1998年）
206. 1 2 3 4 5 6  鍾士元（2001年），頁21。
207. ↑  《廣州市志》（1995年）
208. ↑  鍾士元（2001年），頁26。
209. ↑  BARBER (31 July 1996)
210. ↑  鍾士元（2001年），頁69至70。
211. ↑  Dimbleby (1997), pp. 125-127.
212. ↑  Patten (1998)
213. ↑  Tsang (2009), pp. 218-219.
214. ↑  "Hong Kong (Governor)" (26 April 1978)
215. 1 2 3  〈麥理浩四度延長任期，在任十年又半創紀錄〉（1979年9月26日）
216. 1 2  "Issue 45601", London Gazette, 17 February 1972, p. 1.
217. 1 2  "Supplement to Issue 46919", London Gazette, 4 June 1976, p. 17.
218. 1 2  "Supplement to Issue 48837", London Gazette, 30 December 1981, p. 1.
219. 1 2  "Issue 48992", London Gazette, 26 May 1982, p. 1.
220. 1 2 3  〈港督病況顯著好轉，預料後日可能出院〉（1982年4月23日）
221. ↑  〈港督麥理浩入醫院，接受觀察情況良好〉（1982年4月19日）
222. 1 2 3 4 5  〈港督離港場面感人，市民夾道鼓掌歡送〉（1982年5月9日）
223. 1 2  "Lord MacLehose, 82, Governor Of Hong Kong and China Scholar" (12 June 2000)
224. 1 2  "Issue 49235", London Gazette, 14 January 1983, p. 2.
225. 1 2  "Supplement to Issue 49557", London Gazette, 2 December 1983, p. 1.
226. ↑  Tsang (2009), p. 226.
227. 1 2  鍾士元（2001年），頁62至64。
228. ↑  鍾士元（2001年），頁63至64。
229. 1 2 3  鍾士元（2001年），頁64至65。
230. ↑  鍾士元（2001年），頁66。
231. ↑  鍾士元（2001年），頁67至68。
232. 1 2  Vines (30 June 1997)
233. ↑  〈行政長官聲明〉（2000年6月1日）
234. ↑  〈政務司司長回應新聞界查詢〉（2000年6月1日）
235. ↑  "Alloway Churchyard （页面存档备份，存于）", The Scottish War Graves Project, 30 April 2011.
236. ↑  李彭廣（2012年），頁60至62。
237. 1 2  Tsang (2007), p. 141.
238. ↑  張連興（2007年6月），頁328。
239. ↑  〈麥督任內政策毀譽參半，盼尤德實施富建設干預〉（1982年3月15日）
240. ↑  Burke and  Pirie-Gordon (1937), p. 663.
241. ↑  "MACLEHOSE OF BEOCH" (19 February 2020)
242. 1 2  "Crawford Murray MacLehose, Baron MacLehose of Beoch" (retrieved on 26 June 2011).
243. ↑  "Issue 45601", London Gazette, 17 February 1972, p. 2.
244. ↑  "Hon. Elfrida Sandra MacLehose" (retrieved on 17 November 2013)
245. 1 2 3  The Salopian no. 146 (June 2010), p. 58.
246. ↑  "Hon. Sylvia Margaret MacLehose" (retrieved on 17 November 2013)
247. 1 2  "Mother's plea over 'special school'" (3 February 1981)
248. 1 2  Fang and Jeffery (2002), pp. 91 & 93.
249. ↑  Brickley (2013), p.14.
250. 1 2 3  "Scottish Consumer Council" (31 October 1984)
251. ↑  Brickley (2013), p.18.
252. 1 2 3  Sandeman (2010), pp. 7-13.
253. ↑  "BVI House" (July 2010)
254. ↑  Brickley (2013), p.20.
255. ↑  "Injuries that make every day a challenge" (3 October 1986)

### 英文資
- Sir Bernard Burke and Charles Harry Clinton Pirie-Gordon, A Genealogical and Heraldic History of the Landed Gentry. Great Britain: Burke Pub. Co., 1937.
- "Supplement to Issue 43200 （页面存档备份，存于）", London Gazette, 31 December 1963, p. 5.
- "Supplement to Issue 45384（页面存档备份，存于）", London Gazette, 4 June 1971, p. 3.
- OFFICIAL REPORT OF PROCEEDINGS （页面存档备份，存于）. Hong Kong: Hong Kong Legislative Council, 14 August 1971.
- Hong Kong [1972/73/74/75/76/77/78/79/80/81/82/83]. Hong Kong: Hong Kong Government Press, 1972-1983 (Various years).
- "Issue 45601 （页面存档备份，存于）", London Gazette, 17 February 1972, p. 1.
- "Issue 45601（页面存档备份，存于）", London Gazette, 17 February 1972, p. 2.
- OFFICIAL REPORT OF PROCEEDINGS（页面存档备份，存于）. Hong Kong: Hong Kong Legislative Council, 18 October 1972.
- OFFICIAL REPORT OF PROCEEDINGS （页面存档备份，存于）. Hong Kong: Hong Kong Legislative Council, 14 February 1973.
- OFFICIAL REPORT OF PROCEEDINGS （页面存档备份，存于）. Hong Kong: Hong Kong Legislative Council, 29 March 1973.
- OFFICIAL REPORT OF PROCEEDINGS（页面存档备份，存于）. Hong Kong: Hong Kong Legislative Council, 17 October 1973.
- "Obituaries", Macmillan News Volume 2 No. 3, Summer 1974.
- "Issue 46610 （页面存档备份，存于）", London Gazette, 19 June 1975, p. 1.
- "Supplement to Issue 46919 （页面存档备份，存于）", London Gazette, 4 June 1976, p. 17.
- OFFICIAL REPORT OF PROCEEDINGS （页面存档备份，存于）. Hong Kong: Hong Kong Legislative Council, 6 October 1976.
- OFFICIAL REPORT OF PROCEEDINGS （页面存档备份，存于）. Hong Kong: Hong Kong Legislative Council, 5 October 1977.
- Higgins, Mary Faith, Securities Regulation in Hong Kong 1972-1977. The Netherlands: Sijthoff & Noordhoff International Publishers B.V., 1978.
- Coull, Gary, "Save Railway Station Plea to Queen", South China Morning Post, 9 February 1978.
- Chugani, Michael, "Foul tactics used in KCR fight?", The Standard, 9 June 1978.
- "'THE CLUB' - After the Reprieve", South China Morning Post, 1 November 1978.
- "Hong Kong (Governor)", Hansard vol 948 cc578-9W. UK: House of Commons, 26 April 1978.
- Watson, Lynne, "11th hour bid to save HK Club", South China Morning Post, 12 October 1980.
- "Mother's plea over 'special school' （页面存档备份，存于）", The Herald, 3 February 1981.
- "Bid Lodged to Demolish Club", South China Morning Post, 13 March 1981.
- Hamlett, Tim, "No Tears for the Club, but What a Pity for the Palace", South China Morning Post, 22 May 1981.
- "Colonial Glories Going, Going...", The Economist, 13 June 1981.
- "Issue 48837 （页面存档备份，存于）", London Gazette, 30 December 1981, p. 1.
- OFFICIAL REPORT OF PROCEEDINGS （页面存档备份，存于）, Hong Kong: Hong Kong Legislative Council, 28 April 1982.
- "Issue 48992（页面存档备份，存于）", London Gazette, 26 May 1982, p. 1.
- "Issue 49235 （页面存档备份，存于）", London Gazette, 14 January 1983, p. 2.
- " Issue 49557 （页面存档备份，存于）", London Gazette, 2 December 1983, p. 1.
- "Scottish Consumer Council （页面存档备份，存于）", Hansard. Great Britain: House of Commons, 31 October 1984.
- Jennifer, Cunningham, "Injuries that make every day a challenge （页面存档备份，存于）", The Herald, 3 October 1986.
- Jones, Catherine M., Promoting Prosperity: The Hong Kong Way of Social Policy. Hong Kong: Chinese University Press, 1990.
- Welsh, Frank, A History of Hong Kong. London: HarperCollins Publishers, 1993.
- "The Rt Hon the Lord Crawford Murray MACLEHOSE of Beoch", The Honorary Graduates. Hong Kong: The University of Hong Kong, 1992.
- Russell Spurr, Excellency: The Governors of Hong Kong. Hong Kong: FormAsia, 1995.
- "LORD HOME OF THE HIRSEL - OBITUARY", The Times, 10 October 1995.
- BARBER, Jane, BDOHP: INTERVIEW WITH SIR ROBIN MCLAREN （页面存档备份，存于）, Churchill College, Cambridge, 31 July 1996.
- Dimbleby, Jonathan, The Last Governor: Chris Patten & the Handover of Hong Kong. Doubleday Canada, 1997.
- Vines, Stephen, "Patten Lashes out at His Critics （页面存档备份，存于）", The Independent, 30 June 1997.
- Patten, Chris, East and West: The Last Governor of Hong Kong on Power, Freedom and the Future. McClelland & Stewart, 1998.
- "MacLEHOSE OF BEOCH, Baron", Who's Who. London: A & C Black, 1999.
- Chow, Larry Chuen-ho, The Other Hong Kong Report 1998. Hong Kong: Chinese University Press, 1999.
- "Former Hong Kong Governor Dies（页面存档备份，存于）", BBC News, 1 June 2000.
- "Lord MacLehose of Beoch（页面存档备份，存于）", The Telegraph, 1 June 2000.
- Gittings, John, "Lord MacLehose: Governor Who Sought to Modernise Hong Kong", The Guardian, 2 June 2000.
- Sinclair, Kevin, "A Man Who Left His Mark", South China Morning Post, 2 June 2000.
- "Lord MacLehose, 82, Governor Of Hong Kong and China Scholar（页面存档备份，存于）", The New York Times, 12 June 2000.
- Gilpin, Robert, Global Political Economy. Princeton University Press, 2001.
- Fang, Sir Harry Sinyang, and, Jeffery, Lawrence, Rehabilitation: A Life's Work （页面存档备份，存于）. Hong Kong: Hong Kong University Press, 2002.
- Donald, Sir Alan, "MacLehose, (Crawford) Murray, Baron MacLehose of Beoch", Dictionary of National Biographies. Oxford: OUP, 5th edition, 2004.
- "Top-secret file was left in bank （页面存档备份，存于）", BBC News, 1 November 2007.
- Tsang, Steve, Governing Hong Kong: Administrative Officers from the Nineteenth Century to the Handover to China, 1862-1997. Hong Kong : Hong Kong University Press, 2007.
- Ma, Ngok, Political Development in Hong Kong. Hong Kong: Hong Kong University Press, 2007.
- Chan, Ha-kwan, Nikkiter, Explaining the Policy Dynamics of Administrative Reorganizatin in Hong Kong: An Institutional Analysis of Policy Stasis and Punctuation. Hong Kong: The HKU Scholars Hub, June 2008.
- Tsang, Steve, A Modern History of Hong Kong. Hong Kong: Hong Kong University Press, 2009.
- Cheung, Gary Ka-wai, Hong Kong's watershed: The 1967 Riots（页面存档备份，存于）. Hong Kong: Hong Kong University Press, 2009.
- "BVI House", geoffgolt.com, July 2010.
- Sandeman, Sylvia, "50th ANNIVERSARY OF SIS", Newsline Winter 2010. Glasgow: Spinal Injuries Scotland, 2010, pp. 7–13.
- One Hundred Years of Railway Operations in Hong Kong （页面存档备份，存于）. Hong Kong: Kowloon-Canton Railway Corporation & MTR Corporation Limited, 2010.
- The Salopian no. 146. Shrewsbury: Shrewsbury School, June 2010.
- Carroll, John Mark, A Concise History of Hong Kong （页面存档备份，存于）. Hong Kong: Hong Kong University Press, 2011.
- Grantham, Sir Alexander, Via Ports: From Hong Kong to Hong Kong（页面存档备份，存于）. Hong Kong: Hong Kong University Press, 2012.
- Brickley, Richard, Scottish Disability Sport - The First Fifty Years（页面存档备份，存于）. United Kingdom: Scottish Disability Sport, 2013.
- "MACLEHOSE OF BEOCH（页面存档备份，存于）", Daily Telegraph, 19 February 2020.
- "Crawford Murray MacLehose, Baron MacLehose of Beoch （页面存档备份，存于）", thePeerage.com, retrieved on 26 June 2011.
- "Hon. Elfrida Sandra MacLehose（页面存档备份，存于）", thePeerage.com, retrieved on 17 November 2013.
- "Hon. Sylvia Margaret MacLehose（页面存档备份，存于）", thePeerage.com, retrieved on 17 November 2013.

### 中文資
- 〈港督繼任人選，羅樂民爵士呼聲高〉，《工商日報》第四頁，1969年10月19日。
- 〈專業級政務級官員，薪級體制進行檢討〉，《華僑日報》第二張第一頁，1970年8月21日。
- 〈社論：公務員薪酬委員會工作最高的目標〉，《華僑日報》第一張第二頁，1970年12月28日。
- 《香港大事回顧》，香港：電視廣播有限公司，歷年（1971年－1982年）。
- 〈新訂教師等級薪俸制度〉，《工商日報》第十二頁，1971年2月25日。
- 〈指教師薪俸新制含糊，三師學生靜坐抗議〉，《工商日報》第十一頁，1971年2月27日。
- 〈抗議教師薪級新制，三間師校學生，今日罷課一天〉，《工商日報》第十二頁，1971年3月25日。
- 〈護士教師可能聯合，反對港府新薪級制〉，《工商日報》第十一頁，1971年4月10日。
- 〈展緩調整薪給制度，教師護士咸表失望〉，《工商日報》第十頁，1971年8月4日。
- 〈公務員加薪〉，《華僑日報》第三張第二頁，1971年8月19日。
- 〈護士新薪俸，兩周後公佈〉，《工商日報》第十一頁，1971年8月27日。
- 〈葛師學生會發表聲明，指出教師薪俸應速合理解決〉，《華僑日報》第二張第一頁，1971年10月14日。
- 〈輔政司羅樂民，任期延長至明年底〉，《工商日報》第十二頁，1972年7月30日。
- 〈文憑教師薪酬談判各不讓步，經告陷於僵局〉，《華僑日報》第四張第二頁，1972年8月4日。
- 〈文憑教師薪酬報告，經已呈交港督審閱〉，《工商日報》第十一頁，1972年12月12日。
- 〈文憑教師被迫罷課，據稱當局應負責任〉，《工商日報》第十二頁，1973年3月11日。
- 〈是否接納港府新訂薪制，文憑教師投票決定〉，《華僑日報》第四張第二頁，1973年5月11日。
- 〈採納麥健時報告設立布政司署政策科〉，《工商日報》第一頁，1973年5月24日。
- 〈輔政司署增設新界政務司由鍾逸傑兼任〉，《工商日報》第七頁，1974年4月1日。
- 〈本港如不採取浮動，須冒美元低軟風險〉，《工商日報》第一頁，1974年11月26日。
- 〈女皇伉儷抵港訪問，市民夾道爭瞻風采〉，《工商日報》第一頁，1975年5月5日。
- 〈布政司否認公務員加薪〉，《工商日報》第七頁，1978年2月21日。
- 〈公務員內部問題嚴重，計時彈隨時爆發〉，《工商日報》第八頁，1978年4月6日。
- 〈公務員加薪，四一起生效〉，《工商日報》第一頁，1978年7月6日。
- 〈不滿加薪幅度偏低，低薪公務員將提出抗議〉，《工商日報》第一頁，1978年7月6日。
- 〈社論：公務員工潮何其多！〉，《工商日報》第二頁，1978年10月20日。
- 〈公務員總工會呼籲恢復談判〉，《工商日報》第一頁，1978年10月24日。
- 〈設薪俸及服務條件常委會，公務員兩團體表示歡迎〉，《工商日報》第八頁，1978年12月16日。
- 《公務員薪俸原則及程序第一次報告書 （页面存档备份，存于）》。香港：香港公務員薪俸及服務條件常務委員會，1979年。
- 〈夏令時間、燈光管制，今起實施〉，《工商日報》第八頁，1979年5月30日。
- 〈麥理浩四度延長任期，在任十年又半創紀錄〉，《華僑日報》第二張第一頁，1979年9月26日。
- 〈雅麗珊郡主主持荃灣大會堂開幕〉，《工商日報》第七頁，1980年2月8日。
- 〈成立法律改革委會，修訂不合時宜法例〉，《香港工商日報》第七頁，1980年4月11日。
- 〈新界民政署及港九民政署改組，合併改稱政務總署〉，《華僑日報》第二張第一頁，1981年11月20日。
- 《香港總督麥理浩爵士》。香港：明報，1982年。
- 鄧惠鈞監製，《麥理浩十年》。香港：電視廣播有限公司，1982年。
- 〈麥督任內政策毀譽參半，盼尤德實施富建設干預〉，《華僑日報》第二張第二頁，1982年3月15日。
- 〈港督麥理浩入醫院，接受觀察情況良好〉，《華僑日報》第二張第一頁，1982年4月19日。
- 〈港督病況顯著好轉，預料後日可能出院〉，《華僑日報》第二張第一頁，1982年4月23日。
- 〈港督離港場面感人，市民夾道鼓掌歡送〉，《華僑日報》第二張第一頁，1982年5月9日。
- 《香港教育透視：國際顧問團報告書（页面存档备份，存于）》。香港：香港政府，1982年11月。
- 劉澤生著，《香江夜譚》。香港：三聯書店，1990年。
- 何景安著，《香港教育剖析：香港教育論文選》。香港：廣角鏡出版社，1991年。
- 吳倫霓霞編，《邁進中的大學：香港中文大學三十年（页面存档备份，存于）》。香港：中文大學出版社，1993年。
- 《廣州市志》第18卷。廣州：廣州出版社，1995年。
- 翁活成、何稚森編，《易通十進制》。香港：山邊公司出版部，1995年3月第十四版。
- 劉騏嘉、余倩蕊著，《八十年代以來香港的政治發展》。香港：立法局秘書處資料研究及圖書館服務部，1996年9月。
- 王賡武主編，《香港史新編（上冊）》。香港：三聯書店（香港）有限公司，1997年。
- 劉騏嘉、余倩蕊著，《香港的醫療開支及融資安排（页面存档备份，存于）》。香港：臨時立法會秘書處資料研究及圖書館服務部，1998年1月22日。
- 陳梁夢蓮著，〈區議會和兩個市政局的歷史和演變〉。香港：香港民主促進會，1998年。
- 劉蜀永著，《簡明香港史》。香港：三聯書店（香港）有限公司，1998年。
- 金聖基著，《人民大會堂見聞錄》。北京：中共黨史出版社，1998年。
- 〈行政長官聲明 （页面存档备份，存于）〉，《新聞公報》。香港：香港特別行政區政府，2000年6月1日。
- 〈政務司司長回應新聞界查詢 （页面存档备份，存于）〉，《新聞公報》。香港：香港特別行政區政府，2000年6月1日。
- 鍾士元爵士著，《香港回歸歷程－鍾士元回憶錄》。香港：中文大學出版社，2001年。
- 劉曼容著，《港英政府政治制度論（1841-1985）》。北京：社會科學文獻出版社，2001年。
- 〈百載建設〉，《點滴話當年》。香港：水務署，2001年。
- 《會議過程正式紀錄 （页面存档备份，存于）》。香港：香港立法會，2001年5月30日。
- 《香港證券市場的監管》。香港：香港證監會，2002年5月。
- 李志輝著，《資料便覽：立法會歷史－“首”之花絮 （页面存档备份，存于）》。香港：立法局秘書處資料研究及圖書館服務部，2003年1月13日。
- 鄧樹雄著，《香港公共財政史（1949/50-1979/80）》。香港：香港浸會大學，2003年。
- 范徐麗泰著，〈越南難民〉，《細水長流系列》（原載東方日報），2004年5月27日。
- 《香港報業50載印記》。香港：明報報業有限公司，2004年。
- 李敏儀著，《香港向有需要人士發放津貼或財政援助的基準 （页面存档备份，存于）》。香港：立法會秘書處資料研究及圖書館服務部，2005年6月22日。
- 王福義著，〈香港郊野公園簡史〉，《香港自然網》，2005年。
- 〈港元匯率制度簡史〉，《香港的聯繫匯率制度》。香港：香港金融管理局，2005年。
- 〈重原則 有性格 佩服兩「恐龍師父」〉，香港《文匯報》，2005年11月4日。
- 曾榮光着，《廿一世紀教育藍圖？：香港特區教育改革議論》。香港，中文大學出版社，2006年。
- 〈抽象口號爭論沒有意義 （页面存档备份，存于）〉，《文匯報》，2006年10月17日。
- 鄭宏泰、黃紹倫著，《香港股史：1841-1997》。香港：三聯書店，2006。
- 〈首任廉政專員姬達留給香港的遺產〉，《星島環球網》，2006年4月18日。
- 〈九七大限〉，《解密百年香港》第33集。香港：香港亞洲電視，2007年。
- 〈秘密交手〉，《解密百年香港》第33集。香港：香港亞洲電視，2007年。
- 張連興著，《香港二十八總督》。北京：朝華出版社，2007年6月。
- 王永平著，《平心直說——一名香港特區政府局長為官十二年的反思集》。香港：經濟日報出版社，2008年第二版。
- 〈廣東省東江水〉，香港特別行政區水務署，2009年。
- 〈前廉政專員陸鼎堂逝世 （页面存档备份，存于）〉，《蘋果日報》，2009年2月4日。
- 梁可欣編，《最後六任港督的聲音》。香港：商務印書館，2010年。
- 葉蔭聰著，〈保育其實是發展 （页面存档备份，存于）〉，《明報》，2010年6月13日。
- 〈廉政公署〉，《香港便覽》。香港：香港特別行政區政府新聞處，2010年4月。
- 〈房屋〉，《香港便覽》。香港：香港特別行政區政府新聞處，2010年8月。
- 〈地方行政〉，《香港便覽》。香港：香港特別行政區政府新聞處，2010年9月。
- 〈新市鎮及市區大型新發展計劃〉，《香港便覽》。香港：香港特別行政區政府新聞處，2010年9月。
- 〈發動教師大罷課[]〉，《蘋果日報》，2011年1月2日。
- 〈教協第一擊，金禧事件轟動〉，《蘋果日報》，2011年1月3日。
- 〈華叔第三課之一〉，《明報》，2011年1月8日。
- 〈金禧事件集會，港英被迫讓步〉，《明報》，2011年1月29日。
- 〈與姬達兩度交手，雙方務實妥協〉，《明報》，2011年1月30日。
- 李彭廣著，《管治香港：英國解密檔案的啟示》。香港：牛津大學出版社，2012年。
- 李賜雄著，〈罷課，罷課〉，《我的人生旅途》，造訪於2011年6月26日。
- 〈金禧事件〉，香港教育專業人員協會，造訪於2011年6月26日。
- 《廉署誕生的經過》。香港：香港廉政公署，造訪於2011年6月26日。
- 〈徐誠斌主教〉，《香港天主教教區檔案》，造訪於2011年6月26日。
- 〈九廣鐵路重要歷程〉，《香港鐵路訊息站》，造訪於2011年6月26日。

## 延伸閱讀
- Blair-Kerr, Sir Alastair, First report of the Commission of Inquiry under Sir Alastair Blair-Kerr. Hong Kong: Government Printer, 1973.
- Blair-Kerr, Sir Alastair, Second report of the Commission of Inquiry under Sir Alastair Blair-Kerr. Hong Kong: Government Printer, 1973.
- Edited by Chadha, K. K., The MacLehose Years, 1971-1982. Hong Kong: South China Morning Post, 1982.
- Edited and translated by Blyth, Sally, and Wotherspoon, Ian, Hong Kong Remembers. Hong Kong: Oxford University Press, 1996.
- Buckley, Roger, Hong Kong: The Road to 1997. New York: Cambridge University Press, 1997.
- 黃保羅編著，《功與過：麥理浩總督任內政績評議 》。香港：中興出版社，1978年。

## 外部連結
- 立法局會議記錄（英文）
  - 1971年至1972年度 （页面存档备份，存于）
  - 1972年至1973年度 （页面存档备份，存于）
  - 1973年至1974年度 （页面存档备份，存于）
  - 1974年至1975年度 （页面存档备份，存于）
  - 1975年至1976年度 （页面存档备份，存于）
  - 1976年至1977年度 （页面存档备份，存于）
  - 1977年至1978年度 （页面存档备份，存于）
  - 1978年至1979年度 （页面存档备份，存于）
  - 1979年至1980年度 （页面存档备份，存于）
  - 1980年至1981年度 （页面存档备份，存于）
  - 1981年至1982年度（页面存档备份，存于）
- 麥理浩爵士信託基金 （页面存档备份，存于）
- 港督麥理浩爵士抵港及宣誓就職 （页面存档备份，存于），香港電台節目重溫，1971年11月19日
- 麥理浩 - 第25任港督，頭條日報
- 麥理浩徑，郊野樂行，漁農自然護理署
- 麥理浩夫人度假村，康樂及文化事務署

| 外交職務                   | 外交職務                      | 外交職務                   |
| -------------------------- | ----------------------------- | -------------------------- |
| 前任： 彼得·威爾金森       | 英國駐越南大使 1967年－1969年 | 繼任： 約翰·莫爾頓         |
| 前任： 奧利佛·萊特         | 英國駐丹麥大使 1969年－1971年 | 繼任： 安德魯·斯塔克       |
| 政府职务                   |                               |                            |
| 前任： 羅樂民爵士 （署理） | 第25任香港總督 1971年－1982年 | 繼任： 夏鼎基爵士 （署理） |